# Luis Alberto Spinetta
Luis Alberto Spinetta (Núñez, 23 de enero de 1950-Villa Urquiza, 8 de febrero de 2012) fue un músico, cantante, guitarrista, poeta, escritor, compositor y multinstrumentista argentino, considerado uno de los más importantes y respetados músicos de Argentina, Latinoamérica y del habla hispana por la complejidad instrumental, compositiva, lírica y poética de sus obras musicales, tanto en sus múltiples agrupaciones y como solista. El gobierno argentino estableció el "Día Nacional del Músico" en el de su nacimiento.
En sus años iniciales, Spinetta formaría diversas bandas de rock en las décadas de los 60 y 70 que serían muy influyentes e importantes en la evolución del rock nacional y latinoamericano, como lo serían Almendra, Pescado Rabioso e Invisible, introductoras de géneros como hard rock, blues, y rock progresivo en la escena musical argentina. Tras la disolución de Pescado Rabioso, pero usando aún el nombre de esa banda, editó Artaud (1973), considerado por muchos su obra maestra, el mejor disco de la historia del rock nacional argentino y una obra maestra de la música latina. En los 80 y 90, pasaría a formar las influyentes bandas Spinetta Jade y Spinetta y los Socios del Desierto, además de publicar álbumes solistas, como Téster de violencia (1988), Don Lucero (1989) y Pelusón of milk (1991), en los que incorpora sonidos de jazz, pop y música electrónica. 
Durante la década de los 2000 editaría sus últimos trabajos, y en 2008 lanzaría su último álbum, Un mañana, a la par del recital Spinetta y las Bandas Eternas en 2009, donde festejó sus cuarenta años de trayectoria durante cinco horas y media de concierto ante 40 mil personas en el Estadio José Amalfitani. Un año más tarde, fue considerado el recital de la década. Falleció en 2012 a los 62 años, a causa de un cáncer de pulmón provocado por su adicción al cigarrillo. Sus cenizas fueron esparcidas en Río de la Plata, su última voluntad.
En 2005 obtuvo el Premio Konex de Platino como el más destacado solista masculino de rock de la década en Argentina, mismo galardón que ganó en 1985 y 1995, como autor/compositor de rock y cantante masculino de rock. Su canción «Muchacha (ojos de papel)» fue considerada en 2002 por la edición argentina de la revista Rolling Stone y la cadena MTV como la segunda mejor canción de todos los tiempos del rock argentino y la vigésimo octava del rock de Hispanoamérica. Spinetta editó 376 canciones propias. En 1997 la revista Billboard lo definió como «ícono del rock argentino», y en 2001 el diario Página/12 lo consideró el artista más influyente en la historia del rock argentino, tras una encuesta con celebridades del rock local.

## Biografía

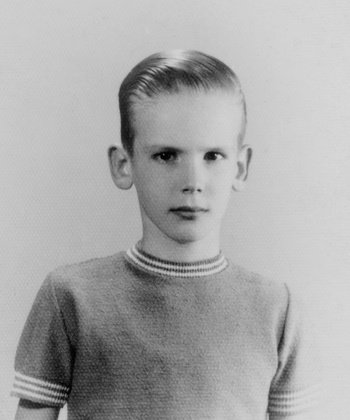
Spinetta en su niñez, años cincuenta.

Luis Alberto Spinetta fue el segundo de tres hermanos (Ana María, Luis Alberto y Carlos Gustavo). Su familia vivía desde 1940 en el barrio de Núñez, en el límite con el barrio Bajo Belgrano, a dos cuadras del Barrio River. Su casa se encontraba en Arribeños 2853, entre Congreso y Quesada, en el primer departamento de una construcción en propiedad horizontal, con ventana a la calle. En esa casa realizó Almendra sus primeros ensayos, y ensayó Pescado Rabioso. Sus últimos días los pasó en su casa de Iberá 5009, en Villa Urquiza, a 35 cuadras de su casa natal. De su infancia y su barrio cercano a la cancha de River Plate sacó la pasión por el fútbol y la simpatía por el club de la banda roja, al que hace referencia en «El anillo del Capitán Beto».
Su padre, Luis Santiago Spinetta, era un cantante de tangos aficionado que llegó a formar un grupo acompañado con guitarristas, y a cantar en algunas radios bajo los seudónimos de Luis Martínez Solar o Carlos Omar. A él pertenecen la letra y la música del tema «Hombre de luz», incluido en su último álbum Un mañana (2008). Con esta influencia, Luis Alberto comenzó a cantar tangos desde muy niño, y ya desde los 4 años, su familia, en especial sus tíos, lo impulsaban a cantar en las reuniones familiares. La influencia tanguera se notará en toda la obra del músico.
Además de su padre, Spinetta le asignaba a sus tíos una importante influencia en su gusto por la música. Tres de ellos trabajaban en el sello discográfico Columbia y le permitían acceder a una gran variedad de expresiones musicales, en una época en la que el acceso a los discos era muy costoso.
Cursó en la Escuela n.º 22 (DE 10) "Remedios de Escalada de San Martín", en Roosevelt 1510. Ingresó al primer grado en 1956, justo cuando en el mundo estallaba el rock, de la mano de Elvis Presley y -sobre todo en Argentina- Bill Halley, a través de la película Al compás del reloj, estrenada en Argentina en enero de 1957, y su visita al país en 1958. Pero Argentina vivía el «boom del folklore», una renovación musical inspirada en los ritmos musicales tradicionales, que llevó a la música folklórica a los primeros planos de popularidad.
Spinetta comienza de modo espontáneo a componer canciones desde muy niño, antes incluso de aprender a tocar un instrumento. Su padre cuenta que, entre ellas, compuso un himno a Sarmiento.

Me divertía imitando cantantes, copiando sonidos. Por eso la música nació en mí antes que las palabras.
Luis Alberto Spinetta

En la escuela primaria cantó por primera vez en público, durante un carnaval en San Miguel de Tucumán, ciudad en la que vivían sus tíos y primos. Spinetta ha dicho que ese fue su debut y que lo "tiraron arriba de un tablado, cual oveja", negándose a contar cuál fue la canción interpretada. Un relato de su prima tucumana fue más detallado:

"Era carnaval y acá se organizaban los corsos infantiles en la calle San Martín. Habían venido a Tucumán Luis Alberto, sus padres, y Gustavo y Ana, sus hermanos. A los chicos nos disfrazaban y nos hacían desfilar y a ellos también los disfrazaron". A Spinetta le tocó ser Tarzán. Era lo que había en casa de los Santos: un pequeño short animal print y un cuchillo de palo. Eso era todo, y él lo lucía como si fuera el más potentado de los hombres simio. "Era un chiste, un absurdo directamente verlo. Era alto, muy flaco, se le marcaban las costillas y tenía el pelo rubio. Era muy gracioso, lo recuerdo claramente", afirma Susana con una sonrisa. "El locutor, desde un escenario armado en la puerta de la galería, seleccionaba algunos chicos del público y los hacía subir. Lo vio a Luis Alberto y lo invitó. Él subió, agarró el micrófono y sin ningún tipo de inhibición se puso a cantar «Pity Pity», de Billy Cafaro... Fue una ovación. Él cantó a capella con toda confianza. Era fanático de esa canción y la gente lo aplaudió muchísimo. Cuando se empezó a dedicar a la música se horrorizaba cuando yo le hacía acordar eso".

Los pasos iniciales con la guitarra los tiene en los últimos años de la primaria. Su primera guitarra se la prestó «por tiempo indefinido» José "Machín" Gomezza, vecino y personaje célebre del Club River Plate, y sus primeras lecciones las recibió de Dionisio Visoná, un guitarrista que había acompañado a su padre. Esas serían sus únicas lecciones de guitarra, ya que pronto se transformaría en músico autodidacta.

Yo ya había desarrollado toda una personalidad musical sin saber tocar, imitando con la boca los sonidos de Bill Haley, las voces de Little Richard o Louis Armstrong, y cuando empecé a tomar esas clasecitas era lógico que me saliera algo folklórico. Entonces estaban muy de moda Los Chalchaleros. Era la época del boom del folklore, de «Zamba de mi esperanza» y del «Sapo cancionero». Ahí me di cuenta que triunfaba un espíritu netamente musical porque empecé a sacar todo tipo de música sin importar de donde procedía. Mi hermana compraba una revista que se llamaba Noralí, y ahí apareció «Ki chororo», la primera canción que saqué con los acordes completos. Cuando tuve las primeras nociones elaboré un mecanismo y pude sacar cualquier música. Tenía 12 años y estaba por empezar la secundaria.
Luis Alberto Spinetta

## Trayectoria artística
Entró a la secundaria en 1963 para recibirse en 1967. Spinetta contó varias veces que su debut artístico se produjo en 1964, en un concurso televisivo del programa Escala Musical, por Canal 13. Sin embargo, su padre menciona que ese año cantó también en un programa infantil que se llamaba La pandilla One and Two (luego se modificó el nombre a Pandilla Uanantú), que transmitió Canal 9 entre marzo y mayo de 1964. Para sus presentaciones televisivas durante el concurso en Escala Musical interpretó: el bolero «En una forma total», de Javier Solís, y «Sabor a nada», de Palito Ortega, entonces en pleno auge del Club del Clan. El cantante llegó a la final y perdió contra un grupo de mujeres llamado Las Medias Negras, que gozó de cierto éxito en el tipo de música pop-beat que encarnaba el Club del Clan y la Nueva ola, en el primer lustro de los sesenta.

En la época del Club del Clan, yo era muy fana de todo eso. Hasta que aparecieron Los Beatles.
Luis Alberto Spinetta

Como a millones de jóvenes en el mundo, Los Beatles produjeron una ruptura completa en la sensibilidad musical de Luis Alberto. Ese 1964 fue el de la beatlemanía, y lo primero que hizo con el dinero que ganó en el concurso de Escala Musical fue comprarse el álbum Beatles for Sale, que el grupo de Liverpool lanzó en Londres casi al finalizar el año. Spinetta también destacó la influencia decisiva que tuvo sobre él -y el origen del "rock nacional" en la Argentina- la banda uruguaya Los Shakers y su líder, Hugo Fattoruso.
En este período ya componía zambas y rock en inglés e incluso en español, algo inusual en los países de habla hispana de aquel momento. De 1965 datan dos canciones que integrarían su repertorio: «Barro tal vez» y «Plegaria para un niño dormido», la primera una zamba «rockeada» en español (un «tema beatle», como acostumbraba decir), precursora del «rock nacional» que explotaría dos años después con Los Gatos, y que integraría el álbum Kamikaze (1982). La segunda canción expresa la sensibilidad poética que lo caracterizaría y fue incluida en su primer álbum con Almendra.
En 1965, Spinetta se relaciona de manera casi simultánea con dos bandas de rock en inglés del barrio: Los Larkins y Los Sbirros. Los Larkins estaba liderada por Rodolfo García, futuro baterista de Almendra, un muchacho cuatro años más grande que el «Flaco» que, aunque vecino del mismo barrio, iba a un colegio público industrial y trabajaba en un taller mecánico, diferenciándolo socialmente del otro grupo. Los Sbirros era una banda de alumnos del colegio al que asistía Luis Alberto, y que estaba liderada por Edelmiro Molinari, quien ya entonces se destacaba por el dominio de la guitarra eléctrica, integrada por Emilio del Guercio y su hermano Ángel. Luis se inició en Los Larkins pero los grupos se fueron aproximando.
Spinetta cursaba sus estudios secundarios en el Instituto San Román, prestigioso colegio católico ubicado en Migueletes 2039, cerca de su casa. Con Del Guercio eran compañeros de banco, y establecieron una estrecha amistad, compartiendo rebeldías, gustos musicales y artísticos y la edición de una precaria revista que llevaba el nombre de La Costra Degenerada. Llegaron incluso a formar un dúo, llamado Bundlemen, paralelo a Los Larkins y Los Sbirros. Interpretaban principalmente canciones de Los Beatles o "Shame and Scandal in the Family", un clásico del calypso-reggae, aunque también interpretaban temas propios, como «Vergüenza» y una canción de homenaje al Che Guevara (Spinetta pensaba que el Che era una especie de «hiperbeatle») y un espectáculo musical que titularon Homenaje al ácido lisérgico. Su intención era escandalizar y sacudir las pautas del marco católico y conservador que les imponía el colegio, muchas veces apuntando hacia su rector, Tristán Baena.
Los Larkins fueron modificando su integración y cambiando su nombre, primero a Los Masters y luego a Los Mods. Con este nombre grabaron en 1966 un acetato con dos temas en inglés: «Faces and Things» y «Free», cuyos autores fueron Guido Meda y Apócrifo, este último el seudónimo elegido por Spinetta para firmar aquellos temas tempranos.
Poco a poco Los Mods y Los Sbirros se fueron fusionando, hasta formar un quinteto integrado por Spinetta (voz), Rodolfo García (batería), Emilio del Guercio (bajo), Edelmiro Molinari (guitarra) y Santiago Chago Novoa (teclados). Era fines del año 1966, Luis Alberto aún no había cumplido los 17 años y las bases de Almendra estaban sentadas.

Una de las cosas fundamentales que se hablaron en esa etapa embrionaria fue que sentíamos una ola de cosas que hablaban en castellano, sabíamos que existían Los Gatos Salvajes, Billy Bond... Medio que de ahí salió que nuestra música iba a ser en castellano. En esa etapa ya tenía compuesta «Plegaria para un niño dormido» o la zamba que después hice en Kamikaze («Barro tal vez»). Lo nuestro era que queríamos ser todo a la vez: Piazzolla, Los Beatles, Los Doble Seis de París. Íbamos a escuchar jazz, nos gustaba el folklore de vanguardia, en ese momento venía Waldo de los Ríos con sonidos electrónicos y era descomunal, lo veía por televisión y me ponía a llorar porque decía: «Esto también es vanguardia». Escuchábamos a Rovira, a Mederos, un montón de música que no era Club del Clan. De todas esas conversaciones y horas perdidas, de todas esas cartas con Rodolfo, parte la premisa de crear una música con una libertad de horizonte total. Almendra no fue una casualidad.
Luis Alberto Spinetta

### 1967-1970: Almendra

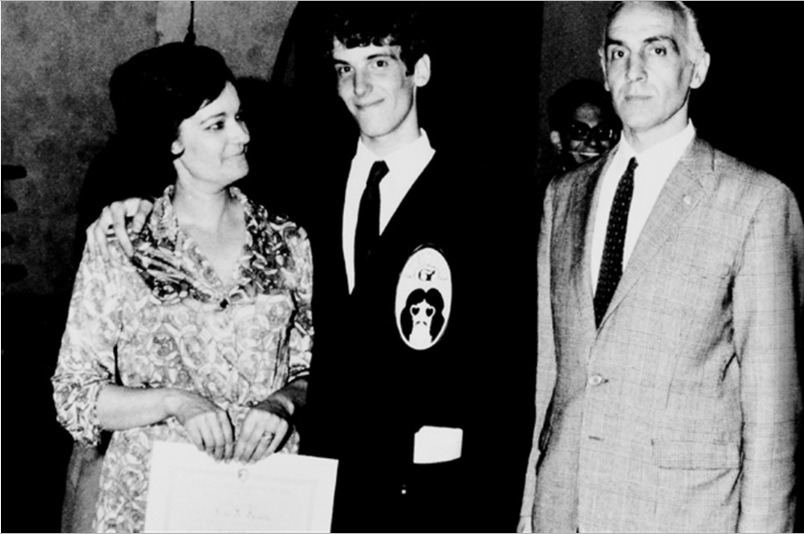
Spinetta egresando del Instituto San Román en 1967, junto a sus padres Julia y Luis Santiago.

El grupo que formaría Almendra estaba listo a principios de 1967, pero Rodolfo García fue convocado al servicio militar. Ese hecho demoró un año la salida de la banda, precisamente en ese año crucial, en el que «La balsa» de Los Gatos, un original rock cantado en español compuesto por Litto Nebbia y Tanguito, se convertía en un éxito masivo y marcaba el inicio de un nuevo estilo musical que sería conocido en Argentina como «rock nacional».
1967, 1968 y 1969 fueron años de grandes transformaciones culturales en Argentina y en el mundo, ubicando a la juventud como grupo social diferenciado: el verano del amor, que marcó el nacimiento del movimiento hippie, el asesinato del Che Guevara en Bolivia, el Mayo francés o el Cordobazo. En ese contexto germinan las tendencias que ya asomaban en el Spinetta adolescente -que coincidían con otros jóvenes argentinos embarcados en búsquedas similares-, de tomar las vanguardias del tango y el folklore, para originar un tipo de rock con clima local, cantado en español. El hecho constituyó una ruptura cultural de enorme proporciones, porque los patrones estéticos de ese momento no aceptaban la posibilidad de que el rock tuviera una expresión autónoma en lengua española.

Yo tenía esas zambas pero no sabía como atravesar el abismo que existía entre el concepto tradicional de canción argentina y la pasión que despertaban en mi Los Beatles.

Yo ya había hecho muchas canciones en castellano, pero me daba miedo cantarlas. Las cantábamos siempre en el núcleo familiar. Temía que las interpretaran como cosas marcianas, que no eran naturales.

Luis Alberto Spinetta

En 1968 Spinetta y Del Guercio ingresaron a la facultad de Arquitectura de la Universidad de Buenos Aires y luego a estudiar bellas artes en la Escuela Manuel Belgrano. También ingresaron al JAEN, un grupo peronista fundado por Rodolfo Galimberti de resistencia contra la dictadura militar que gobernaba en ese momento y que unos años más adelante integraría la organización guerrillera Montoneros. Las actividades de la banda los llevaron a dejar la militancia activa, aunque Del Guercio siguió vinculado a los grupos de la izquierda peronista. Este compromiso político será visible en el tema "Camino difícil", de Del Guercio, que sería más adelante incluido en Almendra II («Compañero toma mi fusil, ven y abraza a tu General»).
En marzo del 68 García fue dado de baja y el grupo comenzó a ensayar diariamente. Novoa, el tecladista, simplemente dejó de ir a los ensayos y el quinteto quedó finalmente como el cuarteto que pasaría a la historia: Luis Alberto Spinetta (voz líder y guitarra), Rodolfo García (batería y voz), Emilio del Guercio (bajo y voz) y Edelmiro Molinari (guitarra líder y voz).
A mediados de 1968 Ricardo Kleiman, productor del programa radial Modart en la noche, de enorme popularidad en la juventud de aquellos años, fue a ver un ensayo de la banda, donde tocaron el tema «Where are you going Mary Sue?», un tema en inglés del propio Spinetta. Kleiman quedó complacido y les ofreció grabar un simple en RCA con Rodolfo Alchourron como director artístico. El disco fue editado en noviembre y salió a la venta al año siguiente, con «Tema de Pototo» como lado A y «El mundo entre las manos» como lado B. El primero era un tema compuesto por Spinetta con Edelmiro Molinari, y el segundo una canción propia.
En agosto, la revista Pinap realizó una de las primeras crónicas referidas a Spinetta:

Almendra se llama el conjunto que seguramente se va a convertir en la sensación de la próxima primavera porteña. El capo del grupo, José Luis (sic), según algunos de los entendidos, está destinado a ser una especie de prolífico Lennon argentino.

Ese mismo año la discográfica RCA Víctor utiliza varios temas de Spinetta para que los graben otros artistas de la compañía. De este modo «Tema de Pototo» también lo graba Leonardo Favio bajo el título «Para saber cómo es la soledad», obteniendo un éxito rotundo en toda América Latina. También el dúo Bárbara y Dick graba un simple, que sería lanzado al año siguiente, con dos temas de Spinetta, «Hoy ya no se puede» y «Tristeza por todas partes», este último en coautoría con Rodolfo García. Finalmente, Los In graban «Where are you going Mary Sue?», el tema de Spinetta y Del Guercio que Kleiman escuchó cuando oyó por primera vez a Almendra, siendo incluido en el álbum Nuestra juventud, lanzado ese mismo año.

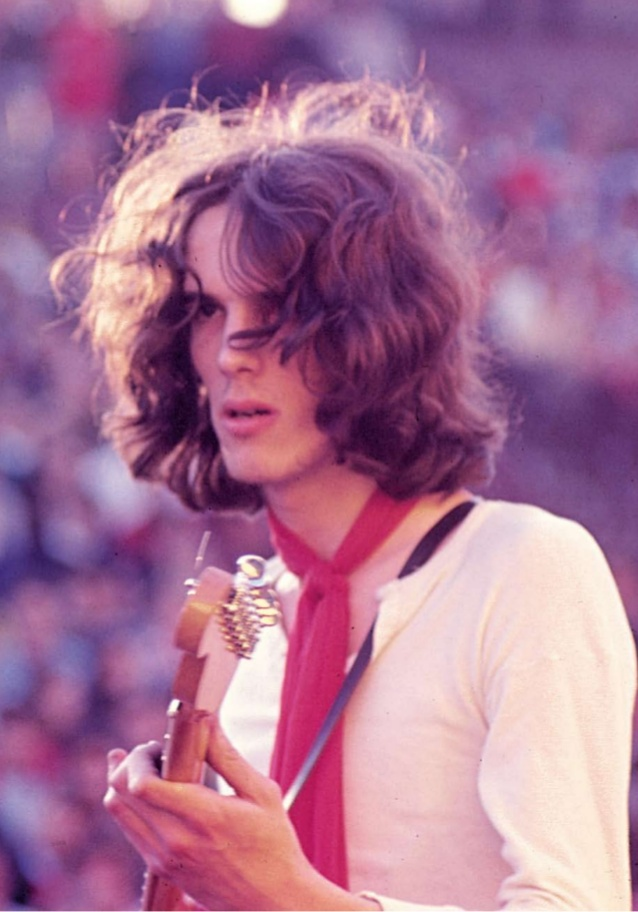
Spinetta tocando junto Almendra en 1969, en el Festival Pinap.

El debut de Almendra se produjo en la discoteca Matoko's de Mar del Plata, en enero de 1969. El diario local El Trabajo realizó la siguiente crónica:

El conjunto suena realmente bien. Los muchachos se llaman Carlos Emilio, Rodolfo, Teddy y Luis Alberto. Algunos tienen chivita y todos pelo largo, muy largo. Promedian veinte años y no les gusta cantar en inglés, aunque guste como cantan en inglés. «Se terminó la época de repetir lo que hacen los demás o de hacer traducciones y listo. Tenemos que cantarle a lo nuestro, a lo auténtico», dicen.

En marzo, luego de terminar la temporada veraniega, fueron invitados primero a tocar al Festival de Ancón, en Perú, donde hicieron dos presentaciones, y el 24 de marzo realizaron su primera actuación en público en Buenos Aires, en el Instituto Di Tella. Dos semanas después se presentaron en el Teatro del Globo de Buenos Aires, estrenando varias canciones de Spinetta que integrarían el primer LP, como «Fermín», «Figuración» y «Ana no duerme», y algunas del segundo, como «Hoy todo el hielo en la ciudad» y «Campos verdes». El recital fue grabado casualmente y de manera casera por Amadeo Álvarez, cantante de Los In y amigo de la banda, y fue editado y lanzado como disco en 2004 por el diario Página/12, constituyendo un notable documento histórico, y en el que pueden escucharse temas de Spinetta que no existen en otras versiones, como «Tragedia familiar».
Spinetta comenzaba a proponer un estilo inclasificable de música, sin preconceptos, en el que la poesía tuviera además un papel determinante. «Spinetta prueba que el acto poético en el rock es indisociable del sonido», dice Fernando García en el número que la revista La Mano dedicada íntegramente al músico en 2006.
El grupo sacó otros dos simples («Hoy todo el hielo en la ciudad/Campos verdes» y «Gabinetes espaciales/Final») y realizó dos videoclips («Campos verdes» y «El mundo entre las manos»), considerados unos de los primeros videoclips realizados en Argentina. El domingo 6 de junio en el Teatro Coliseo, en el ciclo de recitales organizados por la revista Pinap, estrenaron «Muchacha (ojos de papel)». El tema expresaba los sentimientos de Spinetta por su primer gran amor, Cristina Bustamante, y se convertiría en una de las canciones más importantes del cancionero popular latinoamericano.
A mediados de 1969 todo el grupo fue entrevistado en el programa del principal periodista político de Argentina, Bernardo Neustadt. Neustadt criticó duramente la apariencia y la música de Almendra en particular y del nuevo "rock nacional" que surgía, tratando a sus jóvenes invitados de "ignorantes" y "mediocres". Ante los agravios, Spinetta se levantó y se retiró del programa.
También en 1969 Spinetta participó en la revista Lo inadvertido, una publicación semiclandestina psicodélica que adhería a la cultura hippie, elaborada y dibujada a mano bajo los efectos del LSD en la que también participaban Marta Minujín, Skay Beilinson, Daniel Beilinson y Miguel Abuelo. Spinetta realizó una especie de nota que firma como Luis, a secas, escrita a mano dentro de una gran cara dibujada con contornos, que comienza diciendo:

Es absurdo que trate de hablarles de música porque yo soy Luis y soy la música. ¿Por qué hablar de música? Si vos debés ser música y todos debemos ser música.
Luis, Lo inadvertido

#### 1969-1970: Álbum histórico y separación

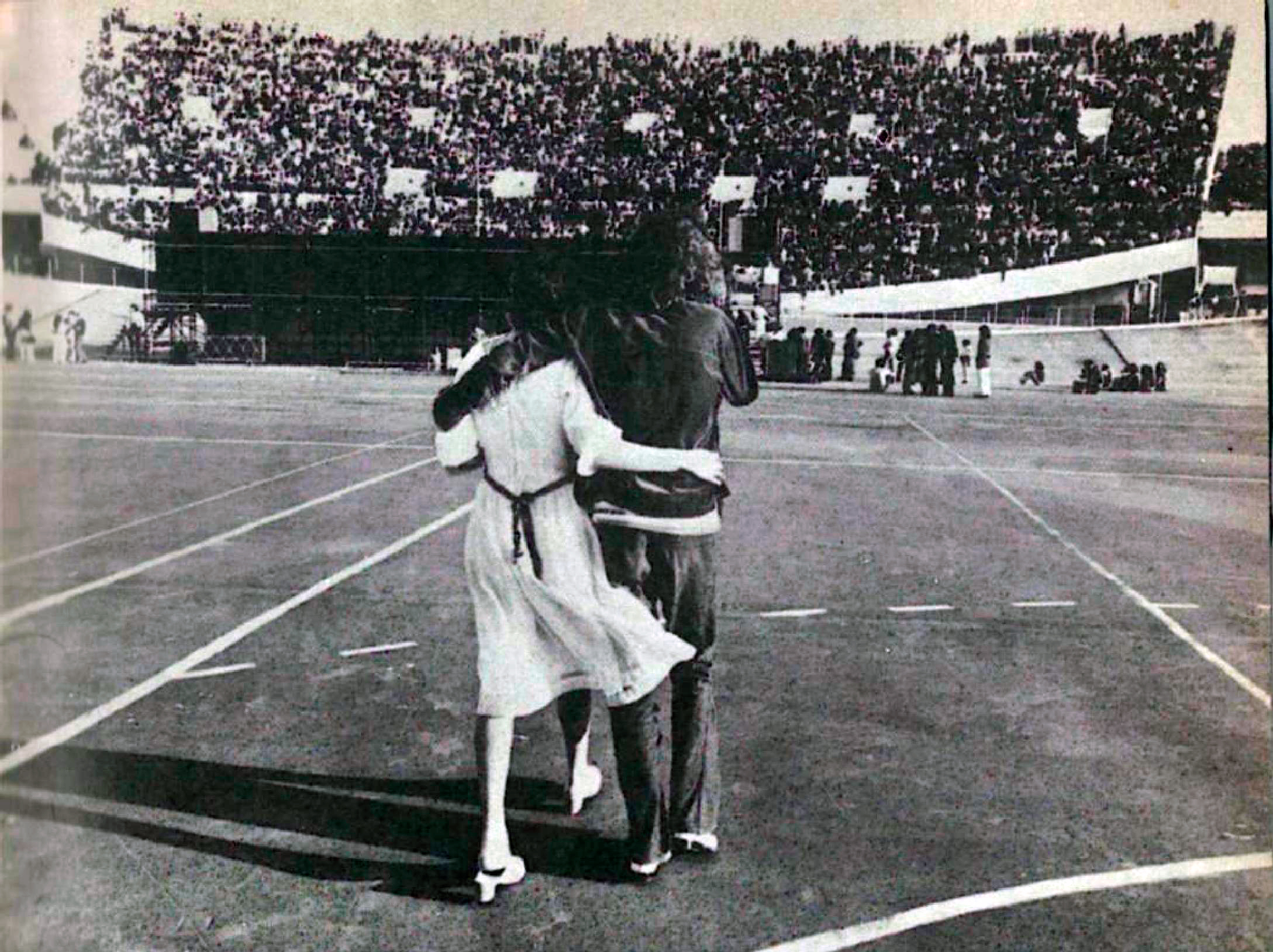
Spinetta abrazando a Cristina Bustamante durante el festival B.A. Rock I en noviembre de 1970. Permaneció con ella hasta 1972 y fue la inspiración de varias de sus canciones.

A mediados de 1969 y durante todo el segundo semestre Almendra se dedicó a grabar su primer disco larga duración, Almendra I, un álbum histórico considerado en reiteradas ocasiones como el mejor álbum del rock argentino e incluso uno de los mejores del mundo. Lanzado el 15 de enero de 1970, la tapa es un dibujo del propio Spinetta que representa a una especie de payaso llorando, con una flecha de juguete en la cabeza. La discográfica intentó desechar la ilustración perdiéndola intencionalmente, pero Luis Alberto lo volvió a dibujar exigiendo que la portada se realizara según sus instrucciones. El dibujante Miguel Rep considera que es una de las diez mejores tapas que vio en su vida.
El álbum está integrado por nueve temas, todos ellos de un inusual nivel y todos ellos destacados del cancionero argentino. Siete temas pertenecen a Spinetta: «Muchacha (ojos de papel)», «Figuración», «Ana no duerme», «Fermín», «Plegaria para un niño dormido», «A estos hombres tristes» y «Laura va». Entre ellos se destaca «Muchacha (ojos de papel)», considerada por muchos como la mejor canción de la historia del rock argentino. En el tema «Laura va», se destaca la participación en bandoneón Rodolfo Mederos, un músico de tango de la línea piazzoliana, en un caso de intercambio entre el tango y el rock muy inusual en aquella época. El álbum refleja una variedad de raíces musicales, desde el tango y el folklore, hasta Sgt. Pepper's de Los Beatles, combinadas creativamente sin esquemas preconcebidos y con una complejidad poética que parecía incompatible con la difusión masiva, aunque ya el tango se había caracterizado por un sólido vínculo con la poesía.
La crítica de los medios fue dispar. En ese momento comenzó la actitud reacia de Spinetta hacia los grandes medios de comunicación.

A los tipos les reventaba que yo acentuara mal, tipo «plegariá» y otras pavadas así y gran parte de la resistencia que tengo hacia la prensa nació en ese momento cuando me di cuenta que varias revistas masivas como Gente o Siete Días hacían notas y tergiversaban las respuestas.
Luis Alberto Spinetta

Al cumplirse 40 años del lanzamiento del álbum Del Guercio reflexionó así sobre el significado del mismo:

Hoy aquellos temas son clásicos pero, en ese momento, eran considerados de vanguardia. Con el tiempo me di cuenta de que la mayoría de ellos están enhebrados por la tradición cancionística de nuestro país. Son canciones argentinas. La verdadera vanguardia revoluciona lo que hereda. Almendra fue heredero de la mejor música argentina y combinó sus elementos sin ningún prejuicio.
Emilio del Guercio

El disco fue un éxito y consagró a la banda. Sin embargo las diferencias artísticas y personales entre sus miembros eran muy importantes, y luego de fracasar la preparación de una ópera rock, el grupo se separó en septiembre de 1970.
El último acto artístico de Almendra fue producir un álbum doble conocido como Almendra II, que contiene temas muy conocidos de Spinetta, como el manalesco «Rutas argentinas», «Los elefantes» (reacción a la crueldad de la película Mondo Cane), y «Parvas», un tema destacado por Spinetta por su perfil psicodélico y la influencia de los cuadros de Millet. También incluye cinco temas de Edelmiro Molinari, entre ellas su clásico "Mestizo", tres temas de Emilio del Guercio y dos temas compuestos conjuntamente entre Spinetta y Del Guercio.

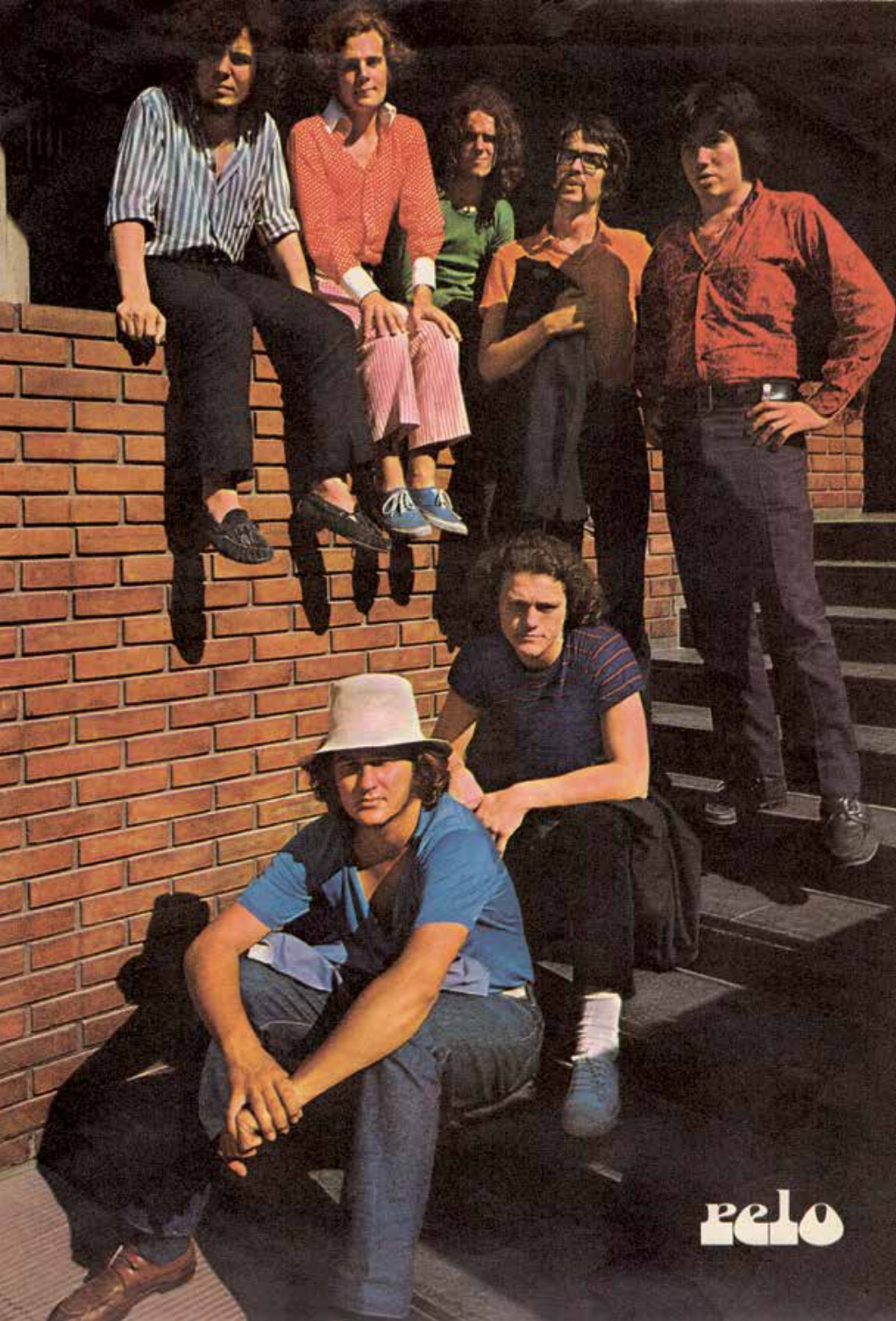
Los miembros de Almendra y Manal posando para la revista Pelo, ca. 1970

Fue un álbum de ruptura estética que reflejó la heterogeneidad que había adquirido la banda y las distintas proyecciones que habían emprendido sus miembros en ese año. Para Spinetta se trataba de llegar al «paroxismo», «que nuestra música se desintegrara». La revista Rolling Stone lo ubicaría en 2007 en la posición #40 entre los cien mejores discos de la historia del rock nacional argentino.
Las razones de la separación de Almendra son complejas y cada integrante varía en el análisis. Cada uno había evolucionado mucho musicalmente y empezado a tener proyectos diferentes. Almendra además había sido promovida por RCA como una operación de marketing, entrando en colisión con los valores de los jóvenes músicos. Almendra además no pertenecía al grupo de roqueros «del centro», con un estilo de vida más duro, relacionado con las drogas y cruzado por intereses y luchas de poder; su inclusión también influyó en la ruptura.
Entre las razones que Spinetta solía mencionar para la separación se destacan la ópera fallida y «el reviente» al que lo llevó un ambiente del que luego buscaría separarse. Para Luis Alberto jugó un papel muy importante la incapacidad de Almendra para asumir con seriedad su propia evolución musical, que se manifestó en el abandono de la disciplina de ensayos que caracterizó a la banda en sus inicios y que los llevó a no poder estrenar una ópera rock ya compuesta por Spinetta. Se iba a llamar Señor de las latas y su argumento era una representación en clave mágico-simbólica del propio movimiento roquero argentino que estaba surgiendo. Sus personajes eran Litto Nebbia, Moris, Tanguito, Javier Martínez, Roque Narvaja y Miguel Abuelo. Spinetta interpretaba al Mago de Agua, un ser extraterrestre que se convierte en pordiosero buscándose a sí mismo. La ópera debió haberse estrenado a mediados de 1970, pero la banda solo alcanzó a completar los ensayos del primero de los dos actos. No quedan registros grabados de la ópera, pero varios temas fueron interpretados luego por Spinetta, como «Obertura» (en Almendra II), «Canción para los días de la vida» (A 18' del sol), «Ella también» (Kamikaze), «Canción del mago de agua», «Caminata», «Historias de la inteligencia» y «Viejos profetas de lo eterno», estos últimos cuatro interpretados en el recital de presentación de Kamikaze.

### 1971: Spinettalandia

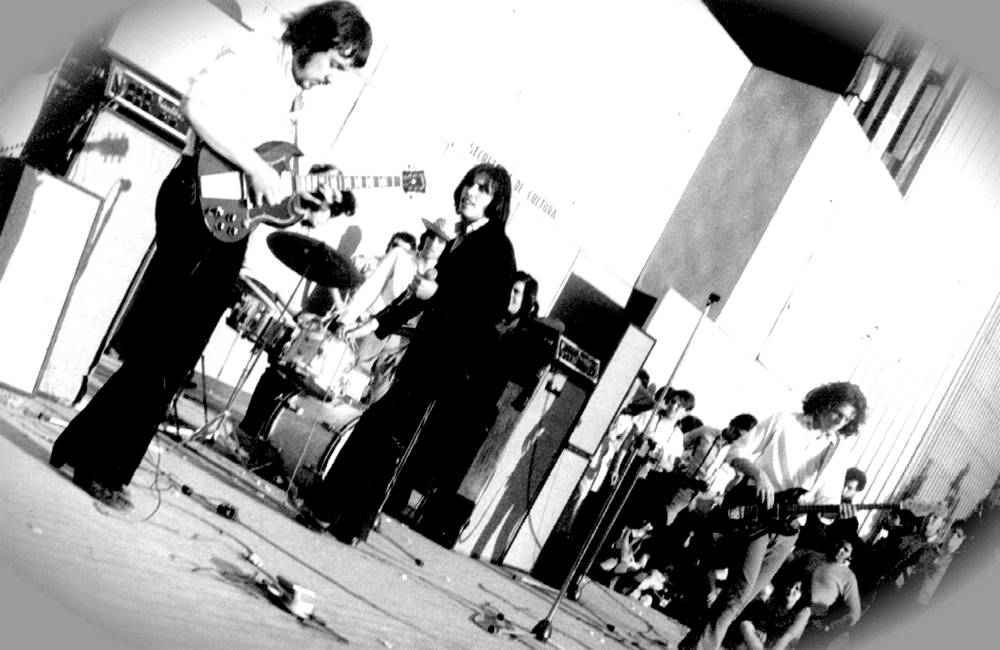
Pappo y Spinetta tocando juntos en el Festival Pinap realizado en Buenos Aires en 1969. Luego de la separación de Almendra, Spinetta estableció una relación de mucha admiración y afecto por Pappo, que influiría fuertemente en sus opciones artísticas y de vida, aunque terminaría de manera muy negativa.

Luego de la separación de Almendra, Spinetta vive una etapa de definición estética y de vida que él mismo considera su «etapa más oscura» y «caótica». Se había roto su relación con Cristina Bustamante, de la que estaba profundamente enamorado y se involucró fuertemente con un grupo de músicos y personas del ambiente artístico, con alto consumo de drogas, especialmente LSD, que le resultaría muy costoso emocionalmente.[cita requerida] En ese grupo se destacaba Pappo, con quien Spinetta estableció una relación de mucha admiración y afecto, que terminaría en ese momento con un fuerte resentimiento mutuo, que se atenuó con el paso de los años.
Pappo expresaba un modo "pesado" de asumir el rock y la vida, basado en el blues, que se oponía al camino comercial que el éxito y la fama de Almendra le ofrecían a Spinetta, impulsado por la empresa discográfica RCA. Spinetta rechazó radicalmente el camino comercial y entró de lleno al círculo de Pappo y el sello Mandioca. En la segunda mitad de 1970 Pappo y Spinetta llegaron a formar un trío blusero con el nombre de Agresivos, en el que Luis Alberto tocaba el bajo y al cual se sumó Héctor "Pomo" Lorenzo, en batería. Miguel Cantilo recuerda la actuación de aquel "trío ultrarrockero" en un festival organizado por el padre Carlos Mujica en la villa miseria de Retiro:

Nunca me voy a olvidar un festival organizado por el Padre Mujica, en el que también fue Pappo, Spinetta y Narvaja. Tocamos a un techo de una casa de una villa. Todos los del público eran bolivianos vestidos tradicionalmente que festejaban una fecha patria de Bolivia y bailaban la música que hacíamos nosotros. Pappo, Spinetta y Pomo en trío zapaban rock & roll del más cuadrado y podrido y todos los bolivianos miraban con sus gorritos al techo. Esas son imágenes para no olvidarlas. Encima cuando terminábamos de tocar salía el Padre Mujica y decía por el micrófono -¡El pueblo unido jamás será vencido!
Miguel Cantilo

De hecho Pappo grabó en ese momento su primer tema solista, "Nunca lo sabrán" (Pidamos peras a la mandioca), acompañado de Spinetta y Pomo, que no figuran en los créditos. Uno de los temas que ensayó Agresivos fue "Castillo de piedra", que pocos meses después los tres grabarían en Spinettalandia y sus amigos. En diciembre de 1970, Spinetta, Pappo y Pomo sumaron a Black Amaya en el bajo para tocar en el primer disco de Billy Bond y La Pesada del Rock and Roll, un tema de Luis Alberto, «El parque».
Spinetta intentó formar también una banda con Edelmiro Molinari, Pomo Lorenzo y Carlos Cutaia con el nombre de Tórax, que no llegaron a grabar ningún disco aunque si realizar algunos recitales en las piletas de Ezeiza.
En ese momento Spinetta decide grabar su primer álbum solista: Spinettalandia y sus amigos. Lo hizo justamente con Pappo y Pomo Lorenzo, sumando también a Miguel Abuelo en algunos temas. El álbum expresa ese momento de opción estética y de vida que le estaba proponiendo Pappo, dilema que es el eje del tema "Castillo de piedra", que Pappo le obsequia para incluir en el álbum. El disco, a la vez de ser un experimento psicodélico sobre música aleatoria -algo que Spinetta ya deseaba hacer con Almendra- bajo efectos del LSD, fue también un castigo para la opción comercial con que lo presionaba la empresa discográfica RCA, que lo intimaba a cumplir con el tercer álbum comprometido en el contrato firmado para Almendra. Spinetta decidió entonces hacer un «antidisco», "que no se lo pudieran vender a nadie", como él mismo lo definió.
La grabación se realizó en treinta horas consecutivas de estudio durante febrero de 1971, con una gran cantidad de invitados en el estudio, sin cuidar de hacer silencio, con las letras siendo escritas en el mismo momento.

Yo quería hacer un ritual: realizar músicas en estado casi tribal.
Luis Alberto Spinetta

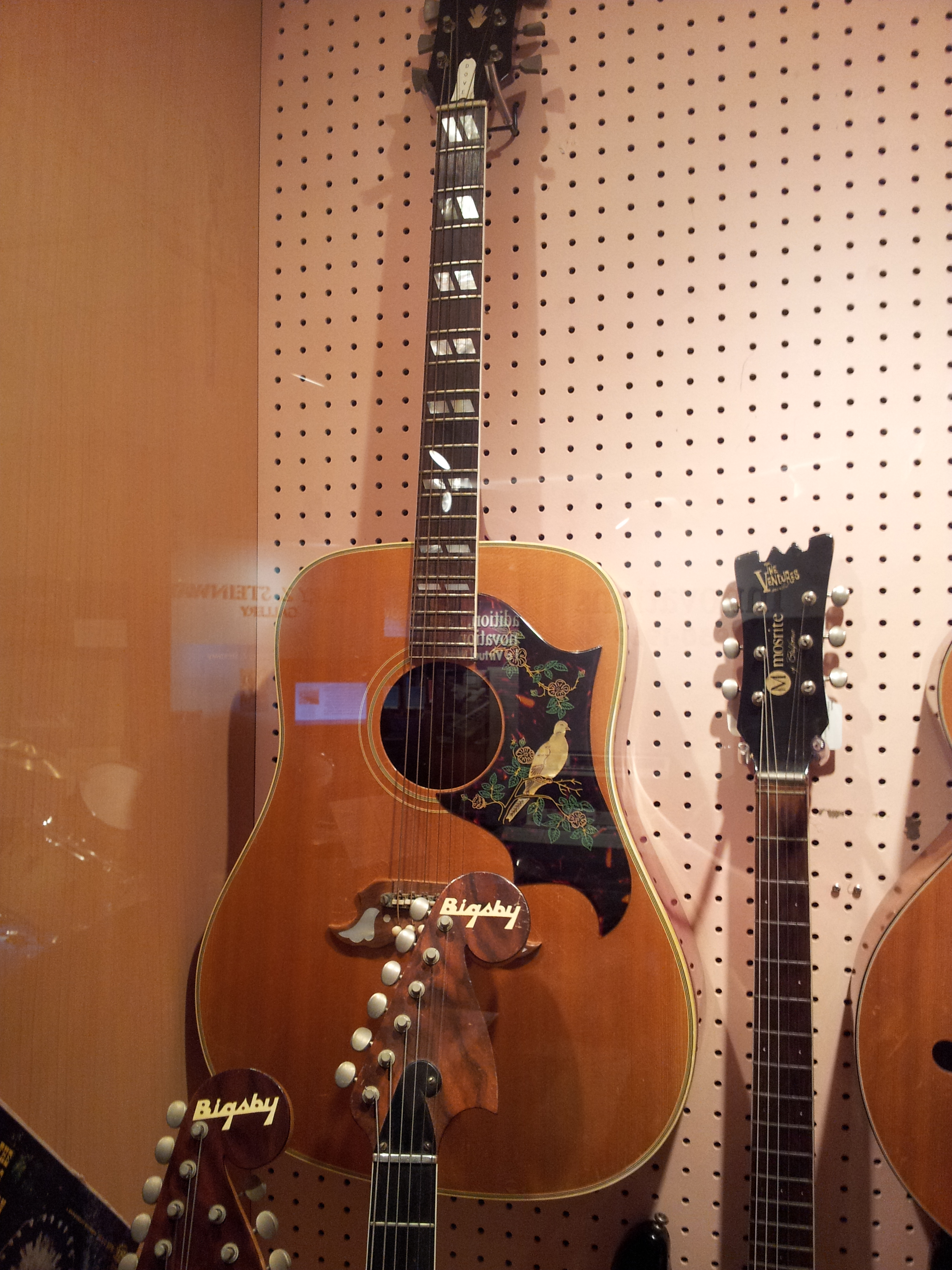
Guitarra acústica Gibson Dove idéntica a la que Spinetta usó en Almendra. "Le regalé a 'Pappo' mi guitarra 'Dow' (sic)... con la que compuse las canciones más hermosas que hice para Almendra... Fue como decirle: 'mirá, tomá, no te desprendas jamás de esto'".

En el disco la presencia de Pappo y Pomo es determinante. Pappo aporta dos temas, «Castillo de piedra» y «Era de tontos») y Pomo compuso con Spinetta «Descalza camina». También participa Miguel Abuelo interpretando la flauta en "Dame, dame pan" y "Ni cuenta te das". Entre los temas compuestos por Spinetta se destaca "La búsqueda de la estrella".
RCA lanzó el disco en marzo de 1971, pero la empresa no respetó el diseño de tapa ni el título original y lo tituló sucesivamente Almendra, Luis Alberto Spinetta y La búsqueda de la estrella, lo que llevó a un juicio de los ex Almendra que perdió la discográfica, debido a lo cual lo retiró del mercado. Recién en 1995 el álbum sería publicado por la empresa Sony tal como fue concebido originalmente.
Luego de grabar el disco Spinetta le regaló su apreciada guitarra acústica a Pappo, buscando transmitirle que él estaba buscando otro estilo artístico y de vida, que no fuera el del negocio musical y la fama, pero tampoco el de "sexo, drogas y rock and roll" y la negatividad:

Para mí era una forma de mostrarle a "Pappo" que no existían solamente las guitarras con el volumen al mango. Que así como él me había inculcado algo de esa dureza del rock pesado, y la mano, copar y todo eso, por otro lado yo trataba de demostrarle que existía una fuente de ternura que él no podía ignorar. Fue como decirle: mirá, tomá, no te desprendas jamás de esto, para no traicionarme en tu vida, para darme tu fe, aunque no tocáramos nunca juntos, aunque jamás nos viéramos...
Luis Alberto Spinetta

Spinetta se enteraría después que Pappo vendió la guitarra que le había regalado. El 10 de marzo de 1971 se fue con dos chicas a un viaje de destino indeterminado que abarcó Brasil, Estados Unidos y Europa durante siete meses.

### 1972-1973: Pescado Rabioso

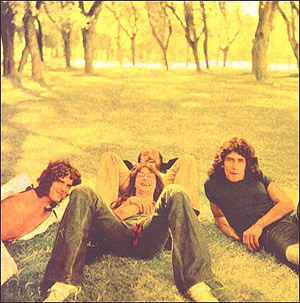
Pescado Rabioso en 1973. Spinetta, David Lebón, Carlos Cutaia (atrás) y Black Amaya.

Cuando Spinetta vuelve de Europa, a fines de 1971, "Muchacha (ojos de papel)" se había convertido en un hit comercial, en gran parte porque una propaganda de la empresa textil Estexa lo utilizaba como banda musical. Luis Alberto en cambio buscaba desprenderse de las pautas y limitaciones que el negocio discográfico pudiera imponerle, sobre todo ser elevado a una condición de ídolo. En un reportaje concedido a la revista Pelo en septiembre de 1971 se define sobre la disyuntiva comercio/arte que lo acosaba antes de irse:

Yo no voy a vender más a mi grupo... Nosotros estamos de acuerdo con que el rock es amor y paz. Entonces no podemos estar de acuerdo en que ese amor pase por el embudo del comercio puro para el enriquecimiento de algunas empresas. No nos engañemos: para alguien puede existir una carrera hacia el prestigio pero también otra hacia la música; no una carrera, sino un paso, un paso tranquilo. Yo ahora quiero encontrarme con músicos y promover cosas para la música en sí misma.
Luis Alberto Spinetta

Esa proyección lo llevó a formar Pescado Rabioso, siguiendo el formato de Pappo's Blues, que se instalaría entre las bandas más destacadas de la música popular argentina y que tuvo tres formaciones. Inicialmente fue un trío, integrado por Spinetta en guitarra y primera voz, Black Amaya en batería y Osvaldo Bocón Frascino en bajo. Cuando estaban grabando el primer álbum se agregó al grupo Carlos Cutaia en órgano Hammond. En octubre de 1972 el Bocón Frascino se retira de la banda y es reemplazado por David Lebón, quien entablaría con Spinetta una estrecha amistad, llegando a vivir juntos durante un año.

Yo quería hacer un grupo más violento, una música aún más violenta que el segundo disco de Almendra... Con Pescado intenté romper la ternura y el eje sensible de Almendra... Había partido de una música esencialmente ciudadana, tanguera, con reflejos de bossa-nova, con aires de jazz e influencia de Piazzolla, y ahora me rebelaba contra eso creando riffs... Creo que fue una etapa medio punk.
Luis Alberto Spinetta

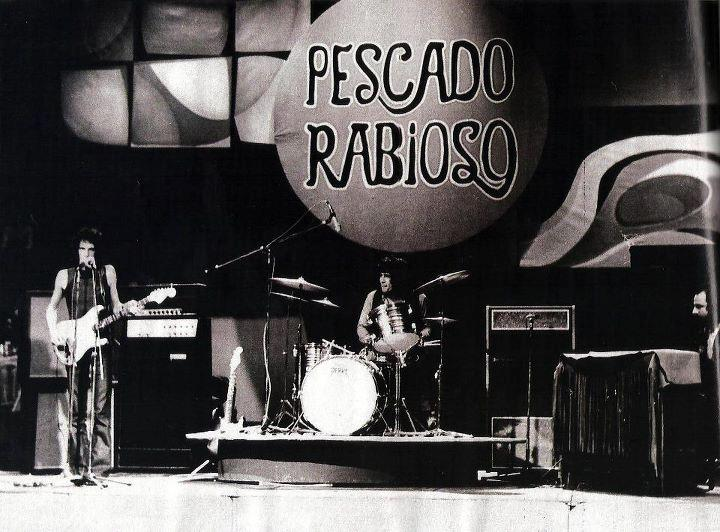
Pescado Rabioso tocando en Canal 11, 1972.

El nombre mismo de la banda, imaginado por Spinetta antes de volver al país, expresaba ese "momento punk", caracterizado por la rabia, que también se correspondía con la situación social de Argentina y en especial de la juventud. Pero al mismo buscaba transmitir la paradoja que significaba un pez con fobia al agua (la rabia se denomina también hidrofobia). De manera similar a lo que sucedió con Almendra, la banda dejó dos álbumes considerablemente distintos, grabados con apenas cuatro meses de diferencia: Desatormentándonos (1972) y el álbum doble Pescado 2 (1973), exteriorizando la vertiginosa maduración de su estilo que Spinetta venía experimentando en los últimos dos años.
Desatormentándonos, lanzado en septiembre de 1972, es un álbum de blues, psicodelia y rock pesado, en un momento en que el rock pesado recién comenzaba a nivel mundial. El disco original tiene cinco temas excelentes entre los que se destaca «Algo flota en la laguna (El monstruo de la laguna)», considerada la 61.º mejor canción del rock argentino; El álbum dejó afuera un éxito de la banda que se convertiría en un clásico de la música popular argentina, "Me gusta ese tajo", un blues que enfrentaría censuras directas e indirectas por años, debido a su contenido sexual, y que, una vez recuperada la democracia a fines de 1983, fue incorporado como sexto y último tema de Desatormentándonos, en las reediciones del álbum en 1985 y 1990.
Los especialistas suelen considerar al álbum como una obra maestra postergada por el hecho de encontrarse junto a otras dos grandes obras maestras: Pescado 2 y Artaud.
En septiembre de 1972 la banda realiza un recital en el Teatro Olimpia de Buenos Aires, que sería parcialmente filmado para incluir dos temas («Post crucifixión» y «Despiértate nena») en la película Rock hasta que se ponga el sol (1973) de Aníbal Uset, así como una escena ficcionalizada en la que un grupo parapolicial acribilla a David Lebón. En el filme, Spinetta aparece con una sirena policial en su espalda, aludiendo a la represión policial en la última etapa de la dictadura de Lanusse.
En febrero de 1973 el cuarteto lanzó un álbum doble, Pescado 2 -grabado entre noviembre del año anterior y fines de enero-, considerado por la revista Rolling Stone como el 19.º mejor álbum de la historia del rock argentino. El título del álbum corresponde a los dos discos que lo integran: Pescado el primero y 2 (Dos) el segundo. El álbum aporta una sonoridad nueva al rock latino, en tanto que las letras de Spinetta adoptan abiertamente el contenido poético-filosófico que se volvería característico de su obra, en este caso influenciado principalmente por Rimbaud.
El álbum venía con un cuadernillo de 52 páginas, escrito a mano y lleno de dibujos y algunas fotos de los músicos cuando eran niños, donde se transcribía las letras y se explicaba cada tema. Spinetta había pensado el álbum como una continuidad musical que debía ser escuchado sin interrupciones para girar los discos o cambiarlos. La incorporación del disco compacto en la década de 1990, permitió que la obra fuera escuchada como un todo, como había sido imaginada.
Entre los dieciocho temas se destácan «Credulidad» y «Cristálida», este último una suite sinfónica de casi nueve minutos, junto a una orquesta de cámara dirigida por Cutaia, que cierra el álbum con un Spinetta diciendo "No tengo más Dios".

Viendo con perspectiva lo que fue Pescado Rabioso, creo que se dio un procedimiento al revés que el de Almendra. Si el primer disco de Almendra fue dulce y el segundo fue agresivo, en Pescado sucedió que a la altura del segundo disco yo traté de almendrizar el sonido. Después, en Invisible, creo que llegué a la toma de conciencia de un punto de equilibrio entre ambos mundos.
Luis Alberto Spinetta

Luego de Pescado 2 las diferencias en el grupo se acentuaron hasta el punto de llevar a la ruptura. Amaya, Lebón y Cutaia pretendían mantenerse en el blues rock, mientras que Spinetta buscaba liberarse de las ataduras para profundizar las fusiones y complejidades musicales y líricas sobre las que ya venía trabajando.
De ese modo la banda se desintegró sin ningún acto expreso y Spinetta iniciaba una experiencia solista, aunque manteniendo para sí el nombre de Pescado Rabioso. Por su parte, al separarse David Lebón grabó su primer álbum solista en el que incluyó el tema «Tema para Luis», expresándole todo lo que significaba para él y que termina con la frase «este es el fin de una explicación de amor».

### 1973:Artaudy un Spinetta solista

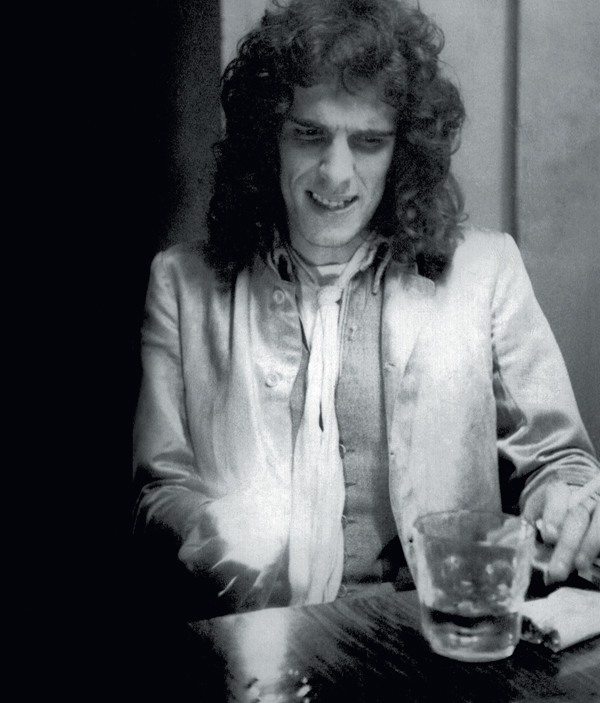
Spinetta, circa 1973.

Pescado Rabioso se separó a mediados de 1973 en el teatro Planeta. Sus integrantes no aceptaban ni entendían la visión musical que estaba desarrollando Luis Alberto y simplemente dejaron de responder a su convocatoria hasta que se quedó solo. Spinetta entonces siguió en soledad, con los proyectos que venía desarrollando para Pescado Rabioso: «Pescado Rabioso era yo». Así surgió Artaud, una de las obras cúspides de la música latinoamericana.

Él empezó a perfilarse para otro lugar, una mano más arreglada tipo lo que después fue Invisible. A lo último escribía un tema y yo no lo entendía; estaba leyendo mucho a Artaud, Rimbaud. Primero se fue Cutaia, después David y después yo. El flaco se quedó solo, sentado en una butaca de la sala Planeta, se sintió abandonado porque quería seguir tocando con Pescado, y me dijo que no iba a tocar nunca más conmigo. Como se quedó solo y quedaba pendiente grabar un disco más con Microfón, grabó Artaud con los temas que tenía para Pescado Rabioso; cuando escuché Artaud me quería matar.
Black Amaya

El disco Artaud de 1973, si bien se le acredita a Pescado Rabioso, es en realidad un disco solista de Spinetta, que grabó con algunos invitados, entre ellos su hermano Gustavo quien tocó la batería, y sus excompañeros de Almendra, Emilio del Guercio y Rodolfo García. La insistencia en usar la denominación Pescado Rabioso para presentar el álbum, tenía razones legales, pero también se debió sustancialmente a la preocupación de Spinetta de evitar que la personalización de su obra lo colocara en situación de ídolo, preocupación que mantendrá como una característica central de su personalidad artística toda la vida.
El disco está compuesto en un momento crucial de la historia sudamericana, de alta violencia política, en el que comenzaban a instalarse dictaduras cívico-militares, coordinadas entre sí por medio del Plan Cóndor y apoyadas por los Estados Unidos, que anularían completamente la vigencia de los derechos humanos durante dos décadas. Argentina en particular había conseguido que la dictadura autodenominada Revolución Argentina, convocara ese año a elecciones libres, por primera vez en casi dos décadas. El voto popular había dado el triunfo en marzo y por un amplio margen al peronismo, movimiento con el que simpatizaba Spinetta. Pero el gobierno democrático no alcanzaría a consolidarse afectado por violentas confrontaciones que llevarían a su derrocamiento a comienzos de 1976 y a la instalación de una cruenta dictadura que se mantendría en el poder hasta fines de 1983 y que cometería un genocidio y llevaría el país a una guerra, la Guerra de Malvinas.
Por otra parte, ese momento histórico coincide a su vez con un momento decisivo de la vida personal de Spinetta, en el que conoce a Patricia Salazar, con quien formará una pareja estable durante casi veinticinco años y con quien constituirá una familia con cuatro hijos en común. La letra del tema «Por» de Artaud fue escrita de manera conjunta entre ambos.
En esa encrucijada histórico-cultural y personal aparece Artaud, inspirado precisamente en el sufrimiento y las emociones dolorosas que la vida y la obra del dramaturgo francés Antonin Artaud produjeron en Spinetta. El músico se identificaba con la dureza del surrealismo, de Artaud y del rock, pero al mismo tiempo relacionaba el momento que vivía Argentina y Sudamérica, con la locura de Artaud y con el nihilismo del rock -expresado en las drogas y la «promiscuidad sin sentido»-, y lo sentía incompatible con su propia visión del rock -expresada en el Manifiesto que Spinetta publica simultáneamente con el disco- y del sentido de la vida.

Pero antes que nada te quiero aclarar que yo le dediqué ese disco a Artaud pero en ningún momento tomé sus obras como punto de partida. El disco fue una respuesta –insignificante tal vez– al sufrimiento que te acarrea leer sus obras. La idea del álbum era exponer la posibilidad de un antídoto contra lo que opinó Artaud. Quien lo haya leído no puede evadirse de una cuota de desesperación. Para él la respuesta del hombre es la locura; para Lennon es el amor. Yo creo más en el encuentro de la perfección y la felicidad a través de la supresión del dolor que mediante la locura y el sufrimiento. Creo que solo si nos preocupamos por sanear el alma vamos a evitar distorsiones sociales y comportamientos fascistas, doctrinas injustas y totalitarismos, políticas absurdas y guerras deplorables. La única forma de hacer subir el peso es con amor. Los músicos de rock somos tipos que estamos muy desorientados. Hemos involucrado mucho a nuestro sistema neurológico y hemos aprendido muy poco de la historia reciente. Pero hay algo claro: no podemos jugar a ser Artaud. Eso significaría no haber entendido a Moris, no haber entendido a Litto Nebbia, no haber pescado una. Si yo no hubiera aprendido a salir de esa y ubicarme en mi país, no estarías conmigo en este momento: Spinetta sería apenas un nombre en una chapita de bronce, chorreada de caca, en la inmensidad de algún cementerio.
Luis Alberto Spinetta

La portada original del álbum se destaca por su diseño irregular, rompiendo el tradicional cuadrado que contenía a los discos de vinilo. La obra fue presentada en dos recitales que Spinetta realizó solo en el Teatro Astral, en octubre de ese mismo año. En esos recitales dio a conocer su Manifiesto titulado Rock: música dura, la suicidada por la sociedad, parafraseando -justamente- uno de los libros de Artaud (Van Gogh, el suicidado por la sociedad) que inspiraron el álbum. En su Manifiesto Spinetta define lo que para él debe ser un artista de rock, absolutamente libre y liberado de todo condicionamiento, en especial del que establece el "negocio del rock" y la "profesionalidad".
El tema «Cantata de puentes amarillos» fue incluido en la posición n.º 16 entre las cien mejores de la historia del rock argentino, en la encuesta realizada por el sitio rock.com.ar. Las canciones «Bajan», «Por», «Todas las hojas son del viento», y «Cementerio Club», también han sido destacadas entre las diez mejores del músico.

### 1974-1976: Invisible y paternidad

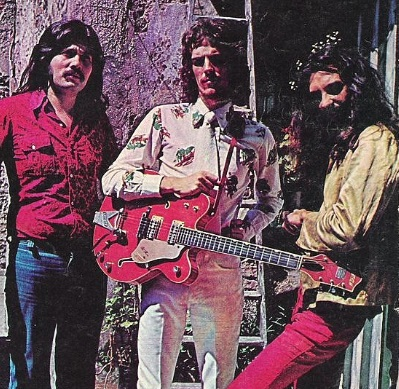
Invisible en 1974. De izquierda a derecha: "Machi" Rufino, Spinetta y "Pomo" Lorenzo.

Para fines de 1973 Spinetta estrenó nueva banda, Invisible, junto a Carlos Alberto "Machi" Rufino en bajo y Héctor "Pomo" Lorenzo en batería. La banda obtuvo un inmediato reconocimiento masivo. Con esta agrupación editaría tres discos hasta su disolución en 1976, dos de los cuales han sido incluidos en la lista de los 100 mejores álbumes del rock argentino elaborada por la Revista Rolling Stone.
A principios de 1974 salió el primer simple llamado Estado de coma, que contenía las canciones "Elementales leches" («lo que está y no se usa nos fulminará») y "Estado de coma". La primera es una notable canción, para muchos entre las mejores de Spinetta, que estaría prohibida durante la dictadura instalada a partir de 1976.
Pocos meses después la banda lanzó su primer álbum: Invisible, con una obra de M.C. Escher como portada. La duración total excedía la duración física de los LP de vinilo, debido a lo cual se le acopló un simple llamado La llave del Mandala que contenía dos temas más, "La llave del mandala" y "Lo que nos ocupa es esa abuela, la conciencia que regula el mundo". Spinetta ya muestra en este álbum la influencia poético-musical que tendría para él obras que se relacionaran con la búsqueda interior y las paradojas existenciales, como sucedería aquí con Jung, Escher y las culturas indígenas precolombinas, volcadas en estructuras musicales complejas y letras abiertas. El disco está considerado por la revista Rolling Stone, como el n.º 65 entre los 100 mejores del rock argentino.
El segundo álbum de la banda fue Durazno sangrando, una obra conceptual, inspiradas en el tradicional libro chino El secreto de la flor de oro (Tai Yi Jin Hua Zong Zhi), obra taoísta sobre meditación atribuida a Lü Dongbin (siglo VIII), difundida en occidente gracias a la traducción al alemán realizada por Richard Wilhelm, en 1929, con aportes del psicoanalista Carl Jung. La complejidad temática y musical no impidió que de este álbum surgiera una de las canciones emblemáticas de Spinetta, como es "Durazno sangrando", de donde toma su título el disco. Al comenzar 1976 Spinetta dedicaría uno de sus conciertos a los "marginados y alienados del mundo", una realidad y condición social que fue una constante en su obra:

Este concierto se lo dedicamos a todos los marginados y alienados del mundo, porque cada vez se comprueba más que, en el futuro, serán ellos los que van a regir la raza humana.
Luis Alberto Spinetta, Canal 11, 2 de enero de 1976.

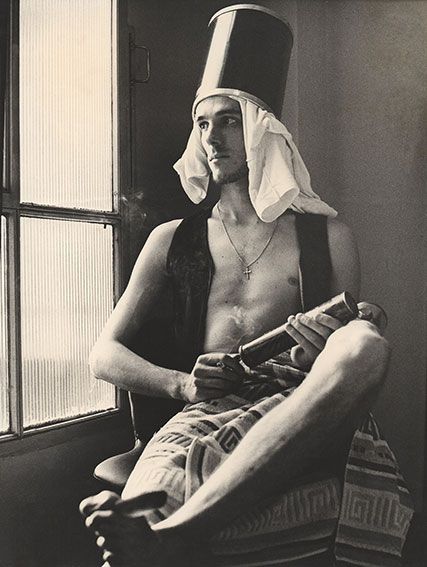
Spinetta en 1974.

A mediados de 1976 la banda se transforma radicalmente, al incorporar un nuevo integrante, Tomás Gubitsch, y desarrollar un nuevo sonido basado en la fusión, sobre todo con el tango y con el jazz. Estas transformaciones llevaron a que las tensiones ya existentes en el seno de la banda llevaran a su separación a principios del año siguiente.
Coincidentemente, 1976 fue un año dramático para la Argentina, debido a que el 24 de marzo se produjo un golpe de Estado mediante el cual se instaló una dictadura cívico-militar que llevó adelante una represión de naturaleza genocida, cuyos rasgos más violentos fue la desaparición de decenas de miles de personas y la apropiación de bebés.
Spinetta inicialmente celebró el término de la presidencia de María Estela Martínez de Perón como suceso per se no obstante haber sido por medio de 
de un golpe de Estado y la instalación de una junta militar. Sin embargo, esa primera mirada positiva acerca de ese cambio de régimen rápidamente se transformó 
en rechazo y horror cuando empezó a darse cuenta de la política represiva y la desaparición de personas.

- Pregunta: ¿Cómo repercutió en vos en ese momento el golpe de estado del '76?

Spinetta: Debo confesar que en un principio me alegré... ya no podía escuchar más gritar a Isabelita y López Rega (Nota del ed: López Rega había renunciado un año atrás, luego de una movilización sindical). Sentía que estábamos en un oscurantismo espantoso. Pero claro me alegré solo por unos meses. Eso se disipó muy rápido cuando amigos míos empezaron a desaparecer.
Luis Alberto Spinetta

En ese marco ingresa a la banda Tomás Gubitsch, en la guitarra. Gubitsch era un guitarrista brillante de apenas 18 años, formado en el jazz, que venía de tocar tango de vanguardia con Rodolfo Mederos y que al año siguiente debió exiliarse en Europa perseguido por la dictadura.
Con este cambio, Spinetta volvió a la formación de dos guitarras, bajo y batería, como Almendra, y a un sonido de fusión con el tango y el jazz, que se dio en llamar tango rock, que se relacionaba también con experiencias musicales de vanguardia como las que llevaba adelante en ese momento Astor Piazzolla (Gubitsch se sumaría al Octeto de Piazzolla al año siguiente), y músicos como Daniel Binelli, Jorge Pinchevsky, Dino Saluzzi. Dentro del rock, Sui Generis había compuesto el tema "Tango en segunda" y Litto Nebbia también experimentaba con sonidos tangueros.

Creo que todos estábamos un poco saturados del rock más tradicional y elemental.
Luis Alberto Spinetta

El nuevo sonido de Invisible quedó registrado en su tercer y último disco: El jardín de los presentes. El álbum se transformaría en uno de los más destacados del rock argentino, el número 28 en la lista de Los Mejores Cien Álbumes del Rock Argentino de la revista Rolling Stone, que antes que este incluye también otros cuatro álbumes de Spinetta (Artaud, Almendra I, Pescado 2 y Kamikaze). Incluye el tema "El anillo del Capitán Beto", una de las máximas expresiones de su cancionero, incluida en la lista de las 100 mejores canciones del rock argentino (#52 para la revista Rolling Stone y #66 para la encuesta del sitio rock.com.ar).

No hay duda que El jardín de los presentes marca uno de los puntos creativos más altos en la longeva trayectoria musical del compositor y guitarrista Luis Alberto Spinetta. La elegancia melódica, la melancolía desbordante, la fineza de los arreglos musicales y en definitiva, la belleza inexplicable e inmensa expresada en este álbum, no puede más que dejarnos mudos y atónitos. La sensibilidad de Spinetta aquí se nos devela como en ninguno de sus discos y su madurez como cantante, compositor, poeta e instrumentista llegan a un nivel simplemente sorprendente.
Héctor Aravena

Si bien desde el punto de vista musical, el ingreso de Gubitsch fue decisivo para alcanzar el altísimo nivel artístico y la popularidad que la banda alcanzó en su último año, desde el punto de vista personal, la presencia de un cuarto integrante terminó siendo el detonante de la ruptura del grupo.
Invisible se separa a principios de 1977 cuando estaba en el pico de su popularidad. Antes de eso da dos recitales históricos, en agosto y en diciembre, en el estadio Luna Park, para presentar el álbum El jardín de los presentes, contando con Rodolfo Mederos en bandoneón, como invitado. Entre ambos reunió 25.000 personas, una convocatoria sorprendente para la época, que solo había podido lograr el dúo Sui Generis (Charly García y Nito Mestre) en su despedida del año anterior, en el mismo lugar.

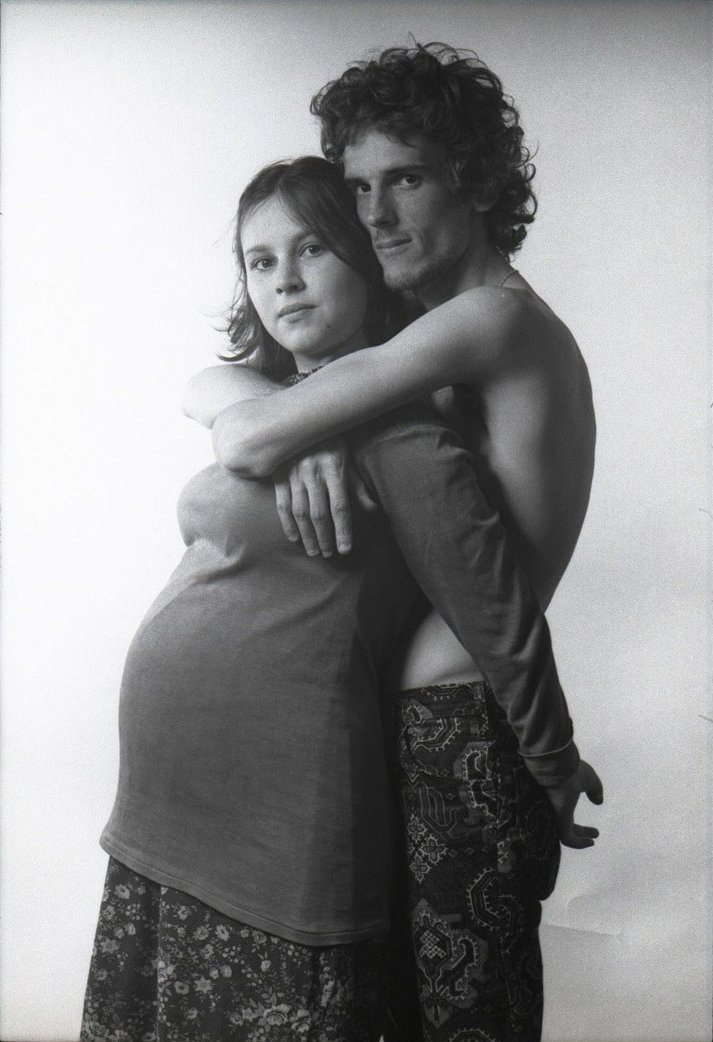
Spinetta junto a Patricia Salazar, embarazada de Dante Spinetta, 1976. Fotografía de José Luis Perotta.

Después de Invisible, Spinetta volvió a convocar a "Pomo" Lorenzo y "Machi" Rufino para grabar juntos dos temas ("Cuando vuelva del cielo" y "Días de silencio") en el álbum solista Mondo di cromo de 1983. En el megarrecital Spinetta y las Bandas Eternas de 2009, Invisible volvió a reunirse para interpretar cinco temas.
Individualmente, Spinetta formaría Spinetta Jade en 1980 con Pomo Lorenzo en la batería. Con Machi Rufino, el Flaco mantuvo una prolongada relación musical y de amistad, que lo llevó a participar en varios de sus discos solistas, resultando así uno de los músicos que más acompañó a Spinetta. Rufino cuenta que años después le preguntó a Luis qué pensaba de Invisible y que este contestó:

Mirá Machí, para mi Invisible es una joya que la guardo en un cofre de oro.
Luis Alberto Spinetta

La separación de Invisible coincide con el nacimiento del primero de los cuatro hijos de Spinetta, Dante. El embarazo de su compañera Patricia había decidido a la pareja a contraer matrimonio el 16 de septiembre de 1976, mientras que el 9 de diciembre se produjo el nacimiento.

No, Iglesia no. Nos casamos por civil el 16 de septiembre de 1976. Ella ya estaba embarazada de seis meses de Dante (se ríe), y la boda fue una forma de asegurar la procedencia... o no sé qué. Son rituales frente a la ley. Digamos que fue una standarización para hacernos compatibles con las normas de la ciudad.
 Luis Alberto Spinetta.

La condición de padre de Spinetta y su relación con sus hijos, tendrá una profunda influencia en su vida y en su obra. En 1978 nacería Catarina, en 1980 Valentino y en 1991, Vera. Él mismo diría, reflexionando sobre esa etapa que se abría en su vida:

Esos son los cambios que te llevan a... ya con tres hijos, tan divinos, ya Luis (se convirtió) en un señor que componía música sin expectativas de éxito ni de ningún tipo de factor de esos, en el sentido de hacer una obra que verdaderamente me dejara conforme a mi y lo demás, forget it.
Luis Alberto Spinetta

### 1977:A 18' del soly la Banda Spinetta

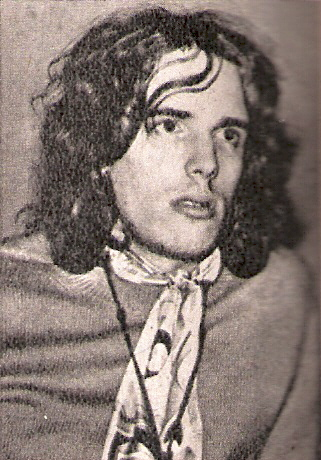
Spinetta en julio de 1977.

A pocos meses de la separación de Invisible, Spinetta sorprendió componiendo un nuevo álbum de estudio, A 18' del sol, el primero en el que se asume como solista y adopta su nombre para difundirlo.
El álbum surgió principalmente de la influencia que tuvo sobre Spinetta haber empezado a trabajar con Diego Rapoport, por mediación del ex Alma y Vida Gustavo Moretto. Rapoport le abre las puertas a las posibilidades musicales que ofrecía el jazz-pop de ese momento, sobre todo el que expresaba la Mahavishnu Orchestra de John McLaughlin.
Para interpretar A 18' del sol Spinetta organizó una banda con el propio Rapoport en teclados, Machi Rufino en el bajo (continuando la relación de Invisible) y Osvaldo Adrián López en batería. También contó con la participación de su hermano Gustavo y Marcelo Vidal en el tema "Viento del azur". Así comenzó lo que Spinetta llamaba su "proyecto jazzero", y a formarse la banda con la que Spinetta tocó en esos años finales de la década de 1970, conocida con el nombre de "Banda Spinetta".
A 18' del sol pertenecen canciones como "Canción para los días de la vida", tema tomado de la ópera inédita de la época de Almendra y que ha sido considerado por el sitio rock.com.ar como la #68 entre las 100 mejores canciones del rock argentino-, "Toda la vida tiene música hoy" y temas instrumentales como "Telgopor" y "A dieciocho minutos del sol".
El álbum no fue bien recibido por los fanáticos (vinculados aún al sonido de Pescado Rabioso e Invisible) ni por la crítica, pero con el paso de los años y la revisión de la amplísima obra de Spinetta, A 18' del sol comenzó a ser considerado como uno de los grandes álbumes de "El Flaco". Para Spinetta "esa fue la mejor grabación que hice en mi vida".
A partir de este momento, la "Banda Spinetta" se fue ampliando por la convocatoria a nuevos músicos para profundizar este período de orientación al jazz de Spinetta, como Leo Sujatovich (teclados), Gustavo Bazterrica (guitarra), Rinaldo Rafanelli (bajo), Bernardo Baraj (saxo), Gustavo Moretto (trompeta), Ricardo Sanz (bajo), Eduardo Zvetelman (teclados) y Luis Ceravolo (batería).
Spinetta ha relacionado este período jazzístico con el nacimiento de su hijo, Dante.

La ternura de mi hijo me permitió volverle a cantar a una flor... No existía en mis canciones anteriores algo así: el lirismo por el lirismo mismo".
Luis Alberto Spinetta

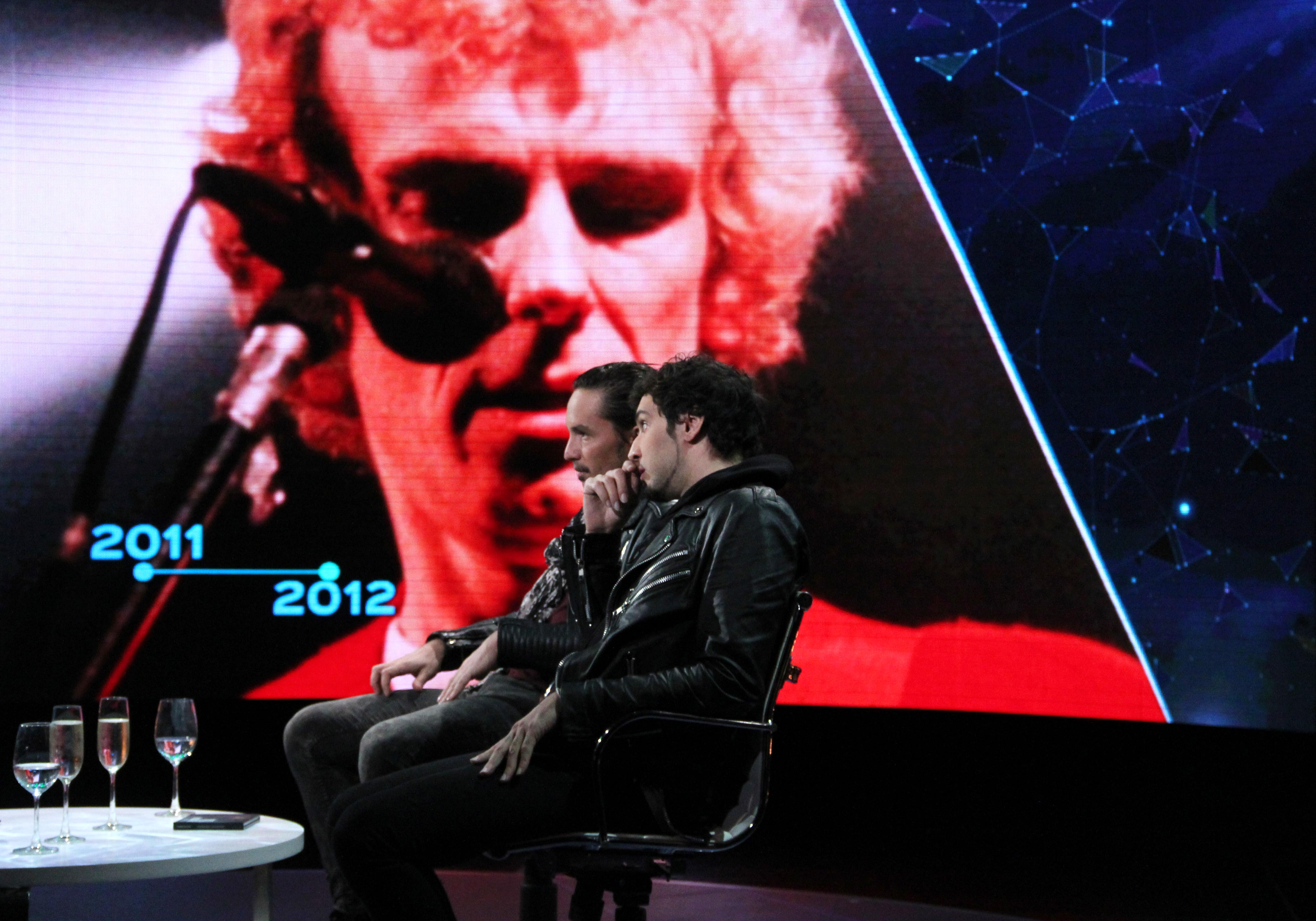
Dante Spinetta, hijo de Luis Alberto, y Emmanuel Horvilleur, hablando de su padre durante una entrevista del periodista Matías Martin en 2014.

A este período pertenecen temas como "Covadonga", "Las alas del grillo", la extensa suite de más de veinte minutos "Tríptico del eterno verdor", "Estrella gris", "El turquito", "Bahiana split", "Tanino", "Los espacios amados", entre otros. Con sus variadas formaciones la "Banda Spinetta" llegó a diseñar un álbum que se iba a titular Los espacios amados, que no llegó a ser grabado. Se conservan de todos modos grabaciones en vivo de aquellos recitales.
En 1979 el último remanente de la "Banda Spinetta" forma Experiencia Demente, una efímera agrupación que llegó a tocar en Mar del Plata en enero de 1979, formada por Spinetta y Gustavo Bazterrica (ex La Máquina de Hacer Pájaros), Luis Ceravolo en batería y Rinaldo Rafanelli (ex Sui Generis y Polifemo) en bajo. El recital incluyó material que luego sería incluido en Spinetta Jade. Los sonidos de Luis ya mutaban hacia otra parte y lo instrumental se iba extinguiendo en aras de un formato más de canción que desarrollaría en Jade, aún con sonido cercano al jazz rock.
También en este período Spinetta edita su primer y único libro Guitarra negra, publicado en 1978, por la editorial Ediciones Tres Tiempos. La portada es una foto fantasmagórica del rostro de Spinetta invertido sobre fondo negro. El libro está organizado en siete partes sin título y una octava parte titulada "Escorias diferenciales del alma de la letra poética", cada una de ellas con una serie de poemas. Como toda la poesía spinetteana, es surrealista, pero al mismo tiempo muestra una preocupación existencial. Ha tenido varias reediciones y ha sido siempre una obra muy buscada. Dedicado "A mis padres y a mis hijos", se inicia con una "advertencia":

Como nadie tiene conciencia del "control" de los manuscritos, y aún de existir dicha conciencia, ésta no intervendria en mi obra, sino como referencia simbólica a la licitud de la temática, propongo que se olvide cada palabra a medida que ella se lea.
L.A.S.

Spinetta había establecido una relación de mucha amistad con el tenista Guillermo Vilas, a quien había designado como padrino de su hijo Dante. En 1979, Vilas lo conectó con la industria discográfica estadounidense y lo llevó a firmar un contrato de edición mundial con el sello Columbia (CBS) para grabar en Estados Unidos con músicos estadounidenses de gran nivel. De esa experiencia estadounidense resultó su único álbum en inglés llamado Only love can sustain, su obra más controversial y la única en el que no fue su productor artístico, que estuvo lejos de dejarlo satisfecho, pero que se inscribe en el "proyecto jazzero" que venía llevando adelante desde 1977.
El disco incluye temas propios y ajenos y reconoce la impronta musical del pop-jazz de Gino Vannelli, quien participa incluso en el tema "Omens of love". Incluye también un poema de Vilas musicalizado por Spinetta ("Children of the bells").
Muy descontento con el resultado, Spinetta rescindió el contrato. Todo el proceso también produjo el distanciamiento afectivo con Guillermo Vilas, y a partir de ese momento dejaron de ser amigos.

Estaba muy rayado con el resultado final, pero bueno... si existe Spinettalandia y sus amigos, el disco del caos, como contrapartida existe el otro "disco negro", el norteamericano, que es hiperorganizado. Son dos extremos.
Luis Alberto Spinetta

Pero el viaje a Estados Unidos le permitió también a Spinetta ponerse en contacto con Edelmiro Molinari para decidir el regreso de Almendra.

### 1980: El regreso de Almendra
La idea de reunir a Almendra nunca había dejado de rondar a los miembros. De hecho, cada vez que Edelmiro Molinari volvía a la Argentina (estaba radicado en Estados Unidos), los cuatro se reunían a comer un asado y a zapar. En esas ocasiones la reunión de Almendra surgía invariablemente, pero por una razón u otra terminaban dejándolo de lado.

Hubo veces que nos juntábamos a cenar para hablar del tema y al rato lo descartábamos. Decíamos: "no tiene sentido, lo vamos a hacer culposamente y va a salir una cagada"
Rodolfo García

Finalmente decidieron volver a reunir a Almendra con el fin de hacer solamente dos recitales en el Estadio Obras Sanitarias. Pero el éxito de la convocatoria los llevó a hacer seis recitales los días 7, 8 y 9 de diciembre de 1979 que reunieron a 31.000 personas, una convocatoria inesperada para una banda que hacía una década que se había separado, y sobre todo durante la última dictadura militar, en la que la represión había llegado al extremo del genocidio, donde el rock y los jóvenes resultaban automáticamente sospechosos.
Documentos secretos desclasificados en democracia, muestran la preocupación y el espionaje de la dictadura frente a la convocatoria juvenil de Almendra y el intentó evitar que esos recitales se realizaran.

(Almendra) ejecuta el género musical denominado rock nacional y sus integrantes hacen alarde de su adicción a las drogas, circunstancia que incluso es insinuada en las letras de algunas canciones que interpretan, como así también el desenfreno sexual y la rebeldía ante nuestro sistema de vida tradicional.
Radiograma 12782/803 del Ministerio del Interior a los gobernadores (4 de diciembre de 1979)

Luego de Obras tocaron en Rosario, Córdoba, Mendoza, y La Plata (donde se produjo una fuerte represión policial con casi 200 detenidos), Rosario y Punta del Este (Uruguay), para cerrar con un recital de "despedida" en el estadio mundialista de Mar del Plata ante 7000 personas, pero el éxito masivo los llevó a mantener la formación. El regreso de Almendra abrió las puertas a recitales cada vez más masivos de rock durante la dictadura, que estallarían luego de la Guerra de Malvinas, en 1982.
En marzo de 1980 lanzan el álbum doble del recital en Obras, y a fin de ese año comienzan a grabar en Estados Unidos un disco de estudio que saldría a la venta en diciembre bajo el nombre de El valle interior. Los integrantes de Almendra en general han dicho que el álbum no tuvo el resultado y la repercusión que esperaban. Sin embargo el disco muestra el crecimiento y la madurez musical que habían tenido en una década. El álbum tiene además muy buenos temas, como "El fantasma de la buena suerte", uno de los favoritos de Spinetta, "Amidama", "Miguelito, mi espíritu ha partido a tiempo" y "Buen día, día de sol", además de dos buenas canciones de Emilio del Guercio: "Las cosas para hacer" y "Cielo fuerte (amor guaraní)".
El disco fue presentado en una gira por 32 ciudades, la primera gran gira de una banda argentina, que comenzó en Obras los días 6 y 7 de diciembre y terminó el 15 de febrero de 1981 en el festival cordobés de la ciudad de La Falda. Luego de eso la banda se separó, nuevamente afectada por problemas personales, sobre todo entre Spinetta y Molinari.

### 1980-1981: Spinetta Jade (I)

Spinetta en una foto tomada para el diario La Opinión, mayo de 1980. Archivo General de la Nación.

En 1980, en paralelo a la reunión de Almendra, forma Spinetta Jade. La banda buscó expresar la evolución de Spinetta en el estilo jazz rock, pero alejándose del predominio instrumental de la Banda Spinetta, incorporando canciones y elementos más pop. Tuvo diversas formaciones, en todas las cuales estuvieron el propio Spinetta y Pomo Lorenzo en batería. En uno de los teclados se sucedieron Juan del Barrio, Leo Sujatovich y el Mono Fontana. En el otro teclado se sucedieron Lito Vitale y Diego Rapoport, hasta que la banda dejó de tener dos teclados. En el bajo se sucedieron Pedro Aznar, Beto Satragni, Frank Ojstersek, César Franov y Paul Dourge. En la última formación se suma también Lito Epumer en guitarra.
En septiembre de 1980, Spinetta y Charly García realizaron un histórico recital conjunto en el Estadio Obras Sanitarias, con sus respectivas bandas Spinetta Jade y Seru Giran.
En octubre Spinetta Jade lanza su primer álbum, Alma de diamante. El álbum fue compuesto bajo la inspiración poética de la obra del antropólogo Carlos Castaneda, relacionada con el chamanismo y tiene dos canciones, "Dale gracias" («recuerda que un guerrero no detiene jamás su marcha») y "Con la sombra de tu aliado (el aliado)" («en el desierto ves la verdad»), que se refieren a la obra del autor de Las enseñanzas de Don Juan. El álbum incluye también el tema "Alma de diamante", una de las canciones más famosas de la banda y del propio cancionero spinetteano y "La diosa salvaje", nombre que le pondría años después, al estudio de grabación que instalaría en su casa, luego de enfrentarse a las grandes compañías discográficas.
El segundo álbum de Spinetta Jade fue Los niños que escriben en el cielo (1981). La banda había cambiado en la formación y el sonido: entra Leo Sujatovich en teclados en reemplazo de Juan del Barrio y Frank Ojstersek en el bajo en lugar de Beto Satragni, a la vez que el sonido y las letras se orienta más hacia el pop, aunque continúan las atmósferas cuidadas y el uso de dos teclados y sintetizadores. A principios de 1982 Spinetta respondía de esta manera a la "prensa utilitarista" que criticada sus letras por ser "irreales frente a la realidad del mundo":

... y yo a todo eso les digo: Mongo y réquetemongo! Una letra como "Sexo" habla de algo muy real, o una crítica mordaz como la que figura en "El hombre dirigente". Tiene que existir una posibilidad de poder imaginar.
Luis Alberto Spinetta

### 1982: Guerra de Malvinas yKamikaze

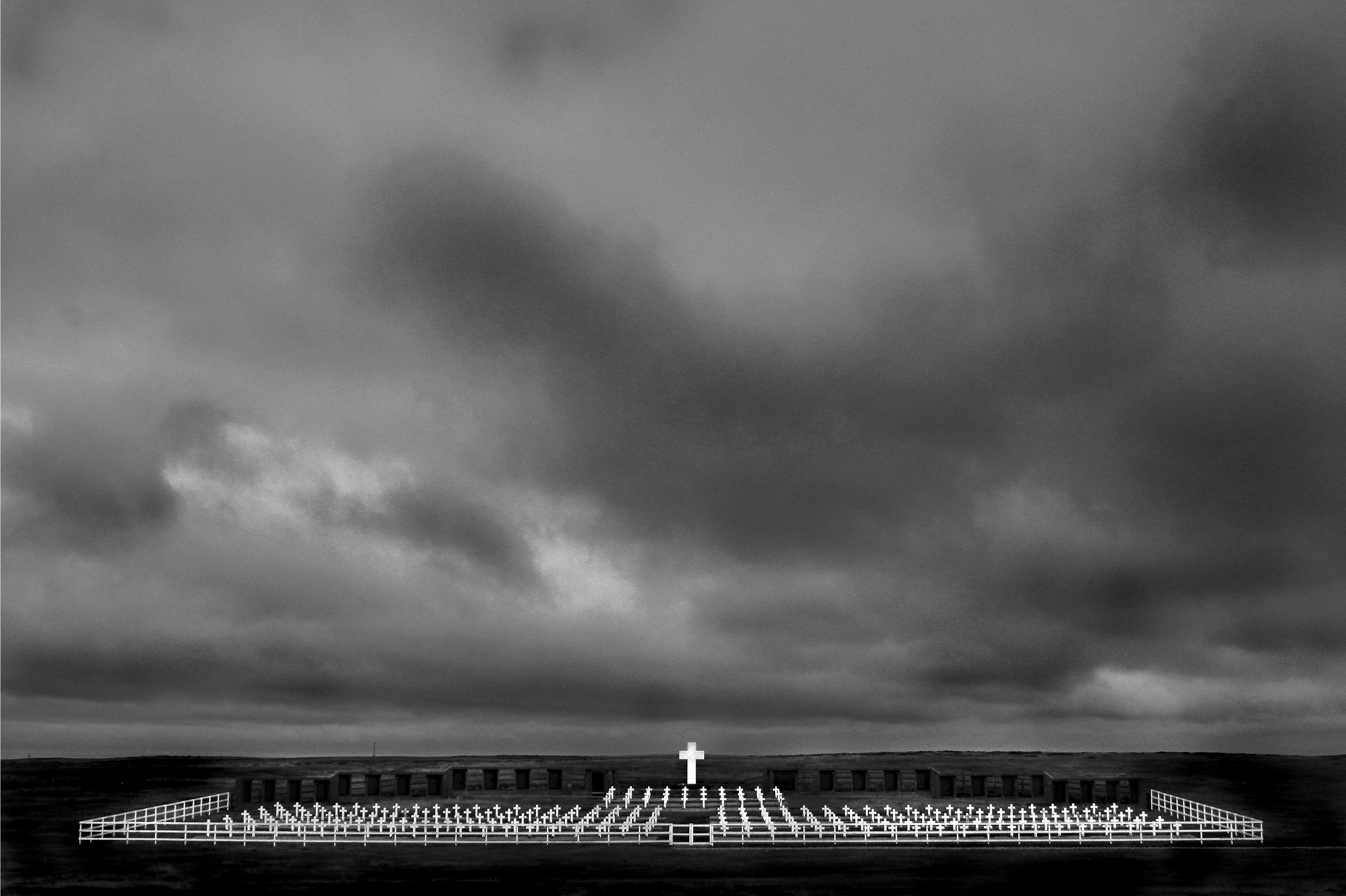
Cementerio argentino en Puerto Darwin, Islas Malvinas. La Guerra de Malvinas (1982) tuvo un enorme impacto en Argentina. Una de sus consecuencias fue una explosión de popularidad del llamado "rock nacional". Spinetta participó de varias actuaciones públicas y lanzó durante la guerra el álbum Kamikaze.

El 2 de abril de 1982 la dictadura gobernante tomó la decisión de recuperar militarmente las Islas Malvinas, ocupadas militarmente por Gran Bretaña en 1833, en un momento que la militancia por la recuperación de la democracia comenzaba a adquirir proporciones masivas. El hecho tuvo un enorme y complejo impacto en Argentina, de aristas contradictorias. Por un lado llevó a la Guerra de Malvinas (que se extendió hasta el 14 de junio), con su secuela de jóvenes muertos y mutilados, improvisación y derrota. Por otro lado desarticuló completamente las alianzas y la ubicación cultural de Argentina en el mapa mundial, alejándola de Estados Unidos y Europa, y acercándola a América Latina y los países del sur, a la vez de llevar al colapso de la dictadura y abrir el camino a la recuperación de la democracia. En ese contexto, el "rock nacional" argentino, largamente reprimido y sospechado, tuvo una explosión de popularidad y difusión masiva por los medios de comunicación.
Spinetta se expresa con contundencia y aparece en primer plano durante la Guerra de Malvinas: lanza un álbum solista, Kamikaze -que había grabado antes del 2 de abril-, da un recital con Spinetta Jade en el Teatro Premier que cuenta con la participación de Pappo y participa del Festival de la Solidaridad latinoamericana realizado en Obras Sanitarias ante 60 000 personas. Su postura fue categóricamente contra la guerra y la muerte de personas:

No concibo la posibilidad de que los hombres se maten, ni por inmolación, ni para beneficio de la guerra, ni jugando a los dados o la ruleta rusa, ni en la calle, ni en los accidentes.
Luis Alberto Spinetta

Pero al mismo tiempo, con su alegoría sobre los kamikazes japoneses y los temas "Águila de trueno" I y II, dedicadas al líder indígena Túpac Amaru II, expresó la complejidad del momento y la necesidad de no degradar y deshonrar el sacrificio de los derrotados, en beneficio de los poderosos del mundo.
Spinetta sintetizaba esta postura con un mensaje en el sobre interior del álbum:

Vivimos calificando entre los rubros de nuestra ignorancia. Por eso admiro profundamente la decisión de aquellos jóvenes kamikazes, al margen de la abominación de la guerra.
Luis Alberto Spinetta (sobre interno de Kamikaze)

### 1983-1984: Spinetta Jade (II)
Desde 1982 Spinetta Jade venía preparando la música y ensayando para lanzar un nuevo disco. Sin embargo, debido al hecho de que la grabación se demoraba, Spinetta decidió realizar un álbum solista. El desastre de la Guerra de Malvinas había hecho colapsar a la dictadura y multitudinarias manifestaciones de derechos humanos y sindicales habían obligado a la dictadura a convocar a elecciones libre para octubre de ese año.

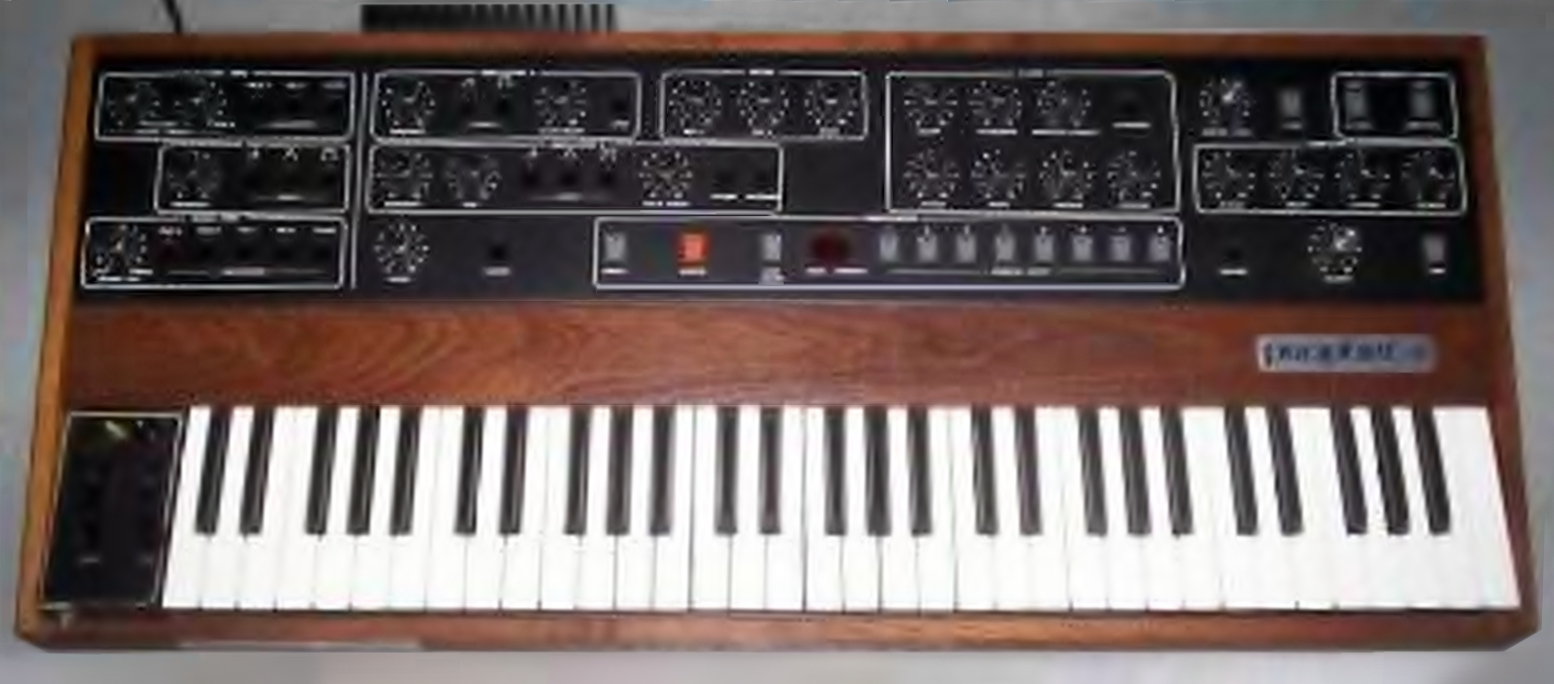
El sintetizador analógico Prophet-5 de SCI. Introducido en Argentina por Leo Sujatovich en 1983. "Paquidermo de luxe", "Lo siento en mi corazón", "Será que la canción llegó hasta el sol" y "Tango cromado", incluidas en Mondo di cromo se encuentran entre las primeras canciones argentinas en ser interpretadas con el mismo. Spinetta iniciaba un giro hacia el techno que tomaría identidad propia en Madre en años luz (1984) y Privé (1985).

En ese contexto se graba Mondo di cromo entre febrero y marzo de 1983, su quinto álbum solista. Se trata de un disco intimista, grabado en los Estudios Del Cielito, a partir de varios demos que Spinetta había grabado en su casa con una novedosa caja de ritmos Roland TR-808 que le prestó Charly García. De algún modo fue "una escapada de Jade", donde enfrentaba desgastantes problemas de relación con su representante. En el álbum colaboraron en diversos temas David Lebón -a quien Spinetta estaba ayudando en esos días a realizar su álbum El tiempo es veloz- y Sujatovich, que aportó la novedad de un sintetizador Prophet 5. Pomo colaboró con la batería en varios temas y en dos de ellos ("Días de silencio" y "El bálsamo") se sumó Machi Rufino, reuniendo así la formación inicial de Invisible. En otros temas participaron también el pianista Gustavo Pires y el bajista Hugo Villareal. Spinetta no tenía intención de lanzar oficialmente el disco, pero su representante dispuso el lanzamiento de todos modos, precipitando la ruptura entre ambos. Con un sonido y una estética musical renovada, el álbum exterioriza la preocupación de Spinetta por el futuro, en un momento en el que la Argentina recuperaba la democracia, a la vez que deposita su optimismo en los jóvenes. Se trata de uno de los álbumes "tapados" de Spinetta, lo que no ha impedido que cuente con una alta valoración entre sus seguidores. Entre los temas más destacados del álbum figuran "No te alejes tanto de mí", "Será que la canción llegó hasta el sol", "Cuando vuelva del cielo" y "Yo quiero ver un tren".

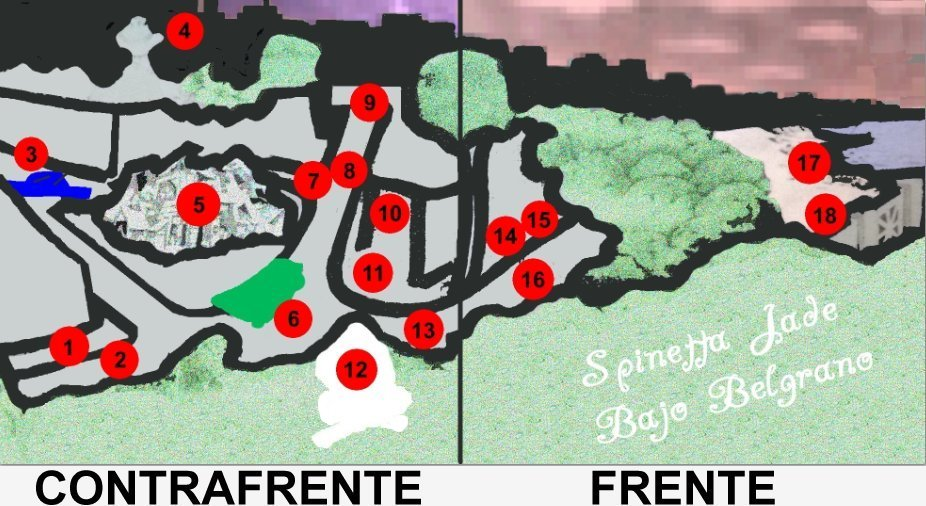
Mapa de la portada del álbum Bajo Belgrano (1983). Una alegoría sobre su barrio, la dictadura y la democracia reconquistada ese año.

Finalmente en julio, Spinetta Jade con nueva formación (Spinetta, Pomo, Sujatovich y César Franov en bajo), comienza a grabar su tercer álbum, Bajo Belgrano, que sería considerado uno de los 100 mejores álbumes de la historia del rock argentino. El disco fue publicado el 3 de diciembre junto con Mondo di cromo, apenas una semana antes de que asumiera el gobierno democrático encabezado por el presidente Raúl Alfonsín, poniendo fin al horror de los siete años de la última dictadura.
El álbum refleja cabalmente ese momento, en su portada, sus letras y su música. Lleva como título el nombre de su barrio y tiene una portada que en el frente simboliza el amanecer que implicaba la nueva etapa democrática, mientras que la contratapa expresa la violencia y el terror de la dictadura, simbolizada en la erradicación de la villa del Bajo Belgrano en 1978, y también, como él mismo señaló en el recital multitudinario realizado en enero siguiente, el Bajo Belgrano "o por ahí", quedó asociado al más tétrico de los centros clandestinos de detención, la ESMA, a apenas unas pocas cuadras de su casa.
El disco incluye la canción "Maribel se durmió", incluida en la posición n.º 79 entre las 100 mejores del rock argentino y dedicada en el disco a las Madres de Plaza de Mayo, que desde entonces se convertiría en un símbolo del drama de los desaparecidos. El álbum también incluye el tema "Resumen porteño", otro de los temas de Spinetta incluidos entre los mejores de la historia del rock argentino. En Bajo Belgrano Spinetta deja atrás el sonido jazz que había abordado en 1976 para realizar una obra decididamente pop y renovada de cara hacia los nuevos tiempos. Es un trabajo mucho más directo, con claras alusiones al momento histórico y político.
El 7 de septiembre de 1984 participa del primer recital en Argentina del destacado músico brasileño Ivan Lins, junto con Pedro Aznar y León Gieco. Spinetta cantó en esa oportunidad la canción "Saliendo de mí", de Lins, en tanto que este cantó "Maribel se durmió", antes de que ambos cantaran "Muchacha (ojos de papel)". El recital fue registrado en un álbum denominado Encuentro, lanzado ese mismo año.
A fines de 1983, durante un recital transmitido por televisión en el programa Badía y Cia, conducido por Juan Alberto Badía, reitera la dedicatoria que hiciera años atrás, agregando a "los reprimidos", y se refiere a la esperanza que abre el fin de la dictadura:

Dedicar este pequeño encuentro sobre todo a los locos, a los alienados y a los reprimidos del mundo. Creo que todos, o casi todos diría, creo que tenemos una oportunidad para volver a ser una flor que brilla, a pesar de que podemos habernos envilecido con actitudes realmente indignas.
Luis Alberto Spinetta.

El 26 de enero de 1984, Spinetta reunió a una multitud en uno de los recitales gratuitos organizados por el nuevo gobierno democrático de la Ciudad de Buenos Aires en las Barrancas de Belgrano, precisamente su barrio. Y allí en su barrio, Spinetta tocó varios de los temas de Bajo Belgrano. El recital ha sido recordada como "la mejor postal de aquella primavera democrática".

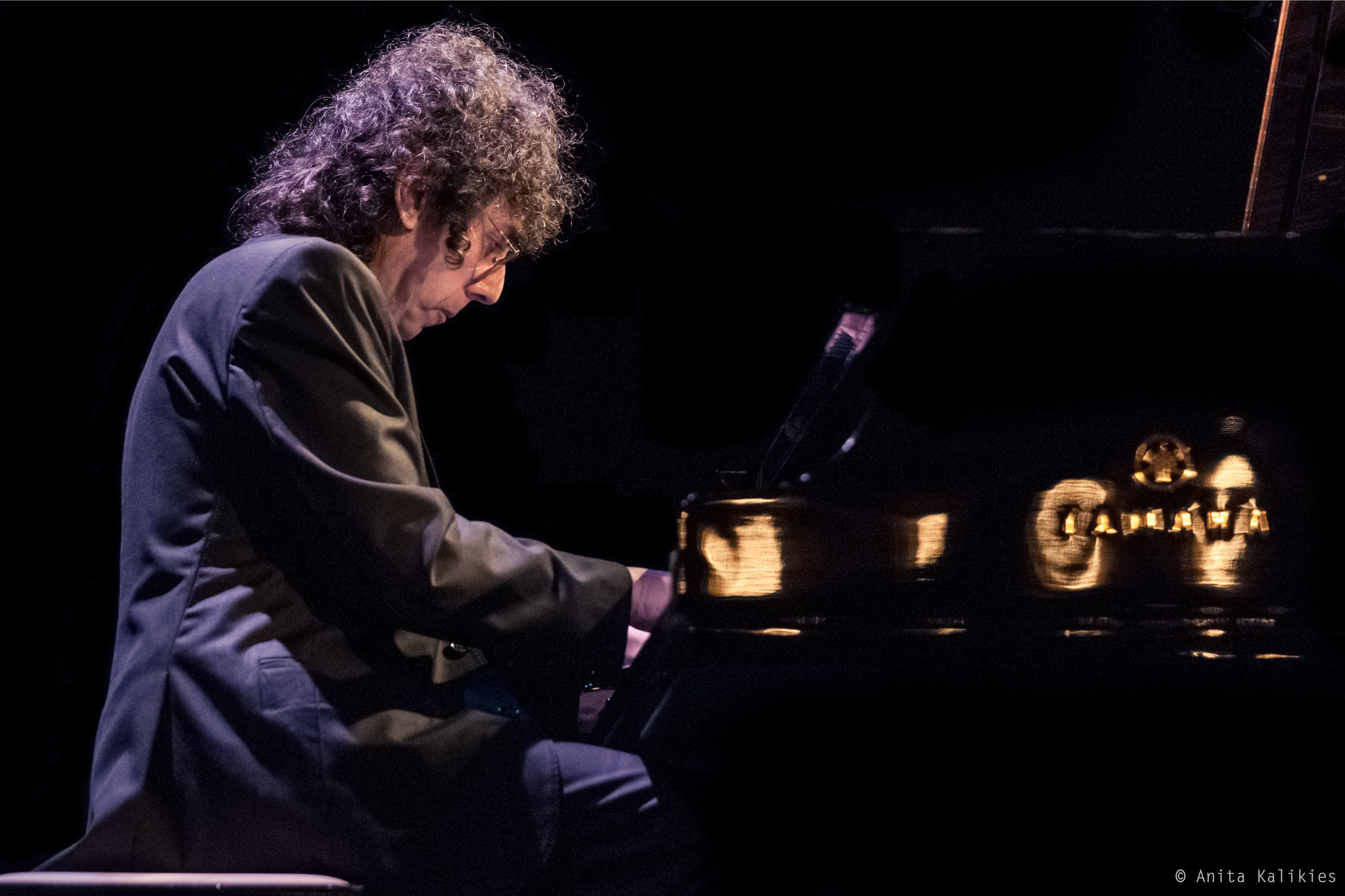
En 1984 se integra a Spinetta Jade, el tecladista Juan Carlos "Mono" Fontana, que desempeñará un papel fundamental en el sonido de Spinetta durante la siguiente década.

A fines de 1984 se edita el cuarto y último álbum, Madre en años luz de Spinetta Jade. La banda incursiona en el synth pop electro, que marcaría el inicio de una "etapa electrónica" que Spinetta explotaría hasta fines de los 80. El disco es un homenaje a la banda Madre Atómica, que habían integrado los dos nuevos miembros de Spineta Jade, Juan Carlos "Mono" Fontana (teclados) y Lito Epumer (guitarra). Se trata de una obra artesanal, de alto virtuosismo y sentido artístico. Fue uno de los discos preferidos de Spinetta, con temas como "Ludmila", "Entonces es como dar amor" y "¿No ves que ya no somos chiquitos?":

Madre en años luz es un disco que amo; es tanta la distancia entre cualquier otro disco y ése, que algún fana mío puede llegar a decir que estoy loco.
Luis Alberto Spinetta

Después de este último trabajo, el Flaco disuelve el grupo por diferencias con los otros integrantes.

### 1985-1986: Trabajos con Charly y Fito

Spinetta junto a Charly García en 1984, en una fotografía de Renata Schussheim y José Luis Perotta.

En 1985 y 1986 Spinetta emprendió dos proyectos conjuntos con dos de los máximos exponentes históricos del rock argentino, junto a él: Charly García y Fito Páez. El proyecto con Charly quedó trunco, pero del mismo surgió una de las grandes canciones clásicas del rock nacional, "Rezo por vos". Del proyecto con Fito surgió el álbum La la la, considerado por la revista Rolling Stone como el #61 entre los 100 mejores álbumes de la historia del rock argentino. En 1984 los tres músicos ya se habían reunido virtualmente en el tema "Total interferencia", una canción compuesta por Spinetta y Charly García, que este último incluyó en su álbum Piano bar con una banda en la que se destacaba Fito Páez en los teclados.

La nueva democracia musical traía esperanzas a los jóvenes que descubrían masivamente el rock made in Argentina.

El proyecto Spinetta/García transcurrió durante 1985 y tenía como objetivo grabar un álbum conjunto que se titularía Cómo conseguir chicas. Pero la convivencia produjo fuertes discusiones y divergencias personales entre ambos que los llevaron a enemistarse y dejar trunco el álbum. El único producto acabado del proyecto Spinetta/García fue la canción "Rezo por vos", tema que se volvería clásico del rock argentino y que sería incluido por Spinetta en Privé (1986) y por Charly García en Parte de la religión (1987).
Tanto Spinetta como Charly García realizaron declaraciones sobre el distanciamiento que causó aquella pelea, en la que García llegó a tirarle un cenicero a Spinetta, en el marco de un incendio accidental que destruyó el departamento de Charly causado por un cortocircuito de la videograbadora cuando estaba grabando precisamente un show televisivo en el que ambos cantaron "Rezo por vos". Pero ambos destacaron siempre la admiración mutua que sentían uno por el otro.

Durante el tiempo que trabajamos juntos yo me sentí muy necesitado. Traté de estar cuando él me necesitaba, pero después me sentí rechazado y eso me dolió mucho... Como si él fuera el único en el papel de admirador, mientras yo no encontraba la manera de hacerle entender que también me puedo mear con sus canciones... La música de Sui Generis nunca me gustó... pero a partir de "Tango en segunda" (del tercer disco Instituciones) y de la propuesta de La Máquina de Hacer Pájaros y Serú Girán, me fui acercando y hoy pienso que es un verdadero monstruo de la canción de acá y de todos lados... "Pobre amor, llámenlo" (canción de Privé) es el gran amor que siento por él.
Luis Alberto Spinetta

Quiero aclarar que no hay mala onda para nada. Luis es mi ídolo, sigue siendo mi ídolo. Lo que pasó es que éramos dos ídolos muy ídolos y entonces a mí se me hacía raro estar con él.
Charly García

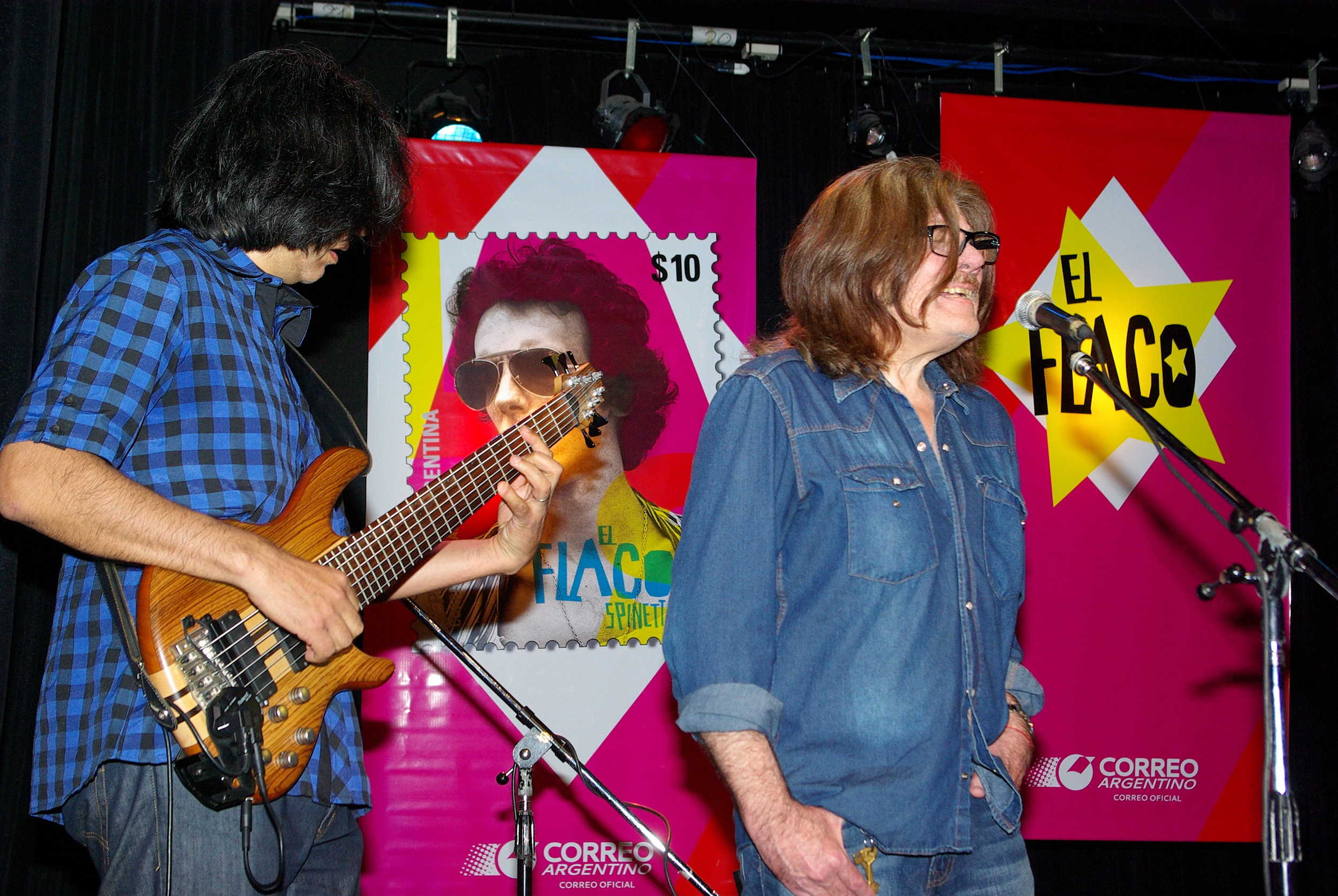
Machi Rufino, bajista de Invisible, canta "Enero del último día" de la mano de Marcelo Torres, del álbum Madre en años luz en un concierto organizado por el Correo Argentino en 2014 al lanzar una estampilla de homenaje a Spinetta.

Ante el fracaso del proyecto iniciado con Charly García y la imposibilidad de concretar otro con Pedro Aznar (quedó un tema humorístico compuesto e interpretado por los tres titulado «Peluca telefónica» incluido en Yendo de la cama al living), Spinetta decidió grabar un álbum solista, el quinto de su carrera (sexto si se cuenta Artaud), con parte del material creado para el frustrado álbum con Charly. Lo grabó entre noviembre y diciembre de 1985, lo lanzó en febrero de 1986 y lo tituló Privé. Se trata de un disco que profundiza el sonido techno que ya venía mostrando desde Mondo di cromo, con temas de ritmo muy alto y prescindiendo totalmente de un baterista, que reemplazó con una máquina de ritmos Yamaha RX-11 programada por él mismo. Incluye la canción "Rezo por vos" que habían hecho con Charly ese año y temas como "No seas fanática" -una crítica al fanatismo de sus seguidores- y "La pelícana y el androide". Entre los músicos invitados participan León Gieco, Fito Páez, Andrés Calamaro, el Mono Fontana, Ulises Butrón y un coro femenino integrado por Fabiana Cantilo e Isabel de Sebastián.
En esos días Spinetta explicaba en un reportaje cómo jugaba en él la opción de trabajar como solista o en grupo:

Las cosas solistas son para encontrar una especie de resguardo, de bálsamo, entre todo lo que me rodea y la disociación que me provocó lo de Jade. Por el momento, mi actuación como solista es un comodín; la uso cuando quiero. Me da tranquilidad espiritual pero si es mucha me aburro. Por eso necesito un grupo. Quizás la gente me quiera ver solo pero yo no.
Luis Alberto Spinetta (Pelo, 1986)

Los cambios políticos, tecnológico-musicales y generacionales impulsaban en Spinetta la necesidad de renovarse y conectarse con nuevos públicos. En un reportaje realizado en febrero de 1986 decía:

Spinetta ya no quiere que sus hijos bailen más con "Demoliendo hoteles" que con lo suyo. Entonces se plantea ¿por qué no puedo hacer un disco que sea una bola de rock? Y surge Privé. Un disco para sus hijos también. Un disco para pasar un poco de la melancolía que le dio Jade al eclecticismo de un futuro que está empezando.
-Un disco para dentro y para fuera a la vez…
-Un disco, hombre. Si sigo haciendo discos, y por los veinte voy, es porque además amo y necesito ese éxito de poder tocar delante de la gente y que me aplaudan. Es una confesión, casi. Pero me han idealizado tanto que tengo que decir que me gusta que lo mío sea taquilla y yo disfrute del beneficio material de lo que produzco, junto a todos los que colaboran con lo que hago. Yo soy un omnicófago, neurótico, psicotrópico incorregible y me siento un carnicero de la música.
Luis Alberto Spinetta

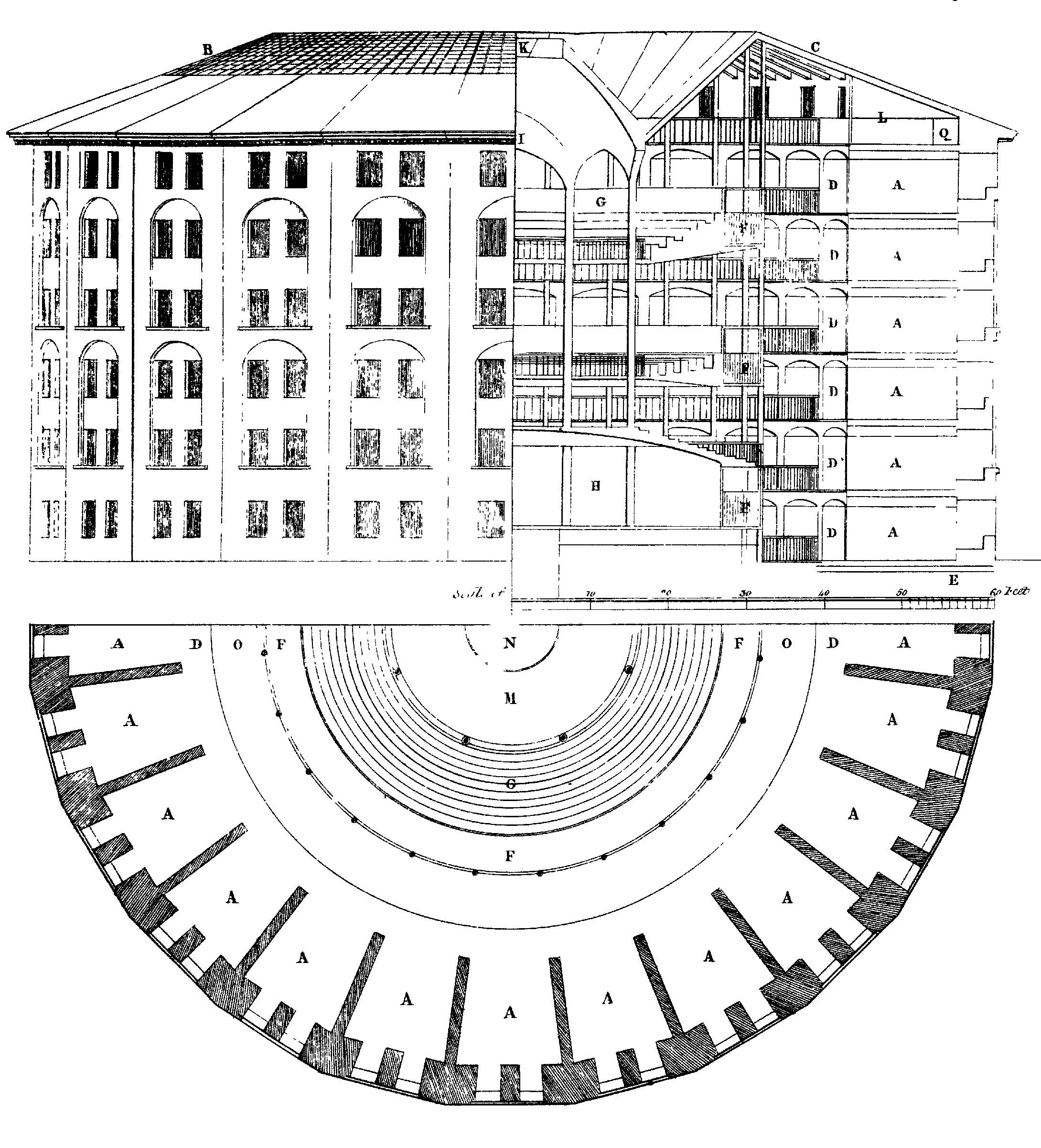
El panóptico fue una de los mecanismos represivos desnudados por Michel Foucault en su famoso libro Vigilar y castigar. En 1985 Spinetta había empezado a leer los libros de Foucault, que ya inspirarían algunas de sus canciones en La la la, con Fito Páez y sobre todo el concepto mismo Téster de violencia.

El proyecto que sí se concretó fue La la la (1986), un álbum doble con Fito Páez, boicoteado por la industria discográfica y que ha sido considerado por la revista Rolling Stone y la cadena MTV, como el #61 de los cien mejores álbumes de la historia del rock argentino. El álbum incluye una versión oscura del célebre tango "Gricel" de Mores y Contursi, diez temas propios como "Todos estos años de gente", "Un niño nace" y "Asilo en tu corazón" y un tema conjunto "Hay otra canción", que la empresa discográfica "se olvidó" de incluir en el CD.
La experiencia fue muy satisfactoria para Spinetta que consideraba que La la la era uno de los mejores álbumes entre los que había participado. Pero apenas dos meses después de terminar la grabación, en noviembre de 1986, y cuando se hallaban en pleno proceso de difusión del disco, Fito Páez sufrió la tragedia de que su abuela y su tía abuela (a quienes consideraba "sus madres", porque la suya había muerto cuando tenía sólo unos meses) fueron masacradas por un asesino serial en su casa de Rosario, junto a la mujer que realizaba el trabajo doméstico, que a su vez estaba embarazada. Spinetta recibió el golpe con mucha culpa y atribuyó la tragedia al contenido violento de muchos de los temas incluidos en el álbum, en especial su tema "Tengo un mono" y el instrumental "Woycek" de Fito.

En su momento creí que La la la había provocado lo que sucedió después... Toda nuestra finalidad erótica y violenta quedó ridiculizada frente a una violencia para la que es muy difícil estar preparado.
Luis Alberto Spinetta

Los siguientes trabajos respectivamente de Páez y Spinetta, Ciudad de pobres corazones ("en ésta puta ciudad") y Téster de violencia, buscarían expresar cada uno a su manera, el dolor, el espanto y la violencia sufrida por Fito.
Años después, durante una muestra homenaje a Spinetta realizada en la Biblioteca Nacional, Fito Páez hablaría extensamente de lo que significó para él aquel álbum:

Era muy curioso estar grabando un álbum con alguien de quién además había sido fan, alguien a quien le debía la gracia de haberme acercado a la música. Por suerte lo que pasó con este álbum, específicamente, es que fue un álbum que surgió de la experiencia, no fue un álbum de “vamos a hacer un disco”. No fue una idea de un día para otro sino que nos hicimos amigos primero e hicimos un trío con mi amigo Eduardo Martí. Veíamos mucho cine, hablábamos, fumábamos, bebíamos, nos reíamos y tocábamos música. Conocimos y criamos a nuestros… en ese caso eran los hijos de él, que eran una especie de sobrinos putativos míos también. Entonces allí, en la experiencia de la familia y de la curtida, surgió el álbum. Por eso es que yo quiero tanto a este disco, más allá de la innegable extrañeza y originalidad que posee. Lo quiero porque surge en circunstancias no típicas para la industria y todavía al día de hoy sigue siendo una gema muy extraña, muy inclasificable. Por suerte. Y creo que a lo mejor de eso sí puedo hablar un rato: de la inclasificabilidad de Luis Alberto Spinetta y lo terriblemente político que es eso, en el mejor sentido de la palabra... Luis Alberto es un inventor de una forma que no se parece a nada. A nada literalmente. Esa radicalidad tiene un marco histórico que es la historia de la Argentina.
Fito Páez

### 1987-1993: álbumes premiados e introspección

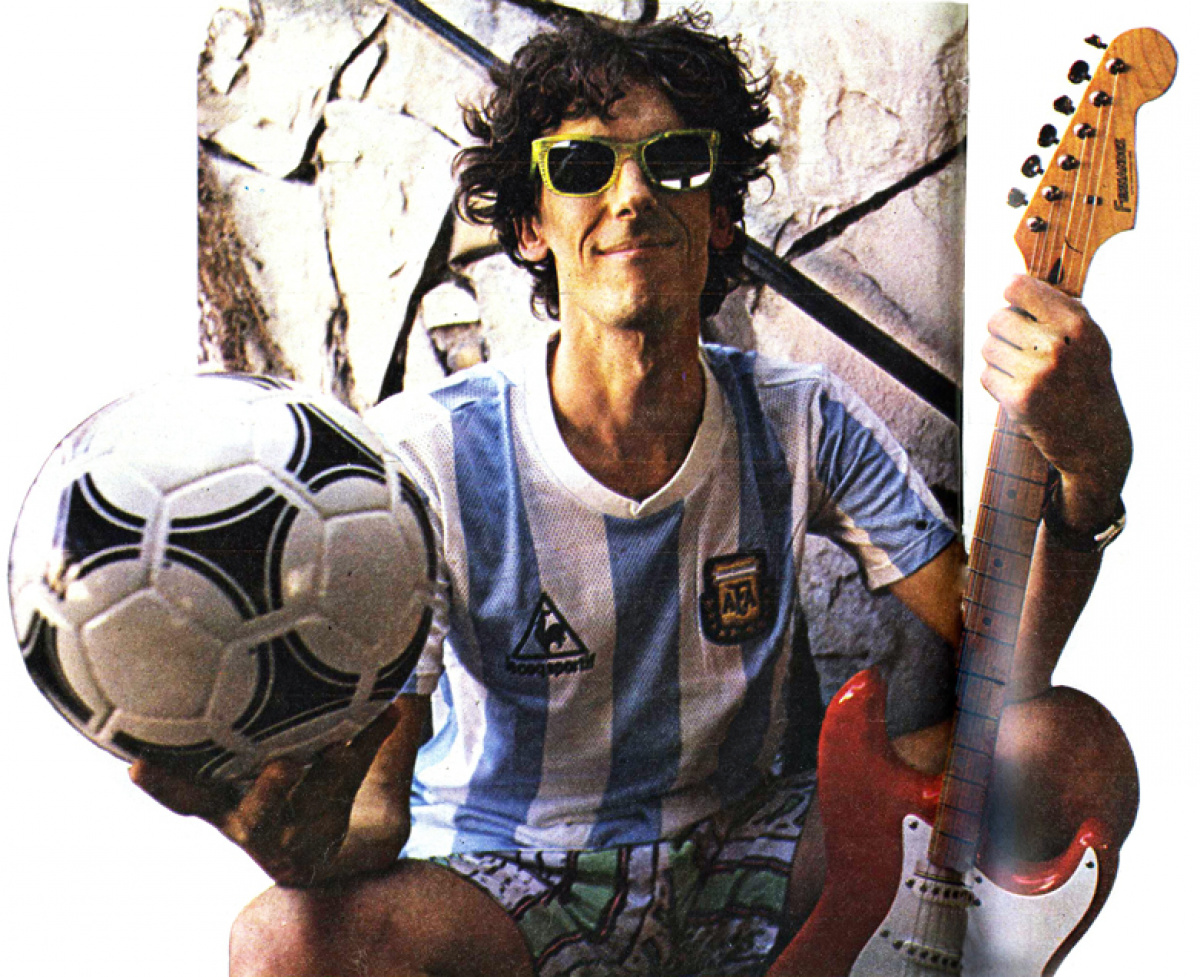
Spinetta en 1989, en una foto para la revista deportiva El Gráfico.

En febrero de 1987 Spinetta realizó un recital gratuito en el Velódromo de Buenos Aires al que asistieron diez mil personas y poco después debutó como actor participando en el cortometraje Balada para un Kaiser Carabela de Fernando Spiner, filmada en Villa Gesell durante el mes de mayo, componiendo también la música de la película.
En este período Spinetta conforma una nueva banda acompañante integrada por el Mono Fontana (teclados), Machi Rufino (bajo), Guillermo Arrom (guitarra) y Jota Morelli (batería). 
El asesinato de "las madres" de Fito Páez, el dictado por parte del gobierno de leyes de impunidad para quienes cometieron delitos de lesa humanidad en la dictadura y los levantamientos militares carapintadas que comenzaron en enero de 1988, influyeron mucho en el ánimo y la obra de Spinetta. Ya en marzo de 1988 Luis Alberto se manifestó abiertamente contra los militares golpistas, cambiando en un recital la letra de "No seas fanática", para cantar "no seas milico, no seas Rico". En la misma época Sting había venido a Buenos Aires y había hecho subir a las Madres de Plaza de Mayo al escenario, algo que ninguna banda de rock argentina había hecho. Spinetta cuenta la lección moral que recibió y la conciencia que el gesto de Sting le despertó. Poco antes había explicado el significado del título que tenía pensado para su próximo álbum, Téster de violencia (1988):

Se va a llamar Téster de violencia, el título surgió de mi amistad con Fito. Llegué a la conclusión de que, en mayor o en menor medida, todos somos un téster de violencia. Somos el territorio sobre el cual se pone en manifiesto la violencia y a la vez somos el medidor de esa violencia.
Luis Alberto Spinetta

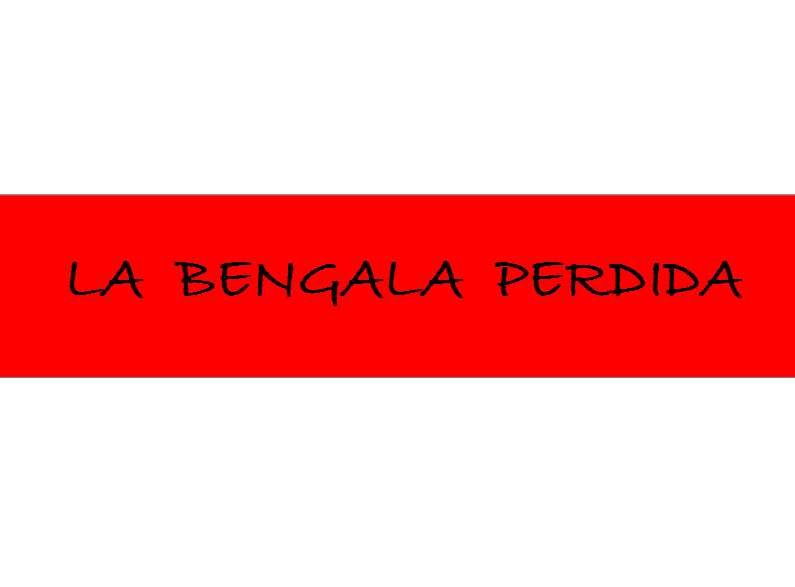
Eduardo "Dylan" Martí diseñó una bandera de River con la inscripción "la bengala perdida" en la banda roja, para inaugurar la muestra Los libros de la buena memoria, realizada en homenaje a Spinetta en la Biblioteca Nacional, octubre-diciembre de 2012.

El álbum fue votado como el mejor del año en la Encuesta Anual del Suplemento Sí del diario Clarín. Influenciado por las ideas de Michel Foucault, especialmente las que expone en el capítulo "El cuerpo de los condenados" de Vigilar y castigar, Spinetta hace del cuerpo el centro de este álbum conceptual, invirtiendo en cierto sentido la centralidad que en los trabajos anteriores había concedido al alma. En el álbum se destaca la canción «La bengala perdida», sobre el asesinato con una bengala en la cancha de fútbol del hincha Roberto Basile, considerada la mejor canción de la década y una de las mejores del cancionero argentino de todos los tiempos. También incluye «El mono tremendo», elegido como mejor tema del año, que tiene la peculiaridad de haber sido compuesta y cantada por Pechugo, un nombre irónico para denominar al grupo que formaron los hijos de Spinetta y de Dylan Martí, entre quienes se encontraban Dante Spinetta y Emmanuel Horvilleur cuando tenían once y trece años; ambos consideran que fue su primer tema juntos y que impulsó la creación del dúo Illya Kuryaki and the Valderramas.
En 1989 Spinetta apoyó públicamente la candidatura presidencial de Eduardo Angeloz de la Unión Cívica Radical y participó activamente en la campaña electoral tocando con su banda por todo el país. Luego de las elecciones y ya con Carlos Menem presidente, se dedicó en el segundo semestre a grabar un nuevo álbum ahora en su propio estudio instalado en la calle Iberá, denominado Cintacalma.

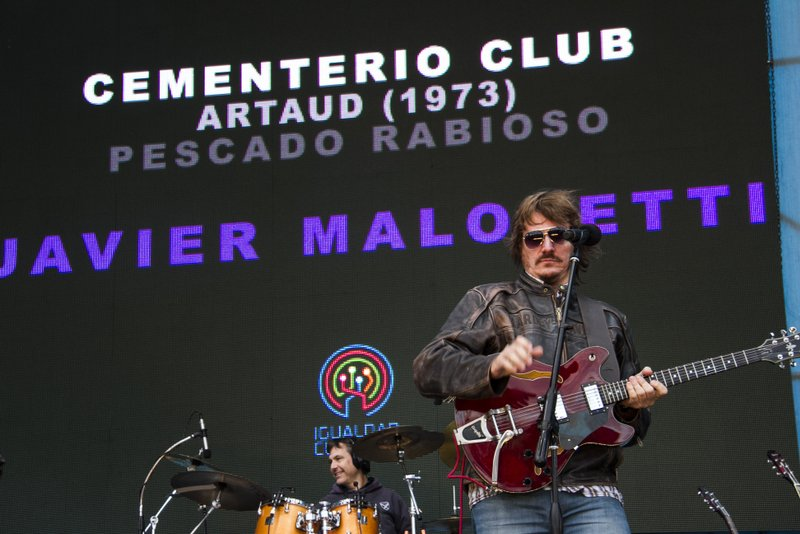
Javier Malosetti, bajista de Spinetta en la década de 1990 y parte de la siguiente, interpretando "Cementerio Club" en un homenaje a Spinetta realizado en Tecnópolis en 2014.

El resultado fue el lanzamiento en noviembre de Don Lucero o Don lucero, un disco con el dibujo de tapa hecho por Spinetta y que a diferencia del anterior no era para pensar, sino para sentir. En la banda Javier Malosetti reemplazó a Machi Rufino como bajista y se sumó en algunos temas Didi Gutman en teclados, permaneciendo Gille Arrom y Jota Morelli; en los créditos apareció por primera vez como músico Horacio "Chofi" Faruolo, como "midi man". 
El álbum tiene dos lados bien diferenciados, uno que fue conocido con el nombre de lado soft y el otro llamado lado duro, con melodías y armonías más radicales y letras más herméticas. El disco fue seleccionado como Mejor Disco en la Encuesta Anual del Suplemento Sí, al igual que el tema «Fina ropa blanca». Por otra parte la canción «Es la medianoche» fue utilizada para realizar el primer videoclip solista, con dirección de Dylan Martí.
Contemporáneamente caía el Muro de Berlín, terminaba la Guerra Fría luego de cuatro décadas y comenzaba una nueva etapa histórica conocida con los nombres de globalización y neoliberalismo.
En 1990 lanzó su primer álbum en vivo como solista, denominado Exactas debido a que fue grabado durante el recital realizado en la Facultad de Ciencias Exactas y Naturales de la UBA los días 30 y 31 de agosto de ese año. La banda que acompañó a Spinetta estuvo integrada por el Mono Fontana y Claudio Cardone en teclados, Guillermo Arrom en guitarra, Javier Malosetti en el bajo y Marcelo Novati en batería. 
Poco después, el 8 de octubre de 1990, Spinetta tocó en el festival público Mi Buenos Aires Rock I organizado por la Municipalidad de la Ciudad de Buenos Aires, ante 100.000 personas en la avenida 9 de Julio, junto a Charly García, Fabiana Cantilo y La Portuaria, abriendo su presentación con una antológica versión de Imagine de John Lennon, coreada masivamente por el público.
Por tercera vez en cuatro años, Spinetta compuso el mejor disco del año, Pelusón of milk (1991) y la mejor canción, «Seguir viviendo sin tu amor», que se convirtió en el mayor éxito radial de toda la carrera artística de Spinetta y ha sido ubicada en el puesto n.º 33 entre las 100 mejores de la historia del rock argentino.

Este disco llevó mucho tiempo, porque hice todo solo. Hay algunas intervenciones de músicos de mi banda, pero lo hice casi todo yo. Pelusón se parece a Spinetta de entrecasa. [...] Hay canciones acústicas, las melodías son frescas, tiene una buena selección de material. [...] Como para que sea entendido.
Luis Alberto Spinetta

Se trata de un álbum introspectivo y familiar, grabado caseramente mientras toda la familia esperaba el nacimiento de su cuarta hija, Vera. El título Pelusón of milk es una metáfora de la beba. El tema «La montaña», relacionado con los desaparecidos, fue grabado también como videoclip. Los músicos que colaboran puntualmente en algunos temas del álbum son Juan Carlos "Mono" Fontana, Claudio Cardone, Guillermo Arrom y Javier Malosetti. El tema «Panacea» tiene letra de Roberto Mouro.
En julio de 1992 Spinetta y Fito Páez, junto a Gustavo Cerati y Zeta Bossio -que en ese momento integraban Soda Stereo- realizaron juntos una histórica versión de «Seguir viviendo sin tu amor» en el festival Rock contra el SIDA ante una multitud reunida en la avenida 9 de Julio de Buenos Aires.
En 1993 lanzó el álbum Fuego gris, con los diecisiete temas que integran la película homónima exhibida al año siguiente, una obra surrealista sin diálogos, concebida como un "drama-rock" por su director Pablo César, que narra la búsqueda interior de una adolescente perdida en las cloacas de Buenos Aires, con imágenes orientadas por la música y la poesía de Spinetta. En un álbum de calidad pareja, considerado por uno de sus analistas como "la última obra maestra de Spinetta", se destacan canciones como "Escape hacia el alma", "Preciosa dama azul", "Parado en la sentina", "Dedos de mimbre" y "Penumbra", estas dos últimas compuestas respectivamente en 1973 y durante su adolescencia. Ocasionalmente lo acompañan Claudio Cardone, Machi Rufino y Jota Morelli. 
Por esa época decide dejar la banda el Mono Fontana debido a la imposibilidad de superar su fobia a volar en aviones.

### 1994-1999: Socios del Desierto

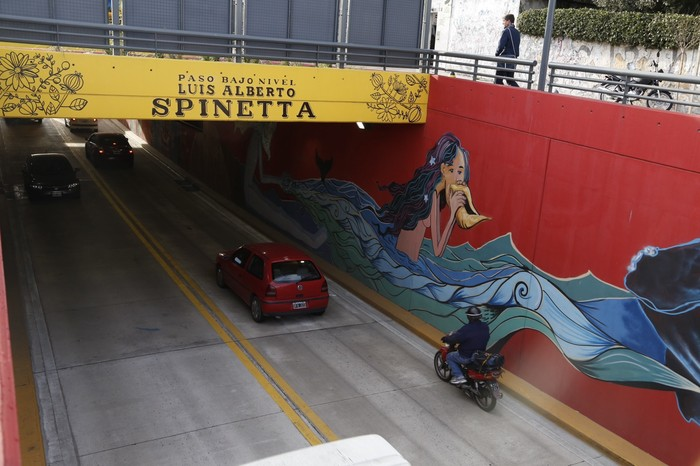
Paso Bajo Nivel Luis Alberto Spinetta, en Villa Urquiza, barrio de Buenos Aires donde el músico residió desde 1989 hasta su muerte. El nombre fue decidido en 2016 por votación popular de los vecinos.

1994 fue el año del Atentado a la AMIA y el Efecto Tequila, la primera de una serie de crisis internacionales que se irían sucediendo durante el proceso conocido como globalización, iniciado en 1989 con la victoria de los Estados Unidos en la Guerra Fría. Para Argentina, embarcada de lleno en las "reformas estructurales" que impulsaba el presidente Carlos Menem, fue un año bisagra del cambio que estaba dejando atrás el tipo de sociedad considerablemente homogénea e igualitaria que se había establecido desde varias décadas atrás, y que tenía entre otras características distintivas una numerosa clase media y bajos índices de marginalidad, desocupación y criminalidad, que diferenciaba al país del promedio latinoamericano. Impactada por el "Efecto Tequila", en pocos meses apareció la desocupación de masas, luego de más de medio siglo sin conocer el fenómeno, se disparó la criminalidad casi inexistente hasta ese momento, aparecieron los cortes de calles y rutas, las puebladas de protesta y el movimiento piquetero. En el curso de esa década desaparecería la famosa clase media argentina y aparecería una sociedad fracturada, con un enorme sector precario y marginado.
En ese contexto "desértico", aparecen quienes serían en los años siguientes sus "socios del desierto": Daniel Wirtz y Marcelo Torres. La expresión es obra de Spinetta, quien les dice a ambos luego de haber estado ensayando un mes:

Esto es un desierto, asociémonos...
Luis Alberto Spinetta

Spinetta también estaba atravesando un momento de crisis y cambio, tanto musical como personal. Musicalmente había perdido al Mono Fontana y sus teclados -debido a la fobia que sentía al viajar en avión-, que marcaron profundamente la música de Spinetta desde 1987. Personalmente, luego de algunos años de refugiarse en la intimidad familiar, los veinte años de pareja con Patricia Salazar estaban llegando a su fin, que se formalizaría con el divorcio a fines de 1995, y estaba comenzando una relación amorosa con la modelo Carolina Peleritti que duraría hasta 1999.

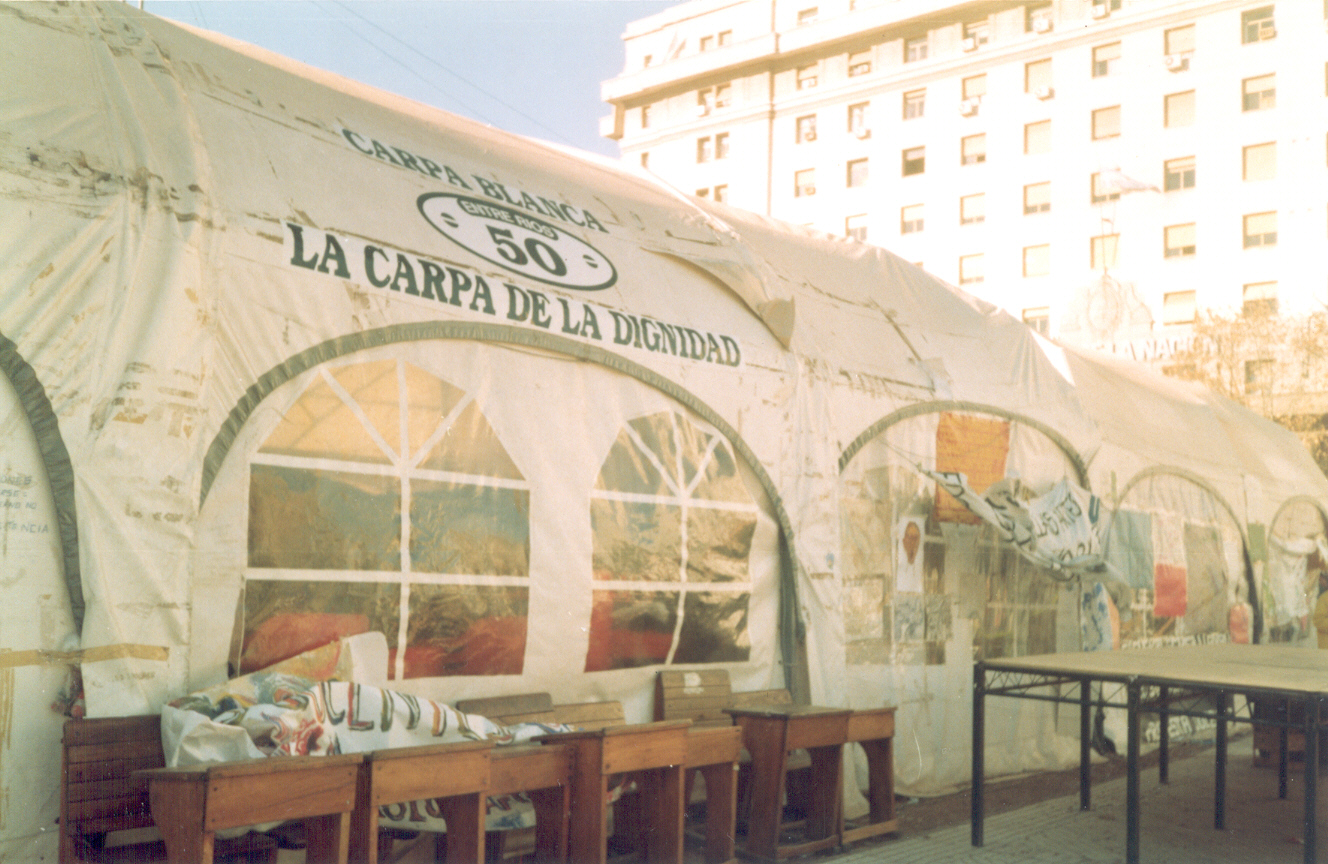
En 1997 Spinetta visitó dos veces la histórica Carpa Blanca de los maestros en lucha contra la desfinanciación de la educación pública, que Spinetta definía como una expresión del "suicidio nacional". En 2006, Spinetta recibiría del sindicato docente, con otras personas, el nombramiento como "Maestro de vida".

En ese "desierto" Spinetta decidió "regresar al inicio", formando un power trio con Daniel Tuerto Wirtz (batería) y Marcelo Torres (bajo), al que bautizó Spinetta y los Socios del Desierto. La música de Spinetta en este período vuelve a sus raíces roqueras, sin abandonar las sutilezas melódicas y líricas desarrolladas en los años anteriores. El cancionero estará integrado por rocks frontales, duros, ásperos y potentes, "furibundo" en ocasiones, que el propio Spinetta describió como un "aserradero sinfónico". Muchas veces con letras directas que reflejan su rechazo radical de los valores y comportamientos que caracterizaron la década de 1990: el consumismo, el egoísmo, el mercantilismo, las guerras, la farándula, la fama, la corrupción, la destrucción del medio ambiente, la exclusión social... Pero por sobre todas las cosas, Los Socios del Desierto ejecutaron una música visceral, en la que Spinetta puso el cuerpo como cantante y como guitarrista.
Los Socios fue la banda de Spinetta que más tiempo se mantuvo unida (seis años) y con la que mayor cantidad de temas inéditos grabó (58 canciones). Los ensayos comenzaron en abril de 1994, y el debut se produjo el 18 de noviembre en el Velódromo de Buenos Aires. En 1995 realizaron una minigira nacional, tocaron en Santiago de Chile y dieron un recital en el teatro Ópera de Buenos Aires, que fue considerado el Mejor Show del Año, según las encuestas. "La crítica cayó a sus pies y los fans quedaron extasiados ante una propuesta que les recordaba momentos de Pescado Rabioso e Invisible".
En la segunda mitad del año grabaron un disco doble en el estudio La Diosa Salvaje. Pese a su trayectoria y los éxitos de público, las empresas discográficas se negaron a editar el disco, con el argumento de que no había "mercado" para esa música y que el dinero que pedía era excesivo. Simultáneamente, Spinetta tuvo otro choque con el Establishment, cuando fue perseguido por las revistas sobre la farándula, en momentos que comenzaba a salir con Carolina Peleritti y en una de esas "cacerías" apareció con un cartel colgado al cuello que decía "Leer basura daña la salud; lea libros", obligando así a los fotógrafos a publicar ese mensaje.
En 1996 Los Socios realizaron dos recitales abiertos en Buenos Aires, con decenas de miles de asistentes: el 9 de marzo en Palermo (Figueroa Alcorta y Dorrego) y el 22 de septiembre en el Parque Chacabuco, para el cierre de la II Bienal Joven.
El año 1997 se inició con otro recital multitudinario realizado el 4 de enero en la Plaza de las Naciones Unidas en Buenos Aires, donde reunió cien mil personas.
El 30 de abril, luego de dos años de peleas con las compañías discográficas, Spinetta y los Socios del Desierto finalmente pudieron editar su primer disco, un álbum doble, titulado simplemente Spinetta y los Socios del Desierto, con temas y un estilo frontal que expresaban el descontento con los profundos cambios sociales que estaban sucediendo en la década de 1990. La primera edición del álbum se agotó en una semana, siendo elegido como el mejor Disco de Rock del Año, y de lo que llevaba de la década. Pese a ello, el disco fue descatalogado por el sello, haciendo que sea una de las obras menos conocidas de Spinetta, aun cuando el álbum ha sido considerado como una de las cumbres de su obra. Entre las canciones destacadas del álbum se encuentran temas de crítica social, como «Cheques», «Jardín de gente», «Nasty People» y «Cuenta en el sol» ("este mundo de locos y fascistas"), y temas de amor en los que expresa dudas y temores, como «Jazmín» y «Mi sueño de hoy» ("Un sueño de luz como un amanecer ¿cuándo pasará al olvido?"). Ese año, el programa Bla Bla Bla de MTV, durante la preparación de su recital unplugged, le realiza una de las escasas entrevistas concedidas en esa década, en la que Spinetta expone su desprecio por la farándula y la mercantilización del arte y la vida; como síntesis final de la entrevista la MTV edita una frase del músico:

No vamos a poder hacer un solo show en Latinoamérica si sigo hablando así.
Luis Alberto Spinetta, 1997

Varios críticos musicales pusieron de relieve la ausencia de Spinetta del mercado latinoamericano, justamente en un momento que explotaba el "rock latino" de la mano de bandas argentinas y mexicanas como Soda Stereo, Los Fabulosos Cadillacs, Café Tacvba, Caifanes y el propio dúo  de Dante Spinetta, Illya Kuryaki and the Valderramas. En 1998 un periodista caribeño le preguntó las razones de su ausencia en América Latina y el músico explicó que existía una decisión de los principales sellos discográficos en ese sentido:

Por un prejuicio con el cual no estoy de acuerdo, los productores internacionales de sellos importantes se refirieron a mi material como «Spinetta es muy increíble, pero su forma de expresión es muy argentina, muy intelectual, no va con el mercado mexicano», por ejemplo. Lo cual es ridículo...
Luis Alberto Spinetta

El 11 de julio Los Socios se presentaron en el Estadio Monumental de Chile y el 30 de julio Spinetta se solidarizó con los maestros en lucha, visitando la Carpa Blanca que habían instalado frente al Congreso, donde cantó "Los libros de la buena memoria" y "Barro tal vez", cambiándole breve pero significativamente la letra («ya me estoy volviendo canción, maestro tal vez») y se solidarizó con el objetivo final de "una educación justa".

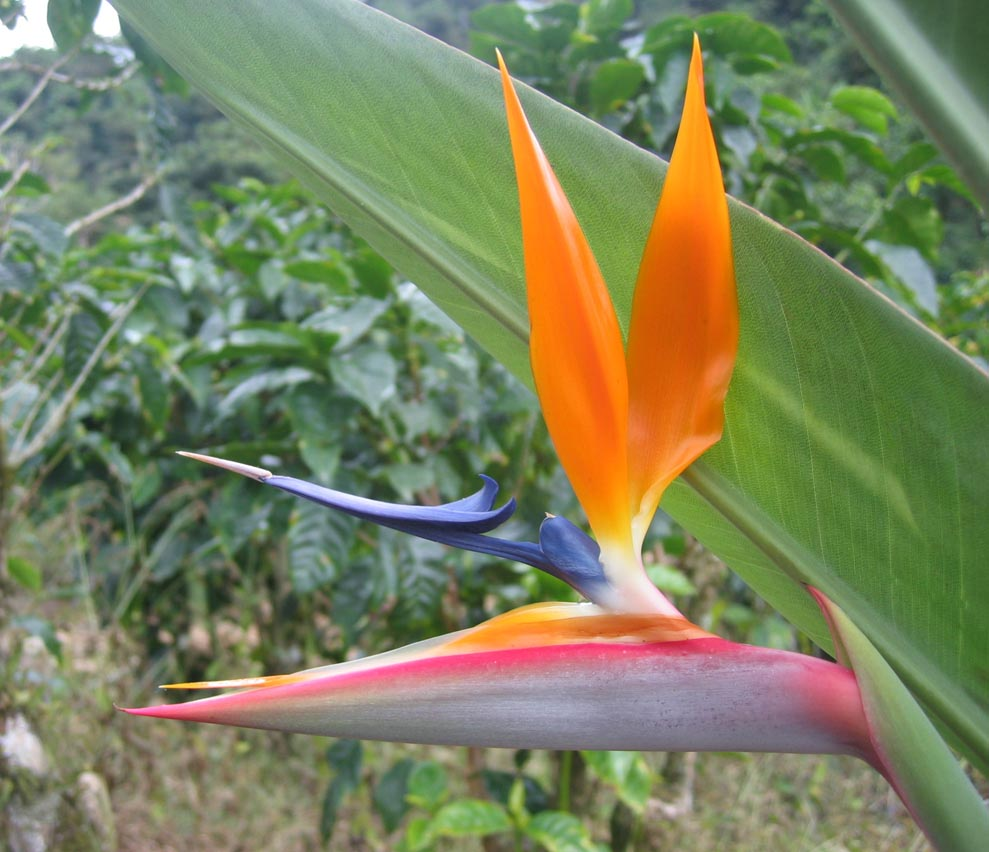
La estrelicia (strelitzia) es una colorida flor africana que Spinetta tomó para titular el álbum del recital unplugged en la MTV.

El 29 de octubre de 1997 MTV Unplugged transmitió el recital realizado por Spinetta sintetizando una obra de casi 30 años, acompañado por los Socios del Desierto, el Mono Fontana, Rodolfo García, Nico Cota, Rodolfo García y Carlos Franzetti, este último dirigiendo la Orquesta de Cuerdas de Miami, en dos emotivas versiones sinfónicas de "Laura va" y "Jazmín". El unplugged de Spinetta tuvo la peculiaridad de no incluir los hits clásicos del músico argentino y durar una hora y media, en lugar de la hora de duración del programa estándar. Parte del concierto fue grabado en un CD titulado Estrelicia (MTV Unplugged), en el que Spinetta incluyó trece de los dieciocho temas de la transmisión extendida del recital y un tema de cierre, "Garopaba", compuesto junto a Dylan Martí que también se sumó a la banda en la interpretación y que el canal había excluido. Las seis canciones inéditas fueron "Tu nombre sobre mi nombre", "Tú vendrás a juntar mis días", "Fuji", "Tía Amanda", "Garopaba" y "La miel en tu ventana", esta última compuesta en 1969.
El 10 de diciembre de ese mismo año participó en el MaestRock 1997, un festival de rock en solidaridad con los docentes en lucha realizado frente a la Carpa Blanca, donde cantó "Era de uranio", "La montaña", "Tu nombre sobre mi nombre", "Amarilla flor" y "Laura va".

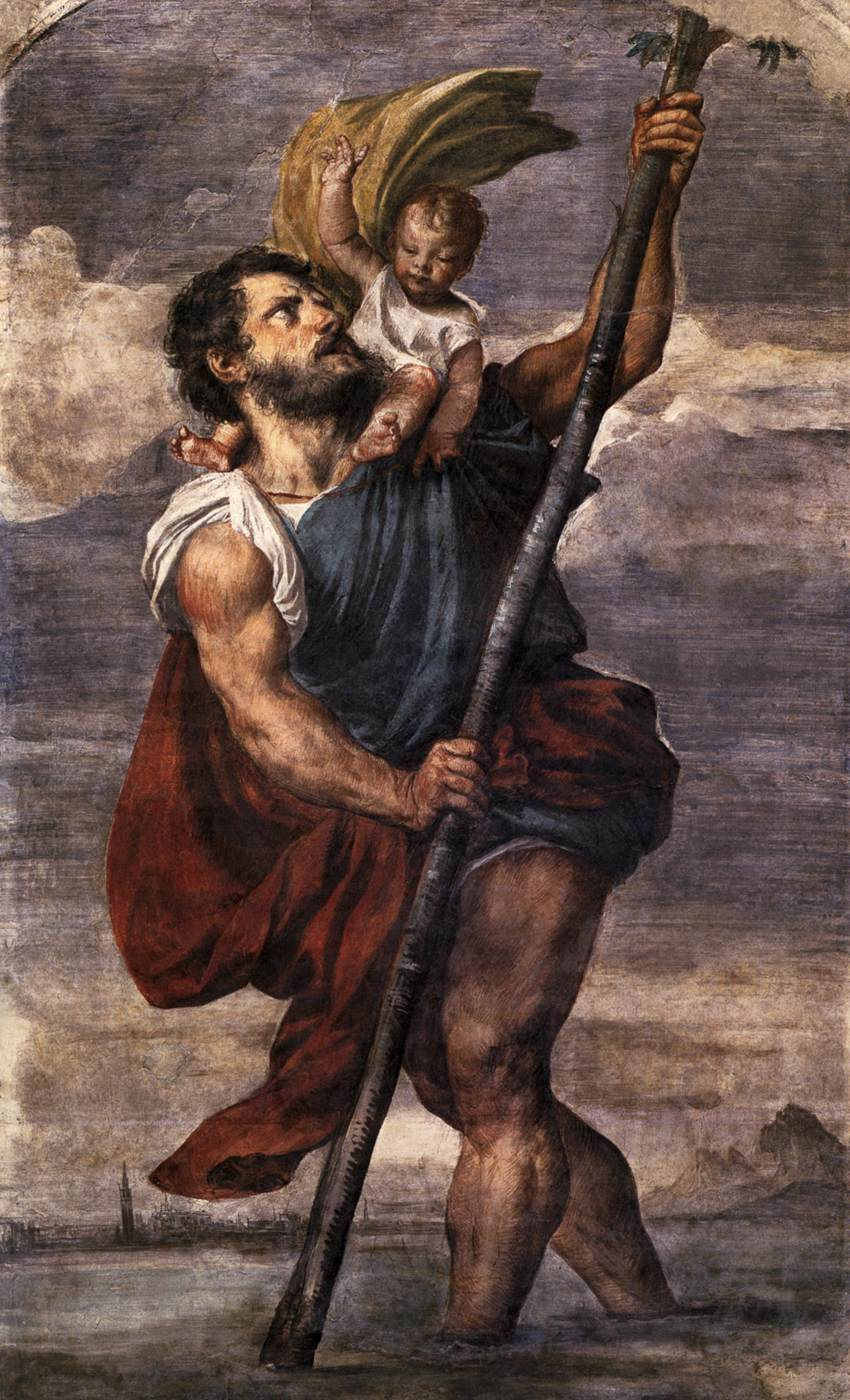
San Cristóforo, nombre italiano de San Cristóbal, santo protector de los viajeros y automovilistas, fue el nombre elegido con algo de humor por Spinetta, para el furioso tercer álbum de Los Socios del Desierto.

En 1998 Los Socios grabaron el álbum en vivo San Cristóforo, el disco de rock más duro que realizara Spinetta en su carrera, una suerte de revancha del Unplugged grabado el año anterior, definido con una advertencia: "¡amantes de lo acústico, abstenerse!" Contiene cinco temas nuevos y versiones heavy de canciones clásicas, entre las que se destaca la de "Ana no duerme".
En 1999 la banda grabó su cuarto álbum, Los ojos. A mediados de año finalizaba su relación sentimental con Carolina Peleritti y a fines de ese año, coincidiendo con el fin de las dos presidencias de Carlos Menem, Spinetta decidió dar por concluida la experiencia de los Socios del Desierto, que realizó su última actuación en el estadio Chateau Carreras de Córdoba, el 26 de noviembre de 1999.

### 2000-2009: Solista en elSigloXXI

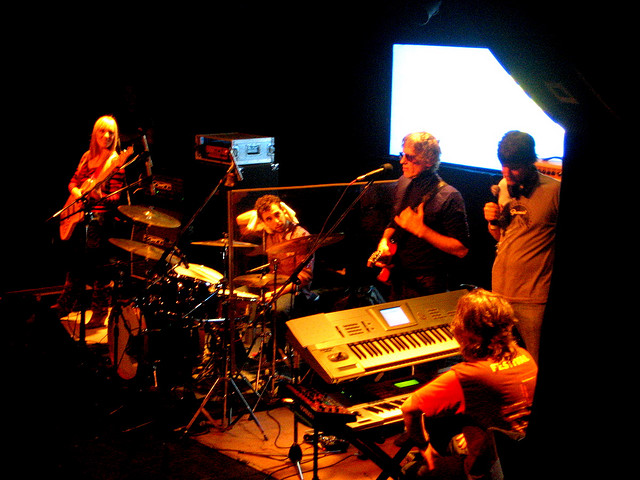
Spinetta en La Trastienda (Buenos Aires, 2007), con la última formación de su banda entre 2005-2011: Nerina Nicotra en bajo, Sergio Verdinelli en batería y Claudio Cardone en teclados.

Silver Sorgo (2001) significó el regreso de Spinetta al estudio, después de años de silencio y varias recopilaciones. Contiene 12 temas que comenzó a componer en 1998 (Cine de atrás). Este material fue presentado en vivo, a fin de año, y registrado en vivo para el disco Argentina Sorgo Films Presenta: Spinetta Obras (2002).

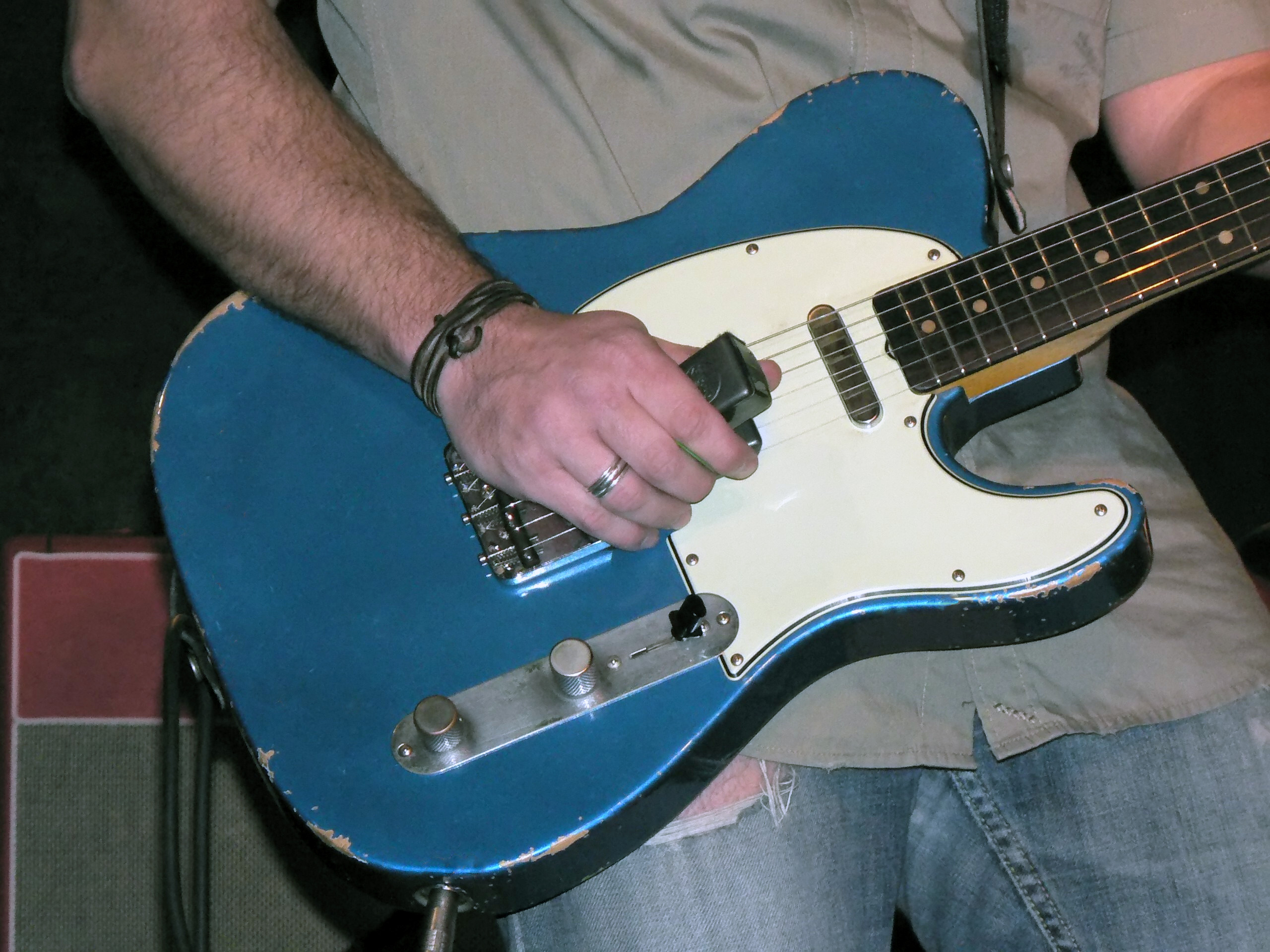
Una Fender Telecaster azul y blanca como esta fue usada por Spinetta para tocar en 2005 en la Casa Rosada. En 2011 Luis Alberto la dejó en la habitación donde convalecía Gustavo Cerati para que lo acompañara.

El 26 de agosto de 2002 realizó su primer concierto en el teatro Colón de Buenos Aires, acompañado por Claudio Cardone, Javier Malosetti y el Mono Fontana, como cierre del V Festival Internacional de Música de Buenos Aires. Interpretó 19 temas que recorren toda su vida musical hasta ese momento.
Con Para los árboles (2003), Spinetta vuelve utilizar como recurso la preponderancia de los teclados y los pasajes instrumentales y, a su vez, coquetea con lo electrónico, para homenajear a las bellezas de la Naturaleza más allá de la mirada humana.
En 2004 realizó una gira por España que repitió en 2006. Así mismo, realizó su primera y única visita Colombia, dando dos conciertos en Bogotá, el último de ellos en el festival Rock al Parque frente a aproximadamente 150.000 personas. A finales de 2004 lanzó Camalotus, un EP de cuatro temas, que fue presentado en un minirecital en la FM Rock & Pop (radio de Argentina). Está compuesto por tres creaciones inéditas ―«Crisantemo» (de la película Flores de septiembre), «Buenos Aires alma de piedra» y «Nelly, no me mientas»― y un remix de «Agua de la miseria», primer corte del álbum de 2003 Para los árboles, a cargo de Rafael Aracaute. A principios de 2005, salió una edición especial del mismo EP que viene con un DVD con los videoclips «Correr frente a ti», «El enemigo» y «Tonta luz», dirigidos por Eduardo Martí.
En julio de 2004 Nerina Nicotra reemplazó a Malosetti en el bajo, y en mayo de 2005 ingresó Sergio Verdinelli, para iniciar un reemplazo progresivo del baterista Daniel Wirtz ―quien se hallaba afectado por un cáncer que la causaría la muerte a comienzos de 2008―, quedando así conformada la última banda de Spinetta, junto a él mismo y Claudio Cardone en teclados.
En 2006, editó Pan, en el que resaltan especialmente los teclados, ejecutados por Claudio Cardone. La banda se completó con Nerina Nicotra y Sergio Verdinelli. El 4 de marzo de 2005 fue invitado para dar un recital en la Casa Rosada, en el que se presentó con una guitarra eléctrica celeste y blanca. En esa oportunidad eligió para iniciar el recital la zamba "Nueva luna (mundo arjo)", compuesta en 1983, el año en que se reconquistó la democracia y que nunca fue grabada. Spinetta definió a la canción como "la Argentina para mí":

Vamos con una zamba, "Nueva Luna (mundo arjo)", la Argentina para mí. Este tema representa nuestro país. La letra dice: "tengo miedo de que el sol nos caiga". El sol, que se venga abajo, que nos ocupe todo el lugar. Este es nuestro jardín y debemos defenderlo. Es lo único que sé.
Luis Alberto Spinetta, Casa Rosada, 2005.

El 19 de octubre de 2006 realizó su segundo recital en el Teatro Colón de Buenos Aires, que dedicó a los nueve jóvenes y la profesora del Colegio Ecos fallecidos once días atrás en un accidente de tránsito. Spinetta realizó una versión sinfónica de trece temas, acompañado por la Orquesta Académica dirigida por Carlos Calleja: "Bosnia", "A Starosta, el idiota", "Tonta luz", "Durazno sangrando", "Ella también", "Maribel se durmió", "El anillo del capitán Beto", "Ekathé", "Amarilla flor", "Canción de amor para Olga", "Águila de trueno", "Parlante" y "Prométeme paraíso" de su hijo Dante. De este concierto no se editó ningún disco.
En 2008, lanzó su último álbum Un mañana. La placa fue grabada junto a su última banda y contó con la participación de los guitarristas Sartén Asaresi, Baltasar Comotto y Nicolás Ibarburu.

Nunca experimenté de ésta manera el respeto por la vida, y nunca me importó tanto la música y la lírica (...)
Luis Alberto Spinetta

Ese mismo año tocó por primera y única vez en México, en el Anthropology Live Music Club Polanco, en el Distrito Federal.

### 2009-2012: Últimos años

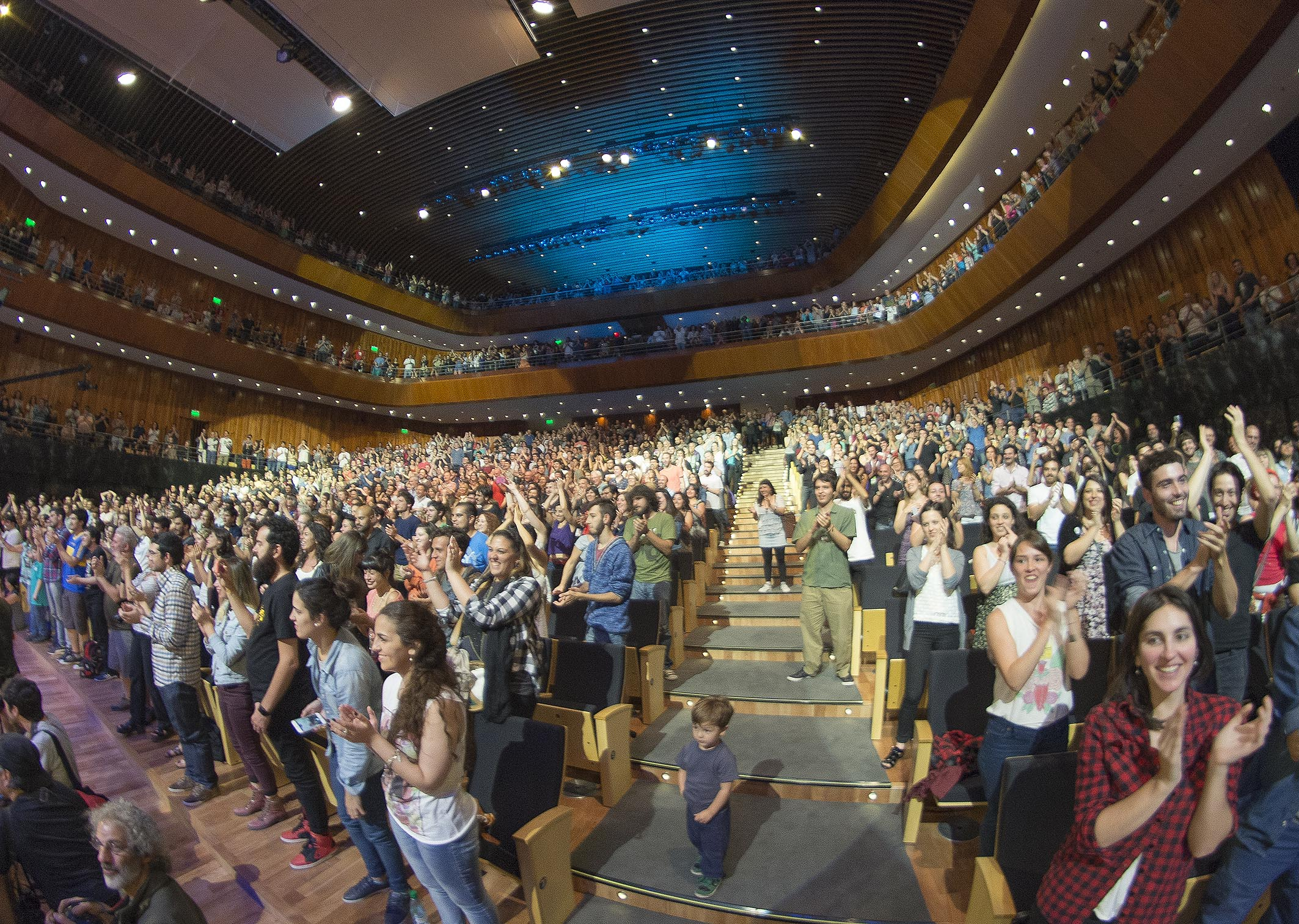
Homenaje a Spinetta ("Tu vuelo al fin") en la sala La Ballena Azul del Centro Cultural Néstor Kirchner en 2015.

Conmovido por el accidente de tránsito fatal de los niños del Colegio Ecos, hacia 2006, en sus últimas apariciones públicas trató de llevar mensajes de concientización a la sociedad sobre la responsabilidad de los ciudadanos al conducir.
El 23 de octubre de 2009, apareció como invitado para el recital del regreso de Charly García (Recital que posteriormente pasaría a llamarse «Subacuático», ya que estuvo lloviendo durante casi todo el recital). Allí tocó junto a Charly el legendario tema Rezo por vos, compuesto por ambos para el proyecto Spinetta/García.
El 4 de diciembre de 2009, cerró el decenio con Spinetta y las Bandas Eternas, un gigantesco recital en el estadio Vélez Sarsfield de la Ciudad de Buenos Aires con una duración de más de cinco horas, en el que repasó toda su carrera acompañado de cada una de las bandas que lideró, además de contar con invitados como Fito Páez, Charly García, Ricardo Mollo, Juanse y Gustavo Cerati.
Beto Satragni, el 29 de diciembre escribió la siguiente carta abierta sobre el significado y las emociones que generó el concierto:

Hemos vivido quizás uno de los conciertos más impresionantes del rock argentino. Me siento muy conmovido de haber participado. La capacidad de trabajo de Luis en los ensayos previos, ensayos que empezaban a las dos de la tarde y terminaban a las diez, con un Spinetta cantando muchos de sus temas en la afinación original, algo imponente, casi sobrehumano, y un recital con muchos, creo casi 50 temas, temas de uno de los más grandes compositores de Sudamérica y el mundo me atrevería a decir. Un Spinetta que recordó a todo el mundo en su recital y que invitó a otros músicos a compartirlo con él. Una emoción constante que nos hizo llorar a muchos de los que hemos seguido de cerca sus bandas eternas... Grande Luigi! Admiradísmo hermano, Sos muy grande, agradezco haber pasado cerca de ti. Ahora… te encrustaste en mi vida con tu música y amistad para siempre. Te quiere y agradece eternamente, Hermano Beto.

Pocos meses después, fallecieron Beto Satragni y Diego Rapoport. El 4 de diciembre de 2010, a un año del histórico concierto, salió a la venta la grabación de, Spinetta y las Bandas Eternas, que incluye el concierto casi en su totalidad, tanto en audio como en DVD, más un libro de fotografías y un DVD con imágenes de los ensayos para el evento.
En 2010, compuso una canción acústica para el álbum Canciones de cuna de la Casa de la Cultura de la Calle, con letra de Luciano Nieto. El álbum sería lanzado posteriormente en febrero de 2011.
El 11 de diciembre de 2010, participó en el histórico Festival El Abrazo 2010 realizado en Santiago de Chile y que congregó a varios de los más importantes exponentes de la historia del rock chileno y argentino.
El 2 de febrero de 2011, se presentó en el festival Cosquín Rock con una nueva alineación en su banda (volviendo a formarse un quinteto), que resultaría la última: se mantienen Claudio Cardone en teclados y Sergio Verdinelli en batería, y se incorporan de manera definitiva Baltasar Comotto en guitarra y el bajista Matías Méndez en reemplazo de Nerina Nicotra quien dejó definitivamente el grupo para dedicarse a su maternidad. Esta formación había sido presentada anteriormente, pero en este recital se convirtió en definitiva.
El sábado 16 de abril del 2011 realizó un recital en Sociedad Hebraica en el marco de los 85 años de la institución. En el mismo presentó a Vera que cantó Quedándote o Yéndote. Última presentación en CABA.
El 25 de mayo del 2011 realizó un recital en Bahía Blanca en Parque de mayo dentro del marco de los festejos por el aniversario del primer gobierno patrio. Última presentación en Argentina.
En 2012 graba junto a Amelita Baltar la canción Laura va, para el álbum de la cantante El nuevo rumbo. Cuenta Amelita lo siguiente: El día que llamé a Spinetta (Luis Alberto), creí que le agarraba un ataque, fue hace 6 o 7 años. Me dieron su celular, lo llamé y le dije: “¿Con Luis Alberto Spinetta, por favor?”. “Sí, soy yo, ¿quién habla?”. “Amelita Baltar”... “Ah sí, ¿qué tal? ¡Quién!”… No sé a quién le gritaba: “¡Me llama Amelita Baltar, me llama Amelita Baltar! Pero diosa, diosa mayor”. Y le digo: “No te pongas tan contento que te llamo para un pechazo”. “Ya te digo que sí, pedime lo que quieras que ya tenés el sí”. Y así fue. No quiso ni que fuera el remís a buscarlo, “pero voy en bicicleta, de rodillas el día que tenga que grabar”... Fue tanto el cariño y el amor. Y grabó “Laura va”.

## Fallecimiento

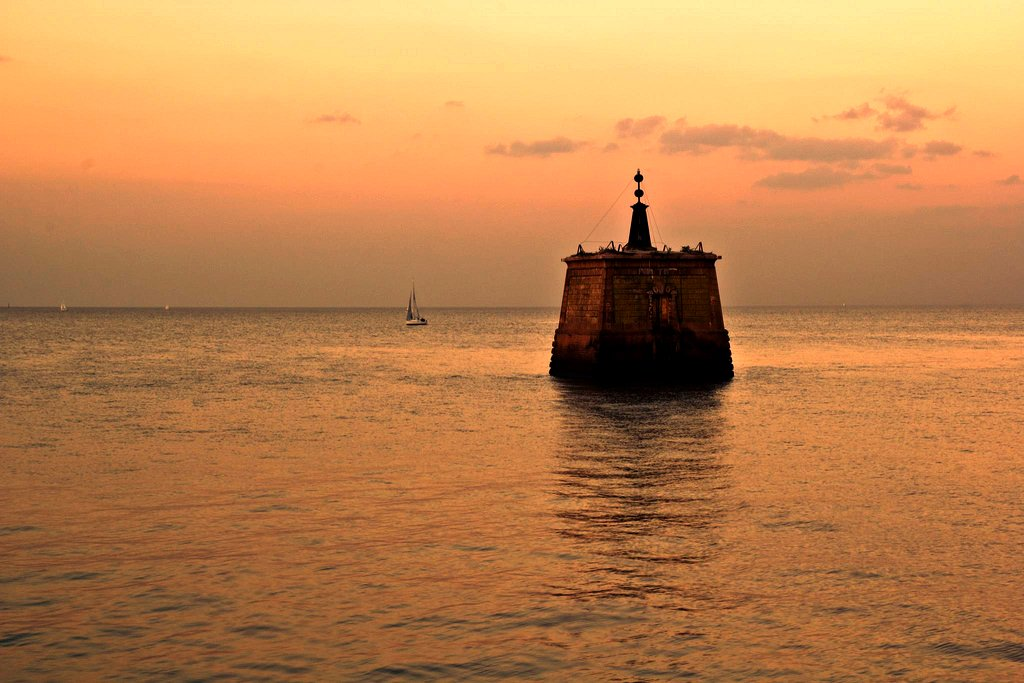
Las cenizas de Spinetta fueron arrojadas al Río de la Plata, en la Costanera Norte del Bajo Belgrano, barrio en el que había nacido. Ese día, su hijo Dante invitó por Twitter a los admiradores de su padre a despedirse de él "al lado del paseo de la memoria, acá en Costanera... paz". Inmediatamente después subió una foto similar a esta, diciendo: "Este es el lugar", 8 de febrero de 2012.

El viernes 23 de diciembre de 2011, el diario de espectáculos Muy, a pesar de la reserva que habían pedido los familiares de Spinetta, publicó en tapa el titular "El flaco Spinetta está muy grave", informando que padecía de cáncer abdominal en estado avanzado. Empujado por la publicación de Muy, al día siguiente, Spinetta, a través de la cuenta de Twitter de su hijo Dante, publicó el siguiente texto, informando que padecía cáncer de pulmón y cuestionando a "los buitres de turno":

El Dante
dantespinetta

Carta de mi Papá Luis Alberto

Mi nombre es Luis Alberto Spinetta. Tengo 61 años y soy músico. Desde el mes de julio sé que tengo cáncer de pulmón. Estoy muy cuidado por una familia amorosa, por los amigos del alma, y por los mejores médicos que tenemos en el país. Ante el aluvión de información inexacta, quiero aclarar públicamente las condiciones de mi estado de salud. Me encuentro muy bien, en pleno tratamiento hacia una curación definitiva. Quiero agradecer a todos por la buena onda que he recibido, y pedirles que no paniqueen, y no tomen en cuenta las noticias que han generado los buitres de turno. No tengo ninguna red social, ni Twitter, ni Facebook, etc, por lo tanto todo lo que lean al respecto es falso. Pertenezco a Conduciendo a Conciencia, y les recuerdo que ahora en las fiestas, si van a conducir no deben beber. Gracias. Los quiero mucho. Felices Fiestas. Luis.

El tratamiento en los medios de la enfermedad de Spinetta dio lugar a un fuerte debate público sobre la ética periodística y la violación del derecho a la intimidad. Luego de una operación de urgencia por divertículos en el estómago, permaneció internado durante enero de 2012. El debilitamiento resultado de la intervención, combinado con el desgaste físico provocado por el tratamiento contra el cáncer, derivaron en su fallecimiento el 8 de febrero.
Según fuentes del círculo íntimo de la familia, Spinetta murió en su casa, rodeado de sus cuatro hijos, quienes el día 15 de febrero publicaron en Twitter:

Este es el lugar, los que quieran traerle una flor y despedirse de nuestro papá, lo pueden hacer al lado del Paseo de la Memoria, acá en la Costanera... Paz.

El mensaje fue acompañado por una foto del lugar y lleva la firma de los cuatro hijos, quienes arrojaron juntos sus cenizas al Río de la Plata, muy cerca de donde había nacido.
Spinetta fue desde muy joven un fumador compulsivo y la asociación del tabaquismo y el cáncer de pulmón que causó su muerte, también fue objeto de debate público.
Meses después Javier Malosetti, exbajista y amigo de "el flaco", compartió una foto de una lámina en la que se observa la última poesía que escribió Luis Alberto:

Nací, como nace un capullo, como nacemos todos
junto al amor de los míos, que me dieron el sentido y el cuidado
crecí día a día, como lo hemos hecho todos y al abrigo del hogar
fui empezando a entender, por momentos jugando
vi a las cosas perfectas, y el mundo, infinito
ahora comprendo que el infinito no ha cambiado
está presente cuando miramos al cielo los que lo amamos.
Luis Alberto Spinetta

## Obras póstumas

### Los amigo: primer póstumo
En noviembre de 2015, se lanzó un álbum póstumo de estudio llamado Los Amigo, que consiste en grabaciones que fueron registradas en marzo de 2011 junto con sus amigos Daniel Ferrón y Rodolfo García en el bajo y la batería, respectivamente. Antes de su lanzamiento, a este se le sumaron teclados y orquestación por parte del Mono Fontana y Claudio Cardone junto con la Orquesta Kashmir. Esta es la última grabación de estudio hecha por Spinetta.
El álbum fue un éxito y se ubicó primero en ventas en Argentina.

### Ya no mires atrás: segundo álbum póstumo
El 23 de enero de 2020 en conmemoración a los 70 años del nacimiento de Spinetta, se publicó el segundo álbum póstumo llamado Ya no mires atrás,  que cuenta con 7 canciones grabadas por Luis durante 2008 y 2009. 
Después de diez años, la familia del músico encontró el material entero en un pendrive y decidió terminar de producirlo. El arte de tapa es un dibujo realizado digitalmente por el mismo Luis en la misma época y los músicos que grabaron fueron Claudio Cardone, Nerina Nicotra, Sergio Verdinelli, Mono Fontana y Alejandro Franov.

### Obra inédita
Sus hijos, Catarina y Dante, han dado a conocer que Spinetta tenía al momento de fallecer, una extensa obra inédita, y que es su deseo ir publicando pausadamente:

Encontré hasta dibujos en servilletas en el medio de otras cosas que no eran para guardar. Tuve que hacer una limpieza profundísima. (Catarina Spinetta)

Hay mucha data, muchas cosas en vivo que son increíbles. Grabaciones en cinta, en digital, de distintas épocas. No solamente música, también hay material poético, muchos dibujos. Queremos ir sacando, de a poco, algo de todo eso que forma parte de su gran archivo. (Dante Spinetta)

## Homenajes y relecturas

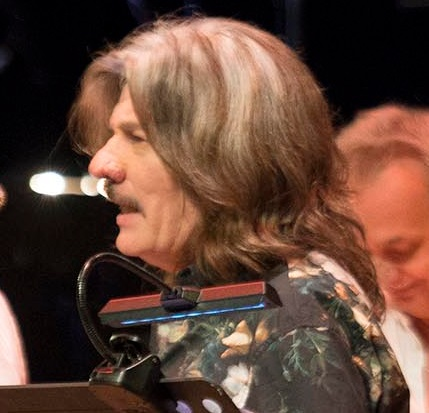
Carlos Alberto "Machi" Rufino en el homenaje “Spinetta: Tu vuelo al fin”, el 21 de noviembre de 2015

Luego de la muerte de Spinetta se inició un movimiento de revaloración y recuperación de la obra de Spinetta mediante exposiciones, homenajes y obras musicales y audiovisuales.
En 2012 la Biblioteca Nacional organizó una exhibición titulada Los libros de la buena memoria, exponiendo material gráfico inédito de Spinetta y con la actuación de músicos que compartieron la obra spinetteana. En 2014 se realizó el espectáculo homenaje "Spinetta, tu vuelo al fin" en el Centro Cultural Néstor Kirchner y en 2015 otro en Tecnópolis, titulado "Spinetta y el lenguaje del cielo".
En 2014 se lanzó un álbum triple titulado Raíz Spinetta Versiones Folklóricas, que reúne 54 canciones de Spinetta interpretadas en ritmos folklóricos. El proyecto fue gestado por el músico Néstor Díaz y fue ejecutado por destacados cantantes y músicos, como Teresa Parodi ("Plegaria para un niño dormido"), Juan Carlos Baglietto ("En una lejana playa del animus"), Sandra Mihanovich ("Durazno sangrando"), Suna Rocha ("Y aparece tu pìel"), Jorge Cumbo ("Ella también"), León Gieco ("Todas las hojas son del viento"), Liliana Herrero ("Bagualerita"), Bruno Arias ("Bajan"), Rubén Goldín ("Todos esos años de gente"), Mavi Díaz ("Laura va"). El proyecto incluye también la participación de músicos que formaron parte de las bandas spinetteanas, como Lito Vitale ("Jade"), Machi Rufino ("Enero del último día"), Leo Sujatovich ("Vida Siempre"), Rodolfo Mederos ("Para Valen"), Guillermo Arrom ("Siempre en la pared"), Juan del Barrio ("Dale gracias") y Grace Cosceri ("Asilo en tu corazón").
En 2015 la Fundación Konex le otorgó el Premio Konex de Honor como personalidad destacada ya fallecida de la Música Popular Argentina.
El 29 de septiembre de 2019 el canal National Geographic estrenó el tercer capítulo de la serie “BIOS. Vidas que marcaron la tuya”, un documental basado en la vida y obra del artista.
En 2019 dos especies biológicas son dedicadas a su memoria: Sarcofahrtiopsis spinetta (Diptera) y Aluis spinettai (Bryozoa).
El 23 de enero de 2020, el motor de búsqueda de Google dedica un Doodle en la página principal con el motivo de 70.º cumpleaños de su nacimiento.
En 2022 se lanzó el álbum "Spinettango" que reúne 11 obras de Spinetta reinterpretadas al tango por la agrupación Los Altiyeros formada por Damian Torres quinteto y Santiago Muñiz cantor, el proyecto fue producido por Hernan "Don Camel" Sforzini y cuenta con invitados especiales como Litto Nebbia en ("Muchacha" (ojos de papel), Melingo en ("Cementerio Club"), Mimi Maura en ("Durazno Sangrando"), la legendaria murga uruguaya Falta y Resto en ("Bajan"). El álbum también incluye una versión de ("Gricel"), aquel tango que Spinetta y Fito Páez interpretaron en el álbum La La La.

## Instrumentos de trabajo

### Etapa como guitarrista
Como instrumentista Spinetta se destacó como guitarrista. En 2012 fue considerado por la edición argentina de la revista Rolling Stone, como el cuarto mejor guitarrista de la historia del rock argentino. El propio Spinetta definía su estilo como "«tangueroso», principalmente en los solos", y su hijo Dante lo describió del siguiente modo:

Él siempre escuchó Hendrix, pero tenía influencias que iban más allá de los guitarristas: Bill Evans, Miles Davis. Quizás esas influencias de armonías más jazzeras mezcladas con los Beatles y su tango, su Buenos Aires, generaron ese sonido tan propio que tiene. Su guitarra era como su lírica, también. Mi viejo fue un autodidacta fuera de serie: no sabía qué estaba tocando en cuanto a acordes o partituras (algo que heredó de su padre, Luis Santiago, guitarrista y cantor de tangos). Por eso su forma de tocar la guitarra es única en el mundo.

Nunca se apegó a una guitarra. Cuando se aburría, las cambiaba o las vendía: iba en busca de la perfección y tenía el ojo del águila para elegir el instrumento ideal. Creía que las notas son energía; y la combinación de las notas, alquimia. Y él fue uno de los grandes magos.

Muchas de sus canciones, como "Post-crucifixión" o "Suspensión", tienen riffs épicos. Pero mi viejo era un excelente guitarrista rítmico. Las guitarras rítmicas que hacía mientras cantaba son increíblemente difíciles de tocar. Por eso pienso que, muchas veces, los mejores violeros son los que hacen una canción hermosa. Y ahí es donde mi viejo les gana a todos.
Dante Spinetta

En la etapa de Almendra, Spinetta se había desarrollado como guitarrista rítmico; algunas de sus canciones, entre ellas, «A estos hombres tristes» y «Ana no duerme» ya estaban dotadas de modulaciones que cambiaban de tonalidad constantemente. Ya para 1972 acabaría tomando el rol de guitarrista líder en Pescado Rabioso inspirado por la habilidad de Pappo, con quien habría tocado en su primer álbum solista, a pesar de que siempre se haya considerado un "guitarrista torpe" debido a que no se consideraba muy técnico. A fines de la década de los 70's se vería influenciado por la música del guitarrista de jazz fusión John McLaughlin lo que lo llevaría a cambiar su estilo al hacer solos y a componer canciones con armonías más complejas y acordes con más alteraciones marcando su influencia por la música Jazz en el resto de su discografía. El efecto Chorus acompañaría al sonido de su guitarra rítmica desde la publicación de Los niños que escriben en el cielo (1981) en adelante.
Guitarras
- Epiphone Emperor Swingster Hollowbody
- Gibson BB King Lucille
- Gibson SG
- Gibson: ES-345
- Gibson Les Paul Custom
- Gretsch G6122
- Fender Telecaster
- Fender Telecaster Deluxe
- Fender Stratocaster
- Fender Jazzmaster
- Hagström F-300
- Fender Telecaster
- Fernandes R8 Stratocaster
- Pensa Stratocaster Custom
- Steinberger GL2
- Roland G-505
- Yamaha Pacifica
- Yamaha APX700N

Amplificadores
- Combo Bogner Shiva 2x12
- Bogner Shiva

## Legado
Concepción artística
Spinetta buscó desarrollar su obra sin caer en el "showbiz", la búsqueda del éxito y la "falsa idolatría" promovida por los medios de comunicación.

Nunca le vendería mi música a Knorr Suiza para hacer una propaganda, ni a Quilmes, ni a nada. Yo no le quiero vender nada a la gente, ni mi música. ¿Encima les voy a vender una Coca-Cola? Yo adoro la Coca Cola, pero la Coca-Cola es para tomar, no para que yo la publicite.
Luis Alberto Spinetta, 2001

Aspectos de su personalidad
Una de las grandes pasiones de Spinetta era cocinar, que funcionaba en su vida como un mecanismo de equilibrio, de contrabalance de su actividad artística:

Pregunta: ¿Y qué hacés cuando no hacés nada?

Spinetta: Hago pan, hago pizza, preparo una comida tailandesa o mexicana… Me encanta cocinar, gran desenchufe. El intelecto está aplicado a un lugar tan diferente… Cocinar contrabalancea la angustia del que pronto se va a meter con algo arduo, porque recibe una voz desde adentro. Y entonces ahí ya no hay otra que tirarse sobre un papel, a sentar poesía, frases aisladas?... Hay que hacer pan y hay que hacer canciones. Porque si viviera todo el tiempo haciendo poesía, música, me consumiría.
Luis Alberto Spinetta

Spinetta era un apasionado del fútbol e hincha del equipo River Plate y en algunas de sus canciones, como "El anillo del Capitán Beto" o "La bengala perdida", transmitió esa pasión. Disfrutaba del fútbol -y del deporte en general- como un arte solo superable por él mismo tocando en un escenario:

(El fútbol) es un arte mayor. El murmullo del público, la cancha, la gente, la pelota, los jugadores, todo eso solamente es superado para mí por un escenario. El buen fútbol, el fútbol bien jugado, es un regocijo y representa una manera de expresarse, la armonía del cuerpo, la manera de encarar el espacio. Soy muy respetuoso de los jugadores que están ahí ganándose el pan en una cancha, por eso me hacen mal algunas actitudes, por ejemplo cuando la gente los insulta. Recuerdo que durante el Mundial del ’78 un espectador a mi lado lo insultaba a Luque. Y el pobre Luque estaba ahí matándose con un hermano muerto, el brazo y la nariz rota. Sentía una indignación que me dieron ganas de llorar, una indignación en el fondo de mi ser.
Pregunta: ¿Cuál es el gol del músico?
Que la gente disfrute un tema como un gol adentro del alma, que le llegue. Aunque creo que el del fútbol porque nadie puede llegar a su casa y decir: “Vieja, ¡qué bronca!, nos hicieron un gol sobre la hora”.
Luis Alberto Spinetta

Una de sus notables características fue mantener siempre un bajo perfil. En los conciertos solía tomarse su tiempo para dar mensajes o dialogar con su público, y siempre se lo destacó por su sencillez y humildad con la que se mostraba ante la gente.

Pregunta del público en un show: (...) hablando de la paz (...) ¿Te pondrías la camiseta de Boca?

Spinetta: Mirá si fuera por la paz del mundo sacrifico la Fender lo que sea... Y te juro que me pongo la de Boca. De River o de Boca. -Alguien del público responde negativamente a lo que Spinetta responde: ¡No ves! ¡Que reaccionario carajo! Tendrían que jugar un partido de fútbol con las camisetas invertidas ¡Para que entiendan que el color es una boludez que nos separa!
Luis Alberto Spinetta

Su diálogo y su escritura también se mostraban influenciados por su apego a la lectura, repasando la obra de escritores, pensadores y filósofos como Artaud, Freud, Nietzsche y Castaneda.
Spinetta también era un apasionado de los automóviles, especialmente de aquellos de diseño avanzado, algo que según dice en Martropía, le generaba contradicciones con su filosofía de vida contraria al consumismo y la destrucción ambiental. Durante el recital que realizara para MTV Unplugged, al finalizar la canción "Tu vendrás a juntar mis días" y presentar a la banda, se refiere a sí mismo diciendo "Luigi Villoresi", un expiloto italiano de Fórmula 1 fallecido ese mismo año.
Mención aparte, él era fanático del Doctor Tangalanga de quién aparte era amigo íntimo y, en las épocas en las que no era un personaje público, se dedicó a repartir grabaciones entre sus amigos músicos y de ahí se formó la cadena enorme de casetes clandestinos en la década de 1980.
Música y poesía
Para Spinetta música y poesía estaban íntimamente vinculadas y componían las dos facetas de su personalidad. En su etapa como solista, logró una sonoridad distintiva e inconfundible que sus seguidores afirman que se trata de "la poesía hecha canción". Su elección de timbres, efectos, acordes y melodías siempre estuvo caracterizada por este sello único que hizo, entre otros factores que sea llamado "El poeta del Rock".
Su proceso creativo partía de la música para dirigirse luego hacia la letra. «Yo primero agarro la guitarra... Es una felicidad tener una canción que todavía no dice nada». En su obra hay influencia de escritores, filósofos, pensadores, psicólogos, músicos y artistas plásticos como Rimbaud, Van Gogh, Artaud, Dalí, Escher, Lü Dongbin, Jung, Freud, Nietzsche, Foucault, Jean-François Millet, Yoko Ono, Deleuze, Sartre, Castaneda, Sor Juana Inés de la Cruz, Carl Sagan, John Lennon y Ludwig van Beethoven, así como de las culturas de los pueblos de Occidente y de Oriente.
Para él la música siempre estaba antes, pero cada tonada escondía una letra que debía ser encontrada.

Uno tiene que descubrir el texto que está escondido en esa línea melódica, tiene que poder arrimar. Son esas palabras y no otras.
Luis Alberto Spinetta

En la entrevista entre Gloria Guerrero y Pedro Aznar, realizada en la Exposición Luis Alberto Spinetta (2012), la periodista recuerda la negativa de LAS a explicar sus letras: 

Gloria Guerrero: A Luis nunca le gustó explicar las letras, te acordás aquello de "las uvas viejas de un amor en el placard" ¿Qué quiere decir Luis? "No te voy a explicar nunca" (respondía Luis), se ponía mal.
 

Pedro Aznar: (imitando la voz de Spinetta) ¡Que tengo un verdulero en el armario!

Por otra parte, Spinetta tenía una faceta poética despojada de la música. Él mismo ha dicho que existen «cuadernos y cuadernos llenos de poesías» escritas por él.
Spinetta también, llevaba una tácita enemistad con otros géneros musicales, entre sus declaraciones más antiguas está la frase "El punk no tendría que estar acá", haciendo referencia a bandas argentinas de los 80, como Los Violadores y otros. En el documental Spinetta, el video, ante la pregunta sobre si había protesta social en su música, señaló: 

Usar un lenguaje panfletario no tiene swing... ahí las canciones están basadas en las palabras y no en la música... si cuando vos tenés que decir "quiero que los gorilas me dejen vivir", tenés que componer una marcha, negro... eso no tiene ningún rock, ni tango, ni rumba, ni nada divertido.

Respecto a otros géneros de la música popular, como la cumbia, se refirió cuando fue consultado, en una entrevista para el Canal (á) (2002), sobre los resultados de una encuesta que lo ubicó como el músico más influyente de la Argentina: 

Ser el músico más influyente no significa nada... es muy relativo. A nadie le puede molestar que digan eso, también yo pienso, bueno, demostrámelo... Cuando hay gente que de golpe tenía como un concepto así "Almendriano" y empezó con eso y ahora hace... (Spinetta realiza con sus manos un gesto de guitarra y emite la onomatopeya chicu chicu)... es una cumbia... no sé, mucho no me debe escuchar, aflojó un poquito su entereza, se garcó y empezó a hacer otras cosas que no tienen el mismo calibre y ni piensa ni remotamente parecido a aquel que lo influyó, en este caso yo. La verdad es que no se nota que haya sido el más influyente... no me molestaría ser el menos influyente, porque son cosas para dorar la píldora y ya el hombre ya está más tranquilo.

## Valoración de álbumes y canciones
Álbumes
La revista Rolling Stone y la cadena MTV realizaron en 2007 una encuesta entre músicos y periodistas especializados, con el fin de determinar los mejores cien álbumes del rock argentino. Nueve álbumes realizados por Spinetta fueron incluidos en la lista, entre ellos el mejor:
| N° | Álbum                      | Banda                          | Año  | Posición |
| 1  | Artaud                     | Solista (como Pescado Rabioso) | 1973 | #1       |
| 2  | Almendra I                 | Almendra                       | 1969 | #6       |
| 3  | Pescado 2                  | Pescado Rabioso                | 1973 | #19      |
| 4  | Kamikaze                   | Solista                        | 1982 | #24      |
| 5  | El jardín de los presentes | Invisible                      | 1976 | #28      |
| 6  | Almendra II                | Almendra                       | 1970 | #40      |
| 7  | La La La                   | Junto a Fito Páez              | 1986 | #61      |
| 8  | Invisible                  | Invisible                      | 1974 | #65      |
| 9  | Bajo Belgrano              | Spinetta Jade                  | 1983 | #69      |

Con posterioridad a la elaboración de la lista, Spinetta obtuvo en 2009 el Premio Gardel de Oro, por su álbum Un mañana.
Canciones
Para valorar las canciones del rock argentino se han realizado dos grandes sondeos, uno dirigido por la revista Rolling Stone y la cadena MTV y el otro por el sitio rock.com.ar. Entre ambas listas se incluyen diez canciones de Spinetta, de las cuales cinco corresponden a la revista Rolling Stone (entre ellas la segunda mejor) y siete al sitio rock.com.ar (incluyendo la segunda mejor). Solo dos canciones se repiten en ambas listas, «Muchacha (ojos de papel)» y «El anillo del Capitán Beto».
| N° | Canción                            | Álbum                      | Año  | Banda                          | Rolling Stone | rock.com.ar |
| 1  | «Muchacha (ojos de papel)»         | Almendra I                 | 1969 | Almendra                       | #2            | #2          |
| 2  | «Cantata de puentes amarillos»     | Artaud                     | 1973 | Solista (como Pescado Rabioso) |               | #16         |
| 3  | «Seguir viviendo sin tu amor»      | Pelusón of milk            | 1991 | Solista                        | #33           |             |
| 4  | «El anillo del Capitán Beto»       | El jardín de los presentes | 1976 | Invisible                      | #52           | #66         |
| 5  | «Rutas argentinas»                 | Almendra II                | 1970 | Almendra                       |               | #52         |
| 6  | «Me gusta ese tajo»                | Sencillo                   | 1973 | Pescado Rabioso                | #57           |             |
| 7  | «El monstruo de la laguna»         | Desatormentándonos         | 1972 | Pescado Rabioso                |               | #61         |
| 8  | «Canción para los días de la vida» | A 18' del sol              | 1977 | Solista                        |               | #68         |
| 9  | «Resumen porteño»                  | Bajo Belgrano              | 1983 | Spinetta Jade                  |               | #70         |
| 10 | «Maribel se durmió»                | Bajo Belgrano              | 1983 | Spinetta Jade                  | #79           |             |

Entre los temas de Spinetta, también se han realizado diferentes valoraciones para resaltar las mejores.
- La revista Rolling Stone (ed. Argentina), en ocasión del fallecimiento del músico, lo homenajeó seleccionando las que a criterio de sus periodistas eran las cinco mejores canciones: 1) "Bajan", 2) "Rezo por vos", 3) "Me gusta ese tajo", 4) "El mono tremendo", 5) "Durazno sangrando".[85]

- La agencia TELAM, identificó las que a su juicio constituyen 10 canciones imprescindibles del músico: 1) "Bajan", 2) "Plegaria para un niño dormido", 3) "Canción para los días de la vida", 4) "Por", 5) "Descalza camina", 6) "Laura va", 7) "Figuración", 8) "Durazno sangrando", 9) "No quiere decir", 10) "Cantata de puentes amarillos".[86]

- Diario Uno de Mendoza, midió los ocho temas más aplaudidos entre cuarenta interpretados en un recital homenaje a Spinetta en 2013: 1) "Seguir viviendo sin tu amor", 2) "No te alejes tanto de mi", 3) "Maribel se durmió", 4) "Bajan", 5) "Post-crucifixion", 6) "Ana no duerme", 7) "El anillo del Capitán Beto", 8) "La bengala perdida".[87]

- La agencia Noticias Argentinas elaboró una lista ocho mejores canciones de Spinetta: 1) "Muchacha (Ojos de papel)", 2) "Bajan", 3) "El anillo del Capitán Beto", 4) "Seguir viviendo sin tu amor", 5) "Durazno sangrando", 6) "Ana no duerme", 7) "Fina ropa blanca", 8) "Todas las hojas son del viento".[88]

- La agencia Info News elaboró una lista que denominó "sus 10 discos elementales": 1) "Seguir viviendo sin tu amor", 2) "Tema de Pototo", 3) "Alma de diamante", 4) "Bajan", 5) "El anillo del Capitán Beto", 6) "Los libros de la buena memoria", 7) "Credulidad", 8) "Muchacha (Ojos de papel)", 9) "Cementerio Club", 10) "Durazno sangrando".[89]

- La revista mexicana Sin Embargo elaboró en 2013 una lista de diez canciones imprescindibles: 1) "Bajan", 2) "Cantata de puentes amarillos", 3) "Encadenado al ánima", 4) "Pleamar de águilas", 5) "Los libros de la buena memoria", 6) "Alma de diamante", 7) "Dale gracias", 8) "Barro tal vez", 9) "Tema de Pototo", 10) "A estos hombres tristes".[90]
- En 2019, el canal National Geographic lanzó una bío documental de Luis Alberto Spinetta, en el marco del ciclo BIOS, que reveló hechos inéditos en la vida del músico.[237]

## Discografía
Álbumes de estudio solista

Por su destacada discografía, Spinetta (parado) está considerado como una de las figuras más destacadas del rock argentino, junto a emblemas como Charly García, Fito Páez, Andrés Calamaro, y León Gieco. Foto de 1984

- Spinettalandia y sus amigos (1971)
- Artaud (1973) (acreditado a Pescado Rabioso)
- A 18' del sol (1977) (con Banda Spinetta)
- Only Love Can Sustain (1980)
- Kamikaze (1982)
- Mondo di cromo (1983)
- Privé (1986)
- La La La (1986) (con Fito Páez)
- Téster de violencia (1988)
- Don Lucero (1989)
- Peluson of milk (1991)
- Fuego gris  (1993)
- Silver Sorgo (2001)
- Para los árboles (2003)
- Camalotus (2004)
- Pan (2006)
- Un mañana (2008)
- Los Amigo (2015) (grabado en 2011)
- Ya no mires atrás (2020) (grabado entre 2008 y 2009)

Álbumes en vivo
- Exactas (1990)
- Estrelicia MTV Unplugged (1997)
- Argentina Sorgo Films presenta: Spinetta Obras (2002)
- Spinetta y las Bandas Eternas (2010)
- Presentación ARTAUD - 1973 - Teatro Astral (2020)
- Presentación ARTAUD, Vol. 2 - 1973 - Teatro Astral (2021)

### Cronología
Con sus Bandas Eternas
Incluye Almendra, Pescado Rabioso, Invisible, Spinetta Jade, Banda Spinetta y Los Socios del Desierto y Spinetta Los Amigo, así también como el Concierto de Spinetta y las Bandas Eternas de 2009.
Solista
Además de álbumes de estudio, Incluye los álbumes en vivo Exactas, Argentina Sorgo Films y Spinetta y las Bandas Eternas. 
Nota: La lista de músicos no incluye los músicos sesionistas de la grabación de "Only Love Can Sustain"

## Filmografía
| Año  | Título                                            | Tipo              | Información                                                               |
| ---- | ------------------------------------------------- | ----------------- | ------------------------------------------------------------------------- |
| 1973 | Rock hasta que se ponga el sol                    | Documental        | Dirección: Aníbal Uset                                                    |
| 1983 | Buenos Aires Rock                                 | Documental        | Dirección: Héctor Olivera, Carlos Orgambide, Renata Schussheim            |
| 1986 | Spinetta, el Video                                | Documental        | Dirección: Pablo Perel                                                    |
| 1987 | Balada para un Kaiser Carabela                    | Cortometraje      | Dirección: Fernando Spiner / Única aparición de Spinetta como actor       |
| 1993 | Fuego Gris                                        | Largometraje      | Dirección: Pablo César / Banda sonora del film compuesta por Spinetta     |
| 1993 | El acto en cuestión                               | Largometraje      | Dirección: Alejandro Agresti / Ejecución de piezas musicales por Spinetta |
| 1998 | San Cristóforo                                    | DVD en vivo       |                                                                           |
| 2005 | Camalotus                                         | DVD de videoclips | Incluido en la edición especial del álbum homónimo                        |
| 2006 | Fuga                                              | Largometraje      | Dirección: Pablo Larraín / Ejecución de canciones a cappella por Spinetta |
| 2008 | Un mañana                                         | DVD de videoclips | Incluido en la edición especial del álbum homónimo                        |
| 2009 | Mercedes Sosa, Cantora un viaje íntimo            | Documental        | Dirección: Rodrigo H. Vila                                                |
| 2010 | Buen día, día                                     | Documental        | Dirección: Sergio Constantino, Eduardo Pinto                              |
| 2010 | Spinetta y las Bandas Eternas                     | DVD en vivo       |                                                                           |
| 2012 | Pescado Rabioso, una utopía incurable             | Documental        | Dirección: Lidia Milani                                                   |
| 2019 | Bios Spinetta: Biografía de Luis Alberto Spinetta | Documental        | Dirección: Sebastián Ortega, Leo López, Javier Berruti                    |

## Libros y escritos
- Spinetta, Luis Alberto. Guitarra negra, 1978
- Prólogo a La historia del rock en Argentina de Marcelo Fernández Bitar,  1987
- Prólogo a Bulevar García de Eduardo Milewicz, Tilt, 1988
- Prólogo a El día que John Lennon vino a la Argentina de Juan Alberto Badía, Sudamericana, 1990
- Spinetta, Luis Alberto. El sonido primordial (clínica musical), 1991
- Prólogo a Las cosas que hay que oír de Raúl Tarufetti, Planeta, 1994.
- Diez, Juan Carlos "Martropía: Conversaciones con Spinetta". Aguilar, 2006. ISBN: 9789870403968

## Premios y nominaciones
Premios Carlos Gardel
| Año  | Categoría                     | Trabajo                                                      | Resultado | Ref.            |
| ---- | ----------------------------- | ------------------------------------------------------------ | --------- | --------------- |
| 2002 | Mejor artista masculino rock  | Silver Sorgo                                                 | Nominado  | [ 238 ]         |
| 2004 | Mejor artista masculino rock  | Para los árboles                                             | Nominado  | [ 239 ]         |
| 2004 | Mejor diseño de portada       | Para los árboles                                             | Ganador   | [ 239 ]         |
| 2007 | Mejor artista masculino rock  | Pan                                                          | Nominado  | [ 240 ]         |
| 2007 | Mejor ingeniería de grabación | Pan                                                          | Ganador   | [ 240 ]         |
| 2009 | Álbum del año                 | Un mañana                                                    | Ganador   | [ 241 ]         |
| 2009 | Mejor diseño de portada       | Un mañana                                                    | Ganador   | [ 241 ]         |
| 2009 | Mejor artista masculino rock  | Un mañana                                                    | Ganador   | [ 241 ]         |
| 2009 | Canción del año               | «Mi elemento»                                                | Ganador   | [ 241 ]         |
| 2009 | Mejor videoclip               | «Mi elemento»                                                | Ganador   | [ 241 ]         |
| 2016 | Álbum del año                 | Los Amigo                                                    | Ganador   | [ 242 ] [ 243 ] |
| 2016 | Mejor álbum grupo de rock     | Los Amigo                                                    | Ganador   | [ 242 ] [ 243 ] |
| 2016 | Mejor diseño de portada       | Los Amigo                                                    | Ganador   | [ 242 ] [ 243 ] |
| 2016 | Canción del año               | «Iris»                                                       | Nominado  | [ 242 ] [ 243 ] |
| 2021 | Álbum del año                 | Ya no mires atrás                                            | Nominado  | [ 244 ]         |
| 2021 | Mejor álbum conceptual        | Ya no mires atrás                                            | Ganador   | [ 244 ]         |
| 2022 | Mejor colección de catálogo   | Presentación Artaud, Vol. 2 (En Vivo en Teatro Astral, 1973) | Ganador   | [ 245 ]         |